# Rimozione dei memoriali e monumenti confederati

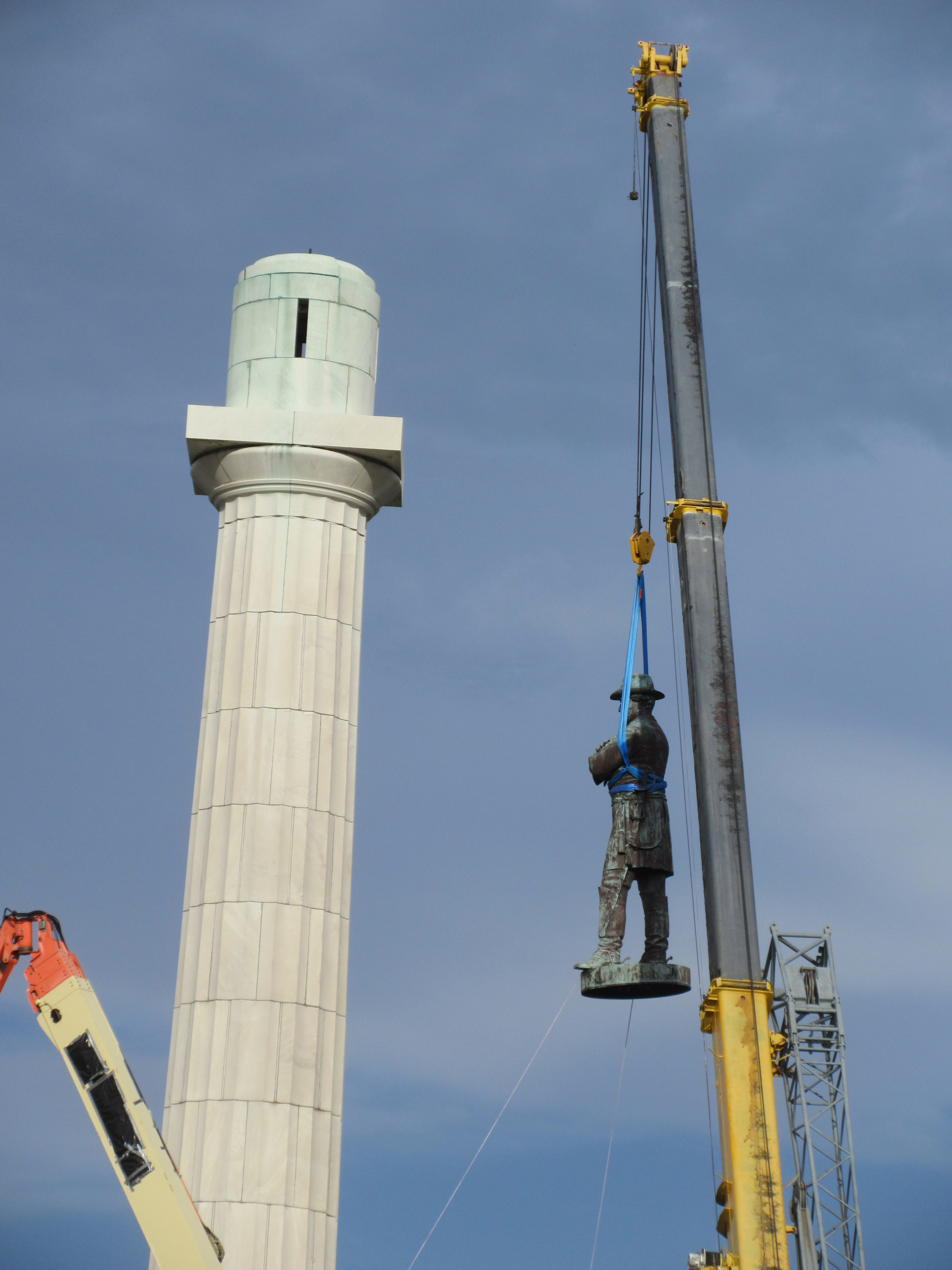
La rimozione della statua dedicata a Robert Edward Lee a New Orleans avvenuta il 19 maggio del 2017

Sulla scia di indignazione scaturita da buona parte dell'opinione pubblica statunitense a seguito della sparatoria e relativo massacro di Charleston avvenuto all'interno della "Emanuel African Methodist Episcopal Church" di Charleston (Carolina del Sud) per mano del 21enne Dylann Roof nel giugno del 2015 (con un conteggio di 9 morti afroamericani compreso il reverendo che stava celebrando il culto) diversi contee e centri urbani comunali degli Stati Uniti d'America hanno preso la decisione di rimuovere tutti i memoriali e monumenti dedicati agli Stati Confederati d'America situati in terreni di proprietà pubblica.
Lo slancio di questa scelta, seppur in certi casi specifici provocando vasti dibattiti e serrate polemiche di parte - allargando il caso a livello nazionale - è stato accelerato nell'agosto del 2017 dopo l'"Unite the Right rally", un raduno accompagnato da tutta una serie di manifestazioni organizzato dall'estrema destra politica ed extraparlamentare americana a Charlottesville (nella Virginia).
Un nuovo cambio d'opinione pubblica negli Stati Uniti cominciato con l'omicidio di George Floyd, uno statunitense d'origine africana, dalla polizia nel maggio 2020. Durante le proteste razziali che seguirono, molti memoriali dedicati agli Stati Confederati d'America furono abbattuti o rimossi.
La massiccia rimozione dei memoriali e monumenti confederati era guidata dalla convinzione che tali opere all'imperituro ricordo glorificassero in realtà la presunzione di supremazia del potere bianco e commemorassero un governo - quello della presidenza di Jefferson Davis in aperta antitesi alla presidenza di Abraham Lincoln posta in essere dal neonato Partito Repubblicano - il cui principio fondante era stato eminentemente quello non solo della perpetuazione ma anche dell'espansione della schiavitù negli Stati Uniti d'America.
Molti tra coloro che si oppongono alle rimozioni sostengono invece che simili manufatti facciano oramai parte del patrimonio culturale della nazione, dell'intera cultura degli Stati Uniti d'America: si tratta in ogni modo di una questione che pare lasciare aperta una ferita ancora non del tutto facilmente rimarginata nella storia degli Stati Uniti d'America.

Emblema del Ku Klux Klan - Una croce bianca all'interno di un cerchio con la "goccia di sangue" al centro; inscritta talvolta in un quadrato girato di 45°

La maggior parte di questi monumenti inneggianti alla guerra civile furono costruiti nel corso del lungo periodo in cui rimasero in vigore le Leggi Jim Crow - subito dopo il termine dell'Era della Ricostruzione - le quali misero nei fatti in atto una rigida segregazione razziale negli Stati Uniti d'America, amplificando il razzismo americano e dando il via alla storia del Ku Klux Klan e allo scatenamento della politica del linciaggio negli Stati Uniti d'America in aperta e feroce contrapposizione nei confronti del movimento per i diritti civili degli afroamericani.
Ulteriori dedicazioni ai presunti eroi della parte risultata irrimediabilmente sconfitta della guerra di secessione americana saranno inaugurate durante l'epoca del successivo movimento per i diritti civili degli afroamericani con l'intento - e come mezzo - dichiarato d'intimidire gli afroamericani e riaffermare il suprematismo sociobiologico della cosiddetta "razza bianca".
I diversi monumenti Sudisti sono così rapidamente diventati altamente politicizzati; seguendo le considerazioni che ne ha tratte Eleanor Harvey, curatrice senior dello Smithsonian American Art Museum e studiosa dello svolgimento della guerra di secessione americana "se i fautori più fanatici del nazionalismo bianco, del neocolonialismo e finanche del neonazismo ora li rivendicano come parte del loro patrimonio, hanno essenzialmente cooptato quelle immagini e quelle statue oltre ogni capacità di neutralizzarle nuovamente in un senso il più possibile obiettivamente storico".
In alcuni degli Stati Uniti meridionali la legislazione statale continua a proibire o limita fortemente la rimozione o l'alterazione dei monumenti pubblici confederati. Secondo Stan Deaton, uno degli storici anziani della "Georgia Historical Society" di Savannah (Georgia): "queste disposizioni non rappresentano altro che il Vecchio e profondo Sud il quale impone la sua morale preordinata e le proprie settarie opinioni politiche su tutti noi e per sempre. Ma questo è propriamente ciò che ha condotto direttamente alla guerra civile, ed è una cosa che ci divide ancora come paese. Abbiamo visioni in competizione non solo sul futuro, ma perfino sul passato. È ancora una volta la stessa identica storia".

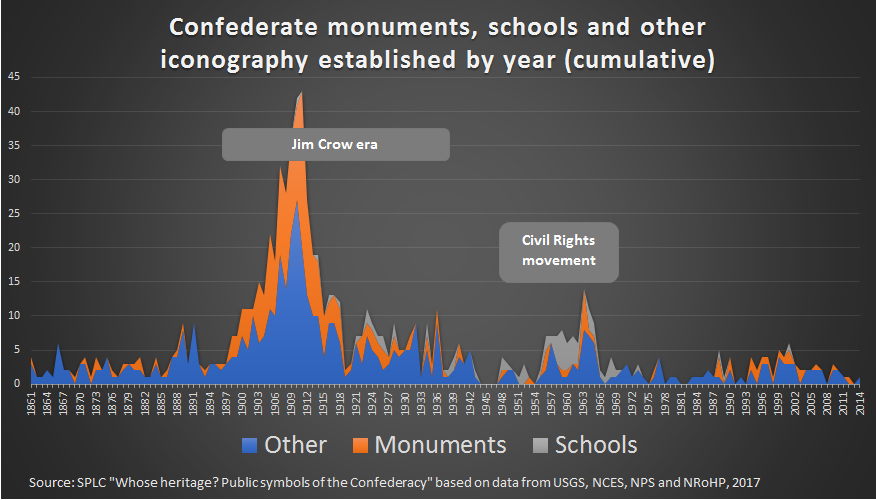
Grafico dei simboli pubblici della Confederazione e dei suoi leader, esaminati dal Southern Poverty Law Center, per anno di costituzione

## Excursus storico
La maggior parte dei monumenti confederati interessati dalla controversia odierna vennero costruiti in periodi di forte conflittualità interrazziale (ed in cui vigeva legalmente il razzismo negli Stati Uniti d'America, quando non anche le diverse forme criminali del linciaggio negli Stati Uniti d'America), come ad esempio quando cominciarono ad essere introdotte le prime Leggi Jim Crow tra la fine del XIX e gli inizi del XX secolo prima e nel corso dell'epoca del movimento per i diritti civili degli anni 1950-1960 poi.
Questi 2 particolari lassi temporali coincisero anche con il 50° (1910) e il 100° (1960) anniversario della crisi finale che condusse di lì a poco direttamente allo scoppio della guerra di secessione americana; l'"American Civil War Centennial" fu ufficialmente istituita nel 1957 per preparare adeguatamente la ricorrenza.
Il picco nelle commemorazioni e nella costruzione di monumenti a ricordo dei combattenti tra le file degli Stati Confederati d'America si ebbe a verificare tra la fine degli anni 1890 e il 1920, con un secondo picco - seppur di minore entità - tra la fine degli anni 1950 e la prima metà degli anni 1960.

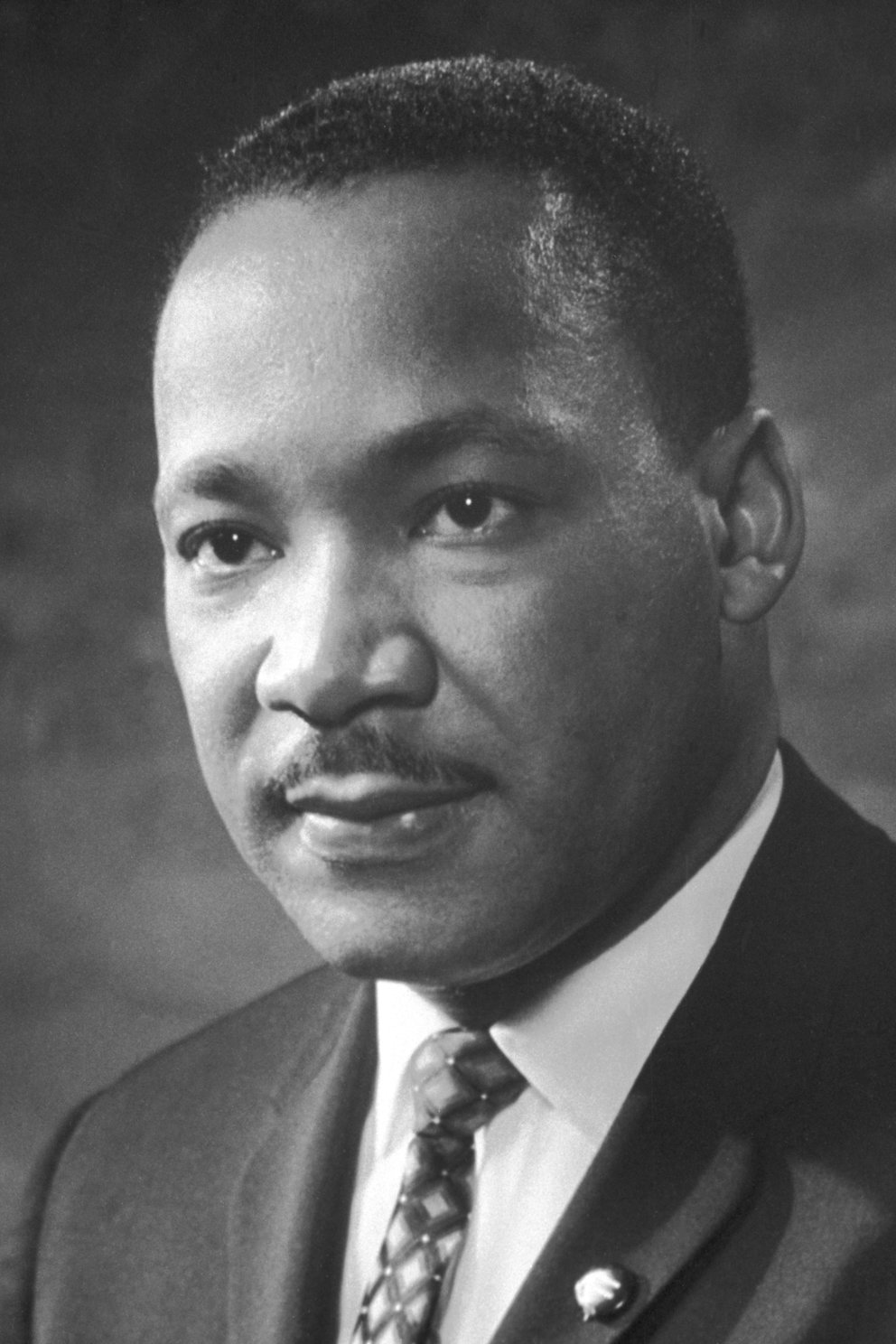
Martin Luther King Jr. nel 1964

Tutto ciò proprio quando maggiori erano le tensioni razziali (basti solo ricordare il boicottaggio dei bus a Montgomery nato dalla discriminazione attuata contro Rosa Parks nel 1955, la Sommossa all'Università del Mississippi del 1962, la Marcia su Washington per il lavoro e la libertà del 1963, l'Assassinio degli attivisti per i diritti civili del Mississippi del 1964 ed infine l'Assassinio di Martin Luther King del 1968).
Secondo la storica Jane Dailey dell'Università di Chicago in molti casi lo scopo precipuo dei monumenti non era tanto quello di celebrare il passato, il ricordo e la memoria dei caduti, ma piuttosto quello di promuovere una linea di ideologia assimilabile al suprematismo del "potere bianco" rivolto ai tempi presenti ma soprattutto al futuro.
Un altro storico, Karyn Cox dell'Università della Carolina del Nord a Charlotte, ha scritto con espressioni di estrema chiarezza che tali monumenti e memoriali sono "un'eredità diretta dell'era brutalmente razzista di Jim Crow".

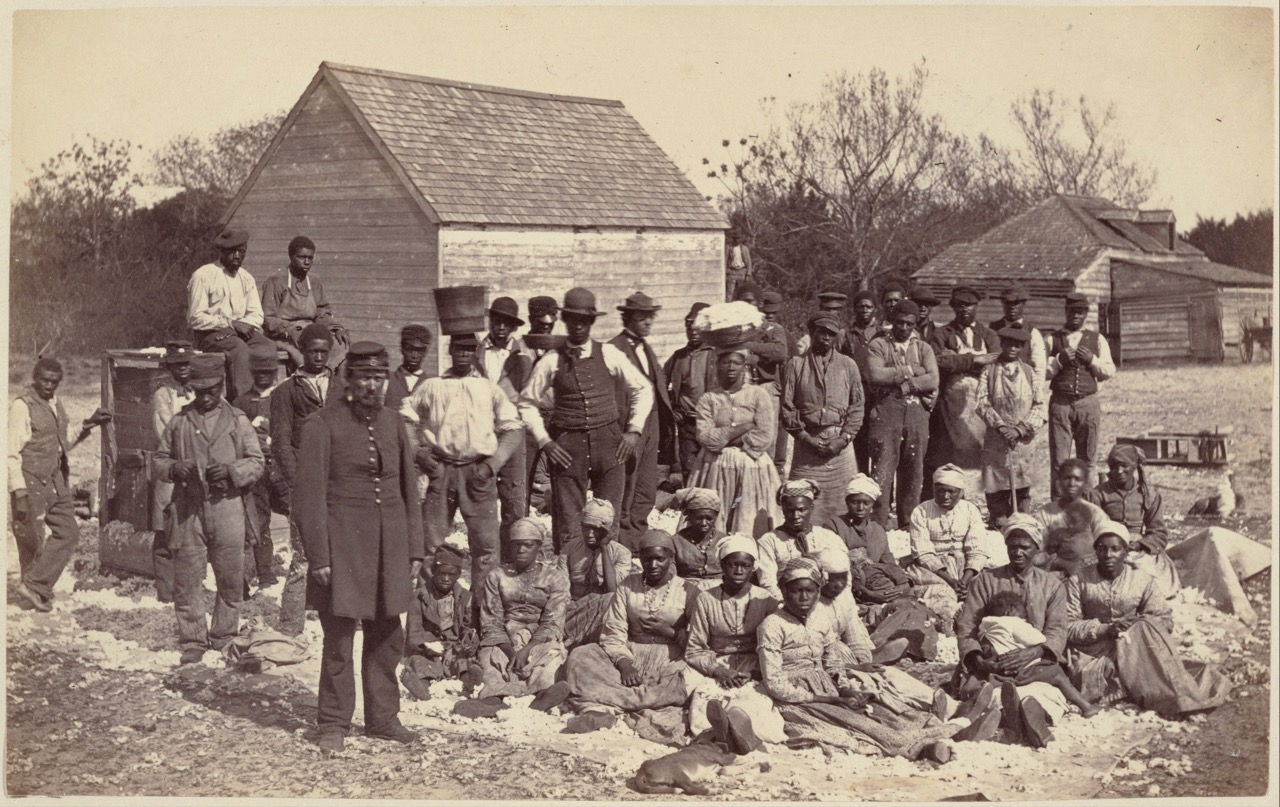
Schiavi del generale sudista Thomas F. Drayton nel 1862

Ancora un altro storico, James Leloudis dell'Università della Carolina del Nord a Chapel Hill, ha dichiarato che "i finanziatori di allora e i sostenitori di oggi di questi monumenti raffigurano di per sé un intento molto esplicito: una legittimazione politica per l'era segregazionista e razzista di Jim Crow e la richiesta esplicita di un presunto diritto a ricevere un'educazione poggiante sulla legge razzista e segregazionista dei bianchi americani", quella stessa che ha prodotto le Leggi contro la mescolanza razziale negli Stati Uniti d'America, la segregazione scolastica negli Stati Uniti d'America.
L'autore di saggi sulla guerra civile nonché direttore dello Starr Center al Washington College Adam Goodheart ha affermato in un'intervista concessa alla National Geographic Society che tali manifestazioni definite artistiche sono nella realtà della prova storica degli 

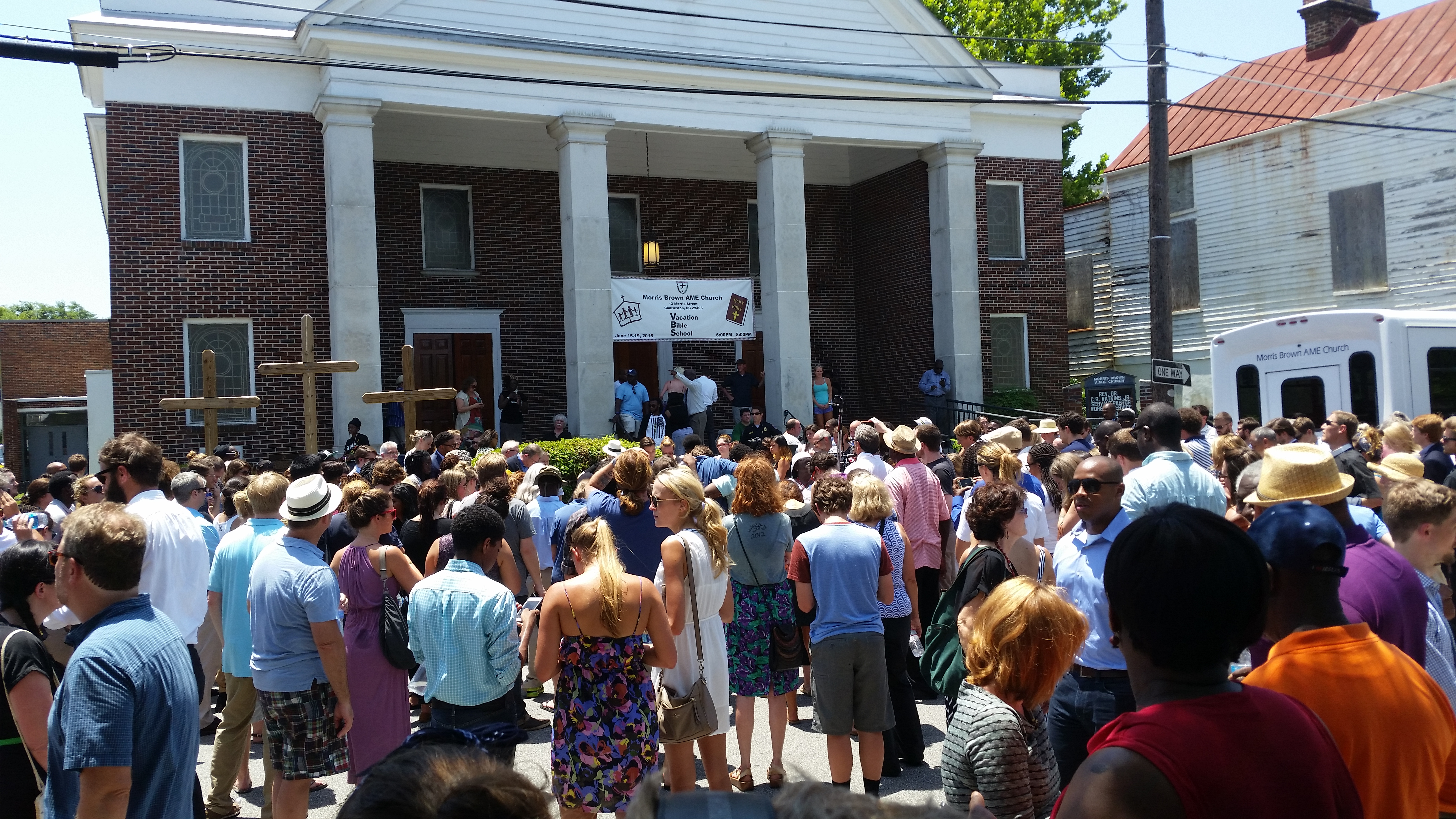
Una veglia di preghiera presso la Chiesa episcopale metodista africana di Morris Brown dopo il massacro di Charleston

## Opinioni e commenti accademici
In una dichiarazione rilasciata nell'agosto del 2017, quando il caso inerente alle controversie su memoriali e monumenti negli Stati Uniti d'America si trovava al suo primo apice ed in una fase prospettica di piena espansione polemica, l'American Historical Association (AHA) poi disse che rimuovere un monumento "non significa però conseguentemente anche cancellare la storia sotterranea relativa ad esso, ma piuttosto si tratta di una sua sottesa evoluzione o quantomeno il desiderio di richiamare l'attenzione su una precedente interpretazione dello stesso evento".
L'AHA non ha mancato quindi di far notare che la maggior parte dei monumenti considerati e sottoposti a contenzioso sono stati eretti senza che vi fosse attorno nulla di simile ad un processo di accettazione democratica degli stessi ed ha quindi raccomandato che fosse "giunto infine il momento di riconsiderare a mente più fredda le decisioni allora assunte".

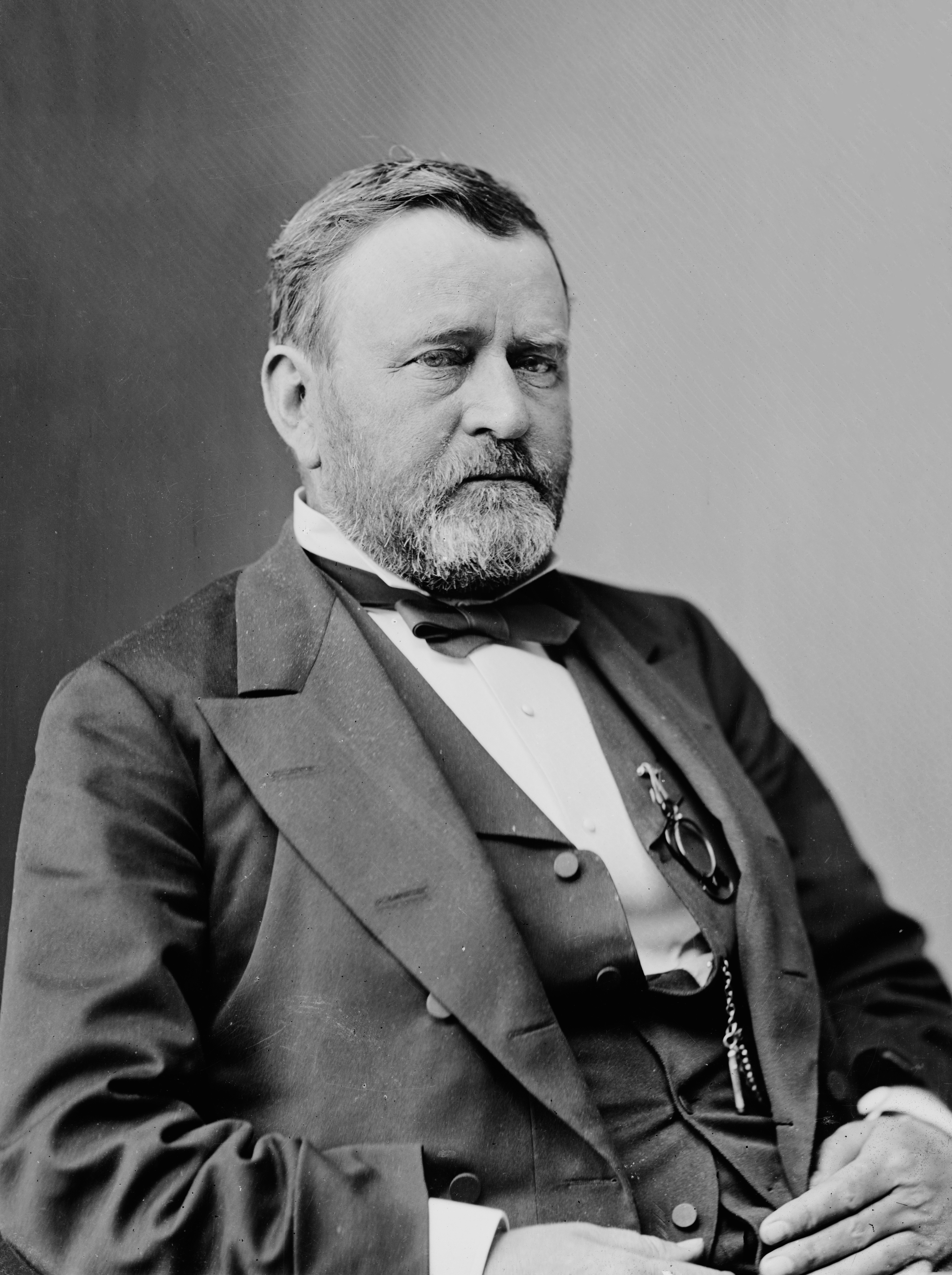
La presidenza di Ulysses S. Grant s'impegnerà fortemente nella lotta contro il nascente Ku Klux Klan

Sempre secondo l'AHA la maggior parte dei monumenti confederati sono stati innalzati tra la fine del XIX e il principio del XX secolo e questa impresa è stata "una parte integrante dell'avvio della segregazione razziale negli Stati Uniti d'America legalmente autorizzata e della diffusa privazione del diritto di voto in tutto il profondo Sud ad una parte cospicua dei suoi concittadini a seguito del disaffrancamento degli afroamericani a partire dalla conclusione dell'Era della Ricostruzione".
I memoriali filo-secessionisti eretti in questo lasso di tempo "erano quindi intesi, almeno in parte, ad occultare il terrorismo vigente della prima storia del Ku Klux Klan; un atto necessario per rovesciare i principi della Ricostruzione (dal XIII emendamento della Costituzione degli Stati Uniti d'America in poi nati grazie alla presidenza di Ulysses S. Grant), e per intimidire politicamente (e non solo) gli afroamericani con l'intento di isolarli sempre più dalla corrente principale della vita pubblica".
Una successiva ondata di monumenti ha coinciso in parallelo con l'espansione del grande movimento dei diritti civili guidato da Martin Luther King Jr. e, nella disamina fattane dall'AHA, "questi simboli di supremazia bianca vengono ancora oggi invocati per scopi del tutto simili", appaiandoli nella gran parte dei casi alle espressioni più diffuse di discriminazione, pregiudizio, razzismo, violenza e crimini d'odio contro tutte le minoranze etniche.

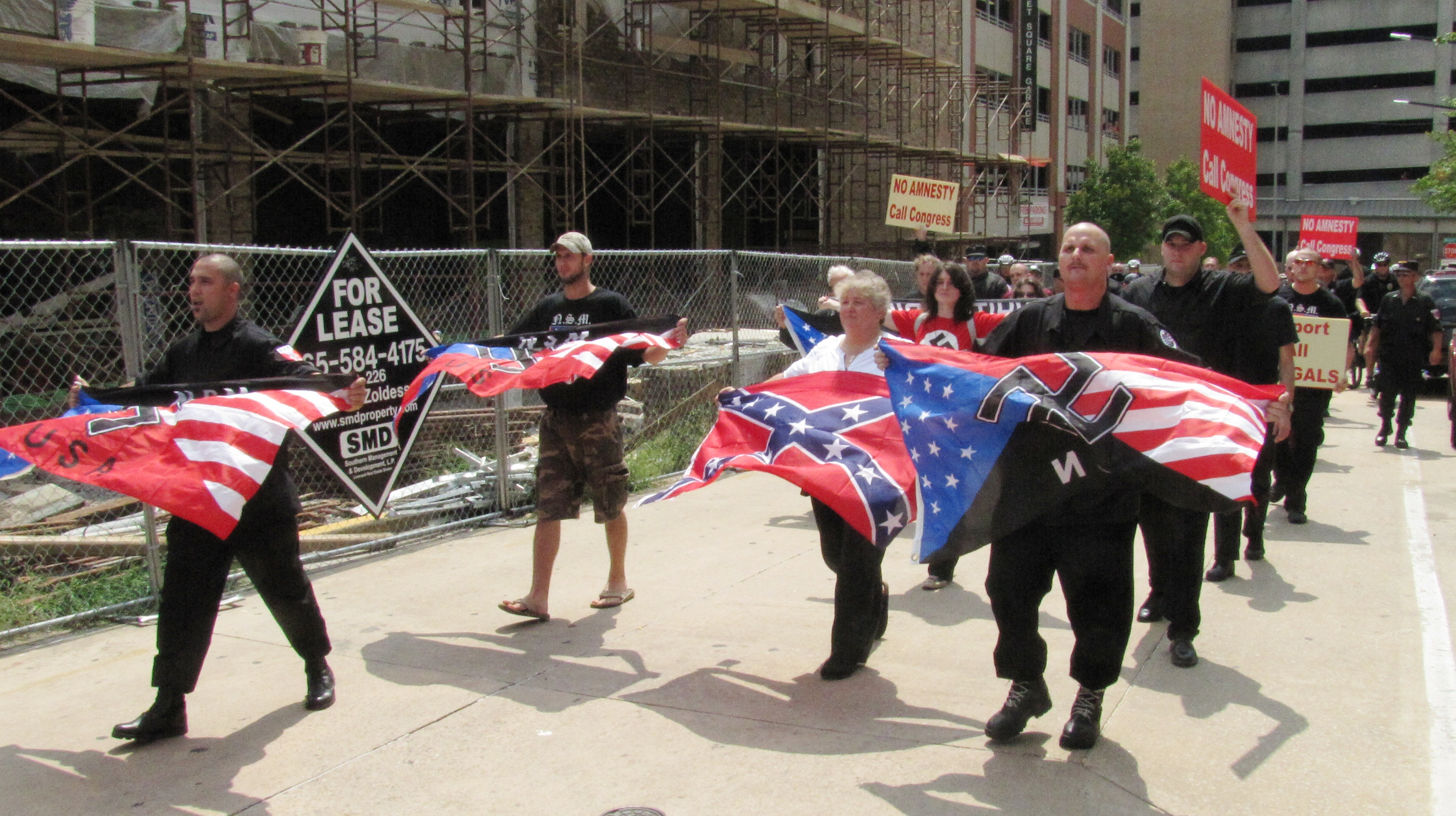
Affiliati al neonazismo sventolanti la bandiera degli Stati Confederati d'America a Knoxville nel 2010

Seguendo Adam Goodheart le statue dovevano rappresentare dei simboli della supremazia bianca ed il raduno attorno ad esse da parte dei fautori e dei maggiori propugnatori dell'ideologia dell'estrema destra statunitense, del neonazismo ed in generale dei nemici dei diritti civili con buone probabilità non ha fatto altro alla fine che accelerarne la loro "giusta" rimozione.
Elijah Anderson, professore di sociologia ed etnografia all'Università Yale, ha affermato che le statue in questione "contribuiscono davvero e seriamente ad incidere negativamente sulla psiche dei cittadini afroamericani".

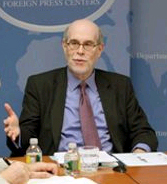
Harold Holzer

Harold Holzer, direttore del "Roosevelt House Public Policy Institute at Hunter College di New York, ha concordato sul fatto che le statue inneggianti alla secessione sono state apertamente progettate per sminuire la comunità afroamericana.
Dell Thayer Upton, studioso della storia dell'architettura e presidente del "Department of Art History" all'Università della California, Los Angeles, ha scritto che "quei monumenti non sono mai stati intesi come una manifestazione di arte pubblica", ma piuttosto vennero installati "come un atto di affermazione del fatto che la politica americana fosse una questione riservata agli uomini bianchi (protestanti, sposati ed eterosessuali)" e che, a causa del loro palese intento suprematista, la loro rimozione dagli spazi pubblici è diventata una questione di "giustizia, equità, di valori nazionali e senso civico".
In un suo libro datato 1993 Frank McKenney argomentava invece diversamente, affermando che: "questi monumenti erano il risultato degli sforzi comuni intrapresi dall'opinione pubblica sudista per dare a loro stessi un'arte della memoria e una storia sociale radicata nelle vicende passate".
Gli ex militari e politici secessionisti ebbero serie difficoltà nella raccolta dei fondi necessari per erigere tali monumenti, pertanto il compito sarà principalmente assegnato e rivolto in maniera preponderante alle donne: "alle madri, alle vedove e agli orfani, alle fidanzate e alle sorelle rimaste in uno stato di lutto stretto nei riguardi dei soldati che avevano perduto la vita per una causa"; una "causa" la quale si dimostrerà però alla prova del tempo completamente antistorica e in definitiva errata (intrisa com'era della colpa rappresentata dallo schiavismo).

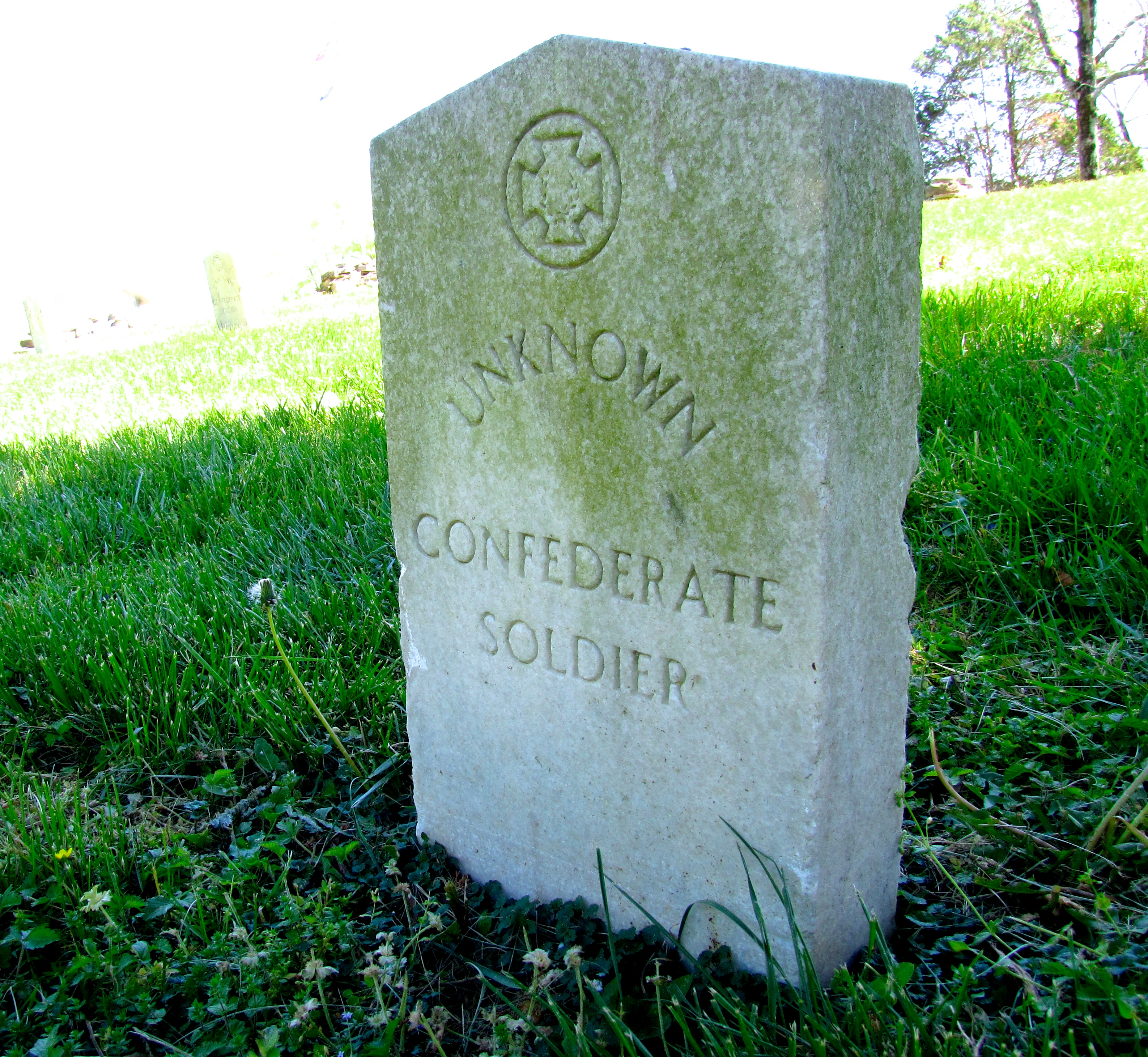
Lapide ad un milite Ignoto confederato a Beechgrove, nella contea di Coffee (Tennessee)

Innumerevoli associazioni commemorative femminili si vennero a formare nei decenni immediatamente successivi alla conclusione della guerra civile, la maggior parte delle quali si riunirono nelle "United Daughters of the Confederacy" a partire dal 1894. Le donne furono avvertite altresì che stavano comprando "arte sociale schierata politicamente", non semplice metallo o pietra.
Arguisce ancora Upton che la storia celebrata da questi monumenti s'impegnerà tuttavia a raccontare solamente una versione degli eventi storici, quella apertamente pro-confederata e filo-secessionista; in aggiunta tali memoriali vennero eretti senza aver prima ottenuto il preventivo consenso degli afroamericani del Sud, addirittura invece grazie ai contributi dei loro più feroci avversari: la popolazione nera rammenta per lo più la guerra civile in modo molto diverso da quello disegnato idealmente da tali statue e non ebbe mai alcun interesse ad onorare coloro che combatterono per mantenerli ridotti in uno stato di schiavitù.
Secondo la storica della guerra civile Judith Giesberg, professoressa di storia contemporanea alla Villanova University: "il potere terroristico della supremazia bianca è ciò che davvero queste statue rappresentano".
Robert Seigler, nel suo studio saggistico sui monumenti confederati presenti nella Carolina del Sud, ha scoperto che degli oltre 170 che è riuscito a documentare, ne sono stati rinvenuti solamente 5 dedicati agli afroamericani che erano stati utilizzati dalla dirigenza politico-militare confederata per i lavori forzati sulle fortificazioni o che avevano servito in qualità di musicisti, ingaggiati a tempo per svolgere particolari attività "non idonee alla razza bianca", come servi personali o per altre loro capacità: "quattro di questi erano commemorazioni di schiavi ed uno per un musicista, Henry Brown".
Altresì venne ricordata solennemente la figura dell'unica vittima afroamericana del raid di John Brown contro Harpers Ferry, a rimarcare il fatto che l'abolizionismo negli Stati Uniti d'America non era poi così esente da colpe come invece veniva generalmente lasciato intendere.
Cheryl Benard, presidentessa dell"Alliance for the Restoration of Cultural Heritage", ha però discusso schierandosi contro la rimozione dei monumenti di guerra confederati in un editoriale per la rivista specializzata in relazioni internazionali The National Interest, scrivendo: "dal mio punto di vista l'idea che il modo di trattare con la storia sia quello di distruggere qualsiasi reliquia che ti ricordi qualcosa che non ti piace, è altamente allarmante".
Benard paragona la rimozione addirittura alla "pulizia storica effettuata in altri popoli e paesi" affermando che "la visita alle rovine archeologiche di ogni civiltà precedentemente grande ti farà invariabilmente incontrare iscrizioni che sono state scolpite ad uso e consumo del potere instaurato e la relativa cancellazione delle cause perdenti; facce che sono state cancellate, teste che sono state decapitate dalle loro statue; azioni messe in atto da qualcuno che è venuto dopo e che ha rovesciato o assassinato un suo predecessore, ordinando infine la cancellazione e la damnatio memoriae sul suo nome e la stessa immagine figurativa... Ciò che sarebbe potuto rimanere è la loro storia - differente da quella dei vincitori - e qualsiasi lezione attraverso cui gli umani del futuro avrebbero ben potuto trarne una qualche fonte d'ispirazione".

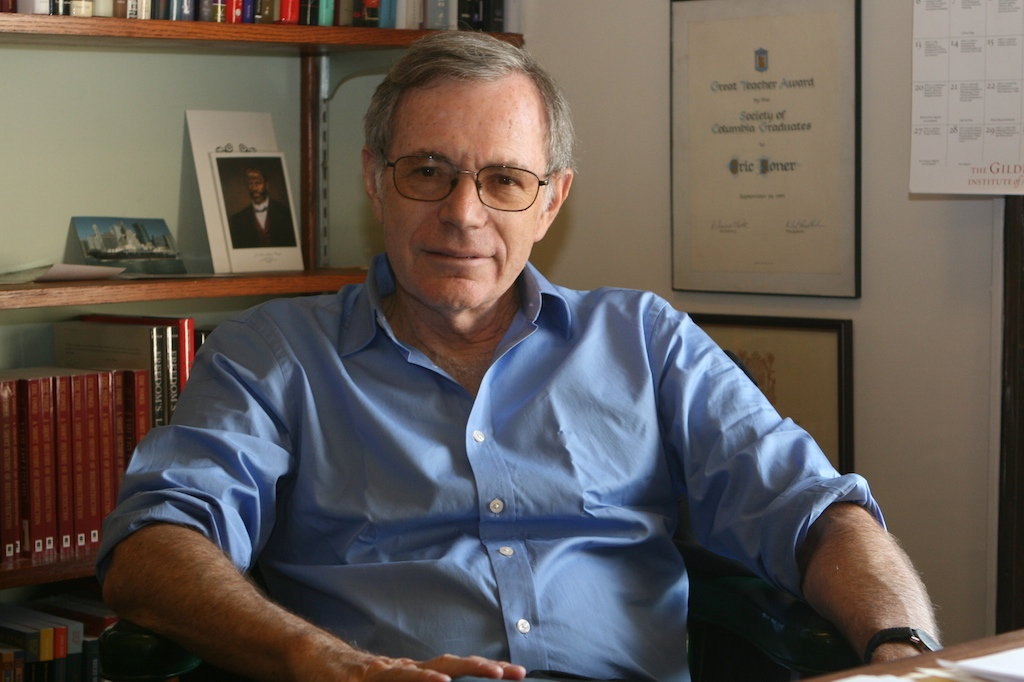
Eric Foner

Eric Foner, uno dei maggiori storici della guerra civile nonché celebrato biografo di Abraham Lincoln, ha sostenuto che avrebbero allora dovuto venire costruite ed innalzate anche altre statue di afroamericani, portando l'esempio della figura dello schiavo ribelle Nat Turner.
Alfred L. Brophy, professore di giurisprudenza all'Università dell'Alabama, sostiene a sua volta che la rimozione delle statue confederate avrebbe condotto ad un'estrema "facilità alla dimenticanza", sebbene fosse indubbio che queste stesse statue fossero "immagini riscritte a favore della successiva convinzione della supremazia bianca". 

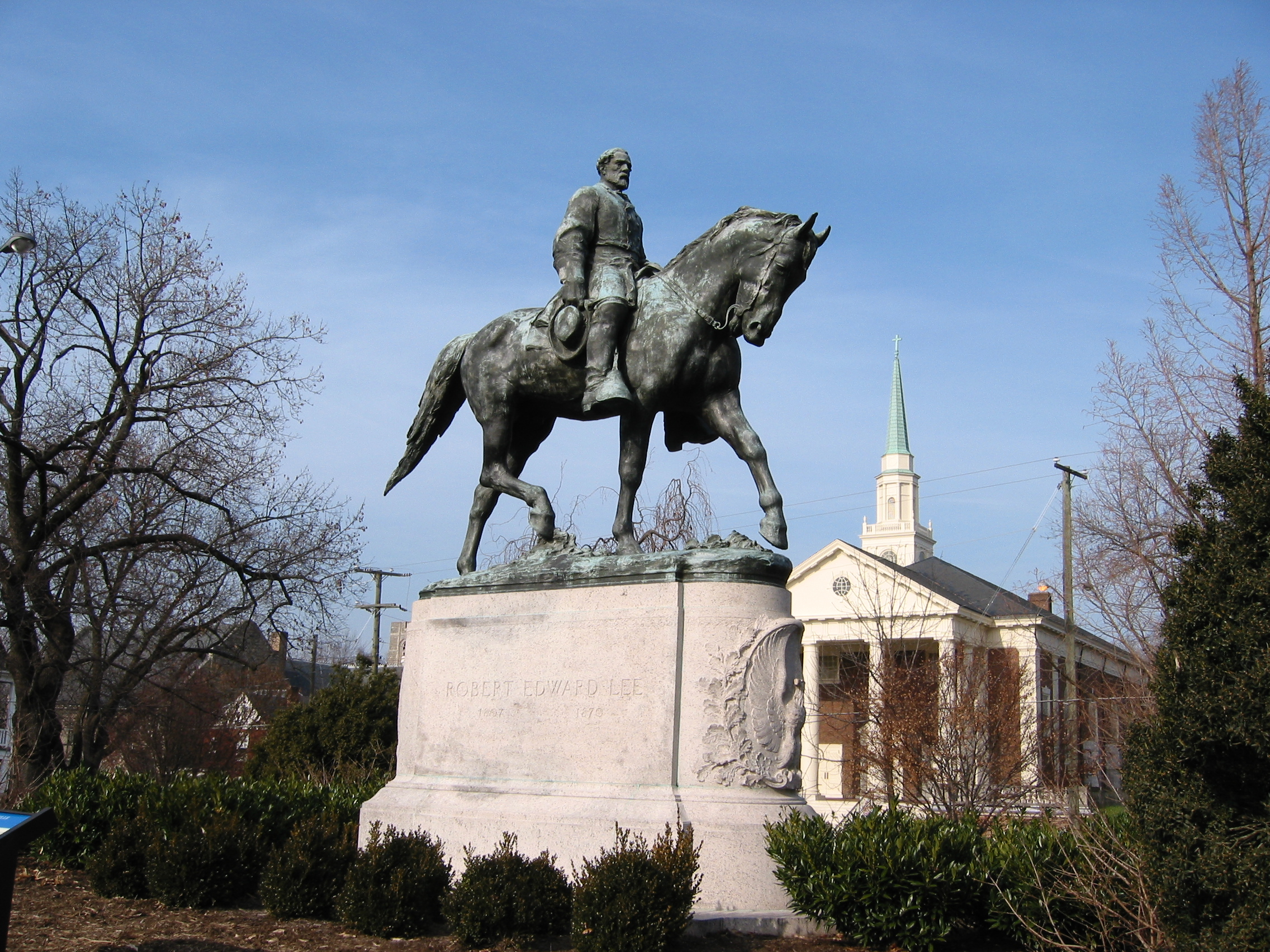
La rimozione pianificata della statua equestre ritraente Robert Edward Lee a Charlottesville nello Stato federato della Virginia ha scatenato proteste e contro-proteste, con una conta finale di tre morti ammazzati negli scontri esplosi tra le diverse fazioni Questa statua fu rimossa nel 2021 ed infine fusa nel 2023.

Brophy ha anche dichiarato però che la statua di Robert Edward Lee situata a Charlottesville dovrebbe in ogni modo venire rapidamente smantellata.

## Avvio della "guerra delle statue"
La cronaca di tali operazioni di rimozione è stata contrassegnata da eventi a catena succedutisi sia nella Louisiana che in Virginia nell'arco di due anni a partire dal 2017. Nel primo di questi Stati, a seguito del Massacro di Charleston, una strage perpetrata contro la chiesa afroamericana locale del 2015, la città di New Orleans ha deciso di far rimuovere i propri memoriali confederati due anni più tardi.

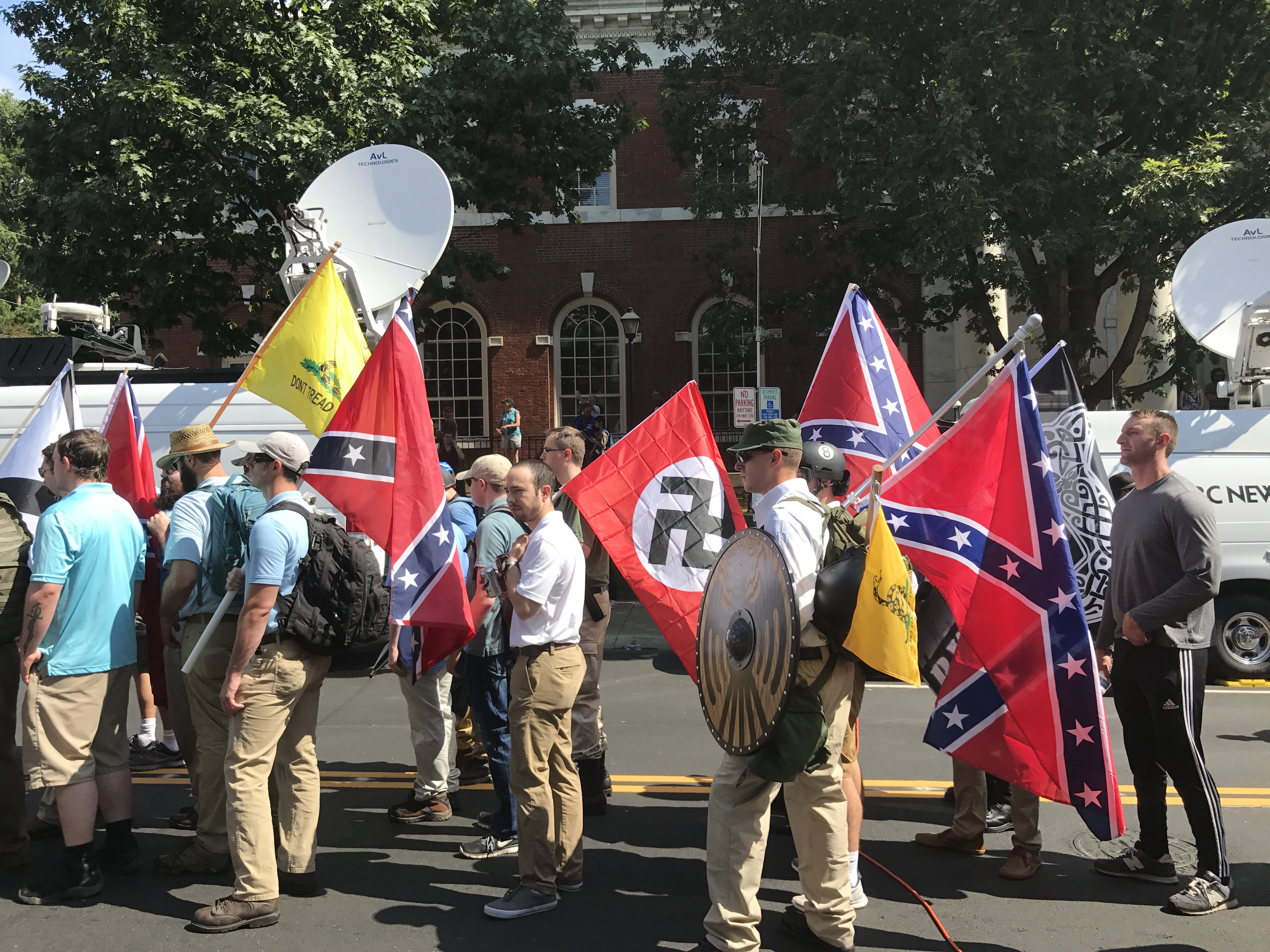
Bandiere della Germania nazista con la svastica, bandiera degli Stati Confederati d'America e bandiera di Gadsden durante l'Unite the Right rally, a difesa della statua raffigurante il generale sudista Robert Edward Lee a Charlottesville

Solo alcuni mesi dopo, nell'agosto del 2017, venne dichiarato lo Stato di emergenza in Virginia a seguito di una manifestazione organizzato dall'associazione "Unite the Right" (il Unite the Right rally) per protestare contro la rimozione della statua di Lee si trasformò in uno scontro violento con danneggiamenti alle proprietà e finanche alle persone (3 morti, decine di feriti, veicoli dati alle fiamme e usati a mo' di ariete per sfondare vetrine e serrande dei negozi).

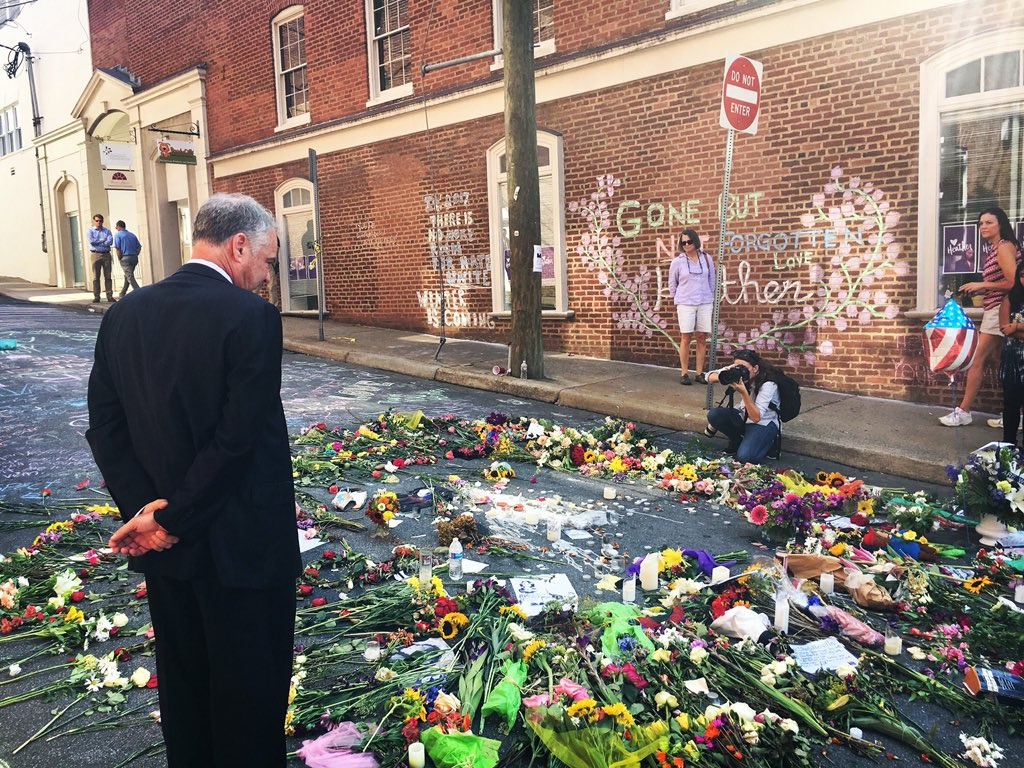
Il senatore Democratico Tim Kaine omaggia un memoriale improvvisato dedicato a Heather D. Heyer (32 anni) sul luogo della sua morte

Altri eventi simili si aggiunsero praticamente in tutti gli Stati Uniti d'America. A Baltimora ad esempio le statue confederate ospitate dalla città sono state rimosse nella notte tra il 15 e il 16 di agosto; il sindaco di Baltimora, la Democratica afroamericana Catherine E. Pugh ha dichiarato di aver ordinato gli smantellamenti notturni per preservare la sicurezza pubblica.
Allo stesso modo a Lexington (Kentucky) in quello stesso 16 agosto in una seduta del consiglio comunale il sindaco Democratico Jim Gray ha richiesto ufficialmente all'assemblea municipale di far approvare il trasferimento di due "state sudiste" dall'edificio del tribunale penale circoscrizionale.
Un altro evento si è verificato a Durham (Carolina del Nord), dove una folla di manifestanti ha rovesciato con la forza il monumento in onore dei soldati confederati posizionato all'ingresso dell'Aula giudiziaria federale della contea di Durham (Carolina del Nord) nella giornata di ferragosto: otto di questi attivisti sono stati tratti in arresto in relazione all'azione commessa.

## Legislazioni che ostacolano le rimozioni
- In Alabama (2017),
- Carolina del Nord (2015),
- Carolina del Sud (2000),
- Georgia (inizio XX secolo)[41],
- Mississippi (2004),
- Tennessee (2013, aggiornato 2016)
- ed infine anche nella Virginia (1902), le assemblee statali hanno fatto promulgare delle legislazioni ad hoc nel tentativo di impedire, o nel caso dell'Alabama per proibire esplicitamente[42], la rimozione o una qualsiasi forma di alterazione o manomissione dei monumenti pubblici confederati.

Nel caso della Carolina del Nord la rimozione richiede l'approvazione legislativa ed è consentita solo se essa si renda necessaria quale mossa per preservare l'oggetto artistico in questione o per l'eventuale costruzione di altri edifici ad uso pubblico.
I tentativi di abrogare queste leggi non hanno avuto alcun successo. La legge dell'Alabama, l'"Alabama Memorial Preservation Act", è stata approvata nel maggio del 2017, nella Carolina del Nord nel 2015. Il Tennessee ha approvato il suo "Tennessee Heritage Protection Act" nel 2016; richiede una maggioranza dei 2/3 da parte della "Commissione Storica del Tennessee" per rinominare, rimuovere o spostare qualsiasi statua pubblica, monumento o memoriale.
Secondo quanto riporta il New York Times, l'atto del Tennessee mostra con chiarezza "un esplicito intento di impedire ai comuni del Tennessee di abbattere i memoriali confederati".
La rimozione della bandiera degli Stati Confederati d'America dalla capitale della Carolina del Sud richiedeva un voto di 2/3 per entrambe le aule parlamentari, così come la rimozione di ogni altro monumento confederato.
I monumenti confederati si trovano in gran parte nelle città, che, come altri grandi centri urbani americani, nel corso del XX secolo sono diventate più "nere" e più politicamente liberali rispetto al resto degli Stati in cui si trovano.

## Opinione pubblica
Un sondaggio d'opinione commissionato della Reuters del 2017 ha rilevato che il 54% degli adulti americani ha dichiarato che i monumenti dovrebbero rimanere in tutti gli spazi pubblici, mentre il 27% ha espresso l'idea che dovrebbero essere rimossi, mentre il 19% ha ammesso di non sapere.
I risultati sono stati suddivisi lungo linee sia razziali che politiche, con Repubblicani e bianchi americani che preferivano mantenere i monumenti sul posto, mentre i progressisti del Partito Democratico e le minoranze etniche propendevano per la loro rimozione. Un altro sondaggio sempre del 2017, condotto da "HuffPost/YouGov", ha rilevato che il 33% degli intervistati ha preferito la rimozione, mentre il 48% si è opposto, con circa il 18% di dubbiosi.

## Rimozioni

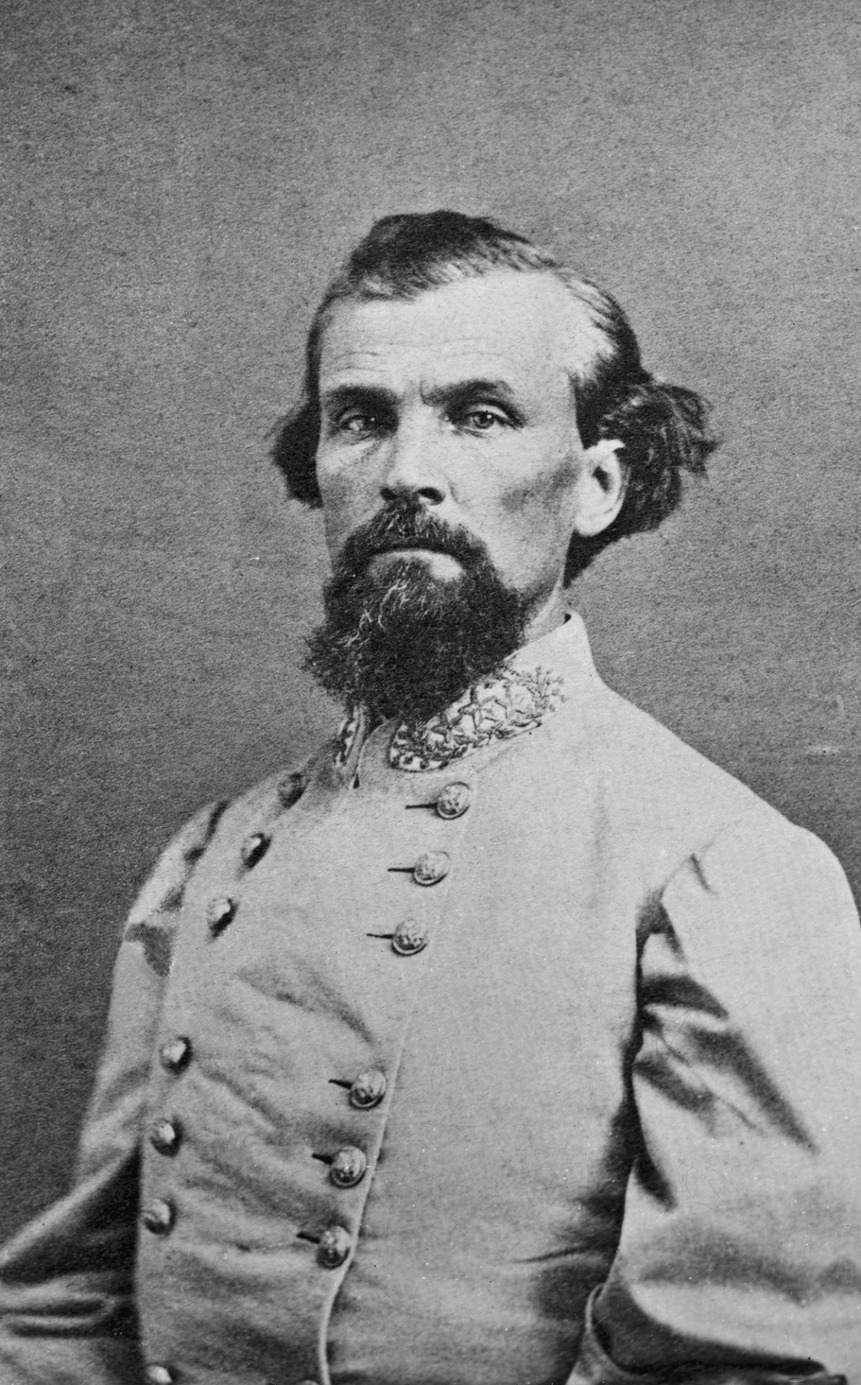
Foto di Nathan Bedford Forrest, uno dei co-fondatori del Ku Klux Klan

### Forze armate
- A Fort Bliss: dopo aver ricevuto vibranti reclami e indirizzi di protesta la "Forrest Road" (dal nome del cavalleggero sudista nonché co-fondatore del Ku Klux Klan Nathan Bedford Forrest) è stata ribattezzata "Cassidy Road" in onore del luogotenente generale Richard T. Cassidy, comandante e sovrintendente del servizio postale militare[52].

### Washington D. C.
Distretto di Columbia
- Un ritratto di Robert Edward Lee appeso nello Studio Ovale della Casa Bianca durante la presidenza di Dwight Eisenhower[53].

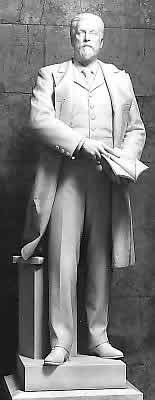
Jabez Lamar Monroe Curry: rimosso

- Dalla National Statuary Hall Collection del Campidoglio (Washington): la statua dell'ufficiale, diplomatico e uomo politico Democratico confederato Jabez Lamar Monroe Curry è stata sostituita da un'altra raffigurante l'attivista Helen Keller nel 2009[54].

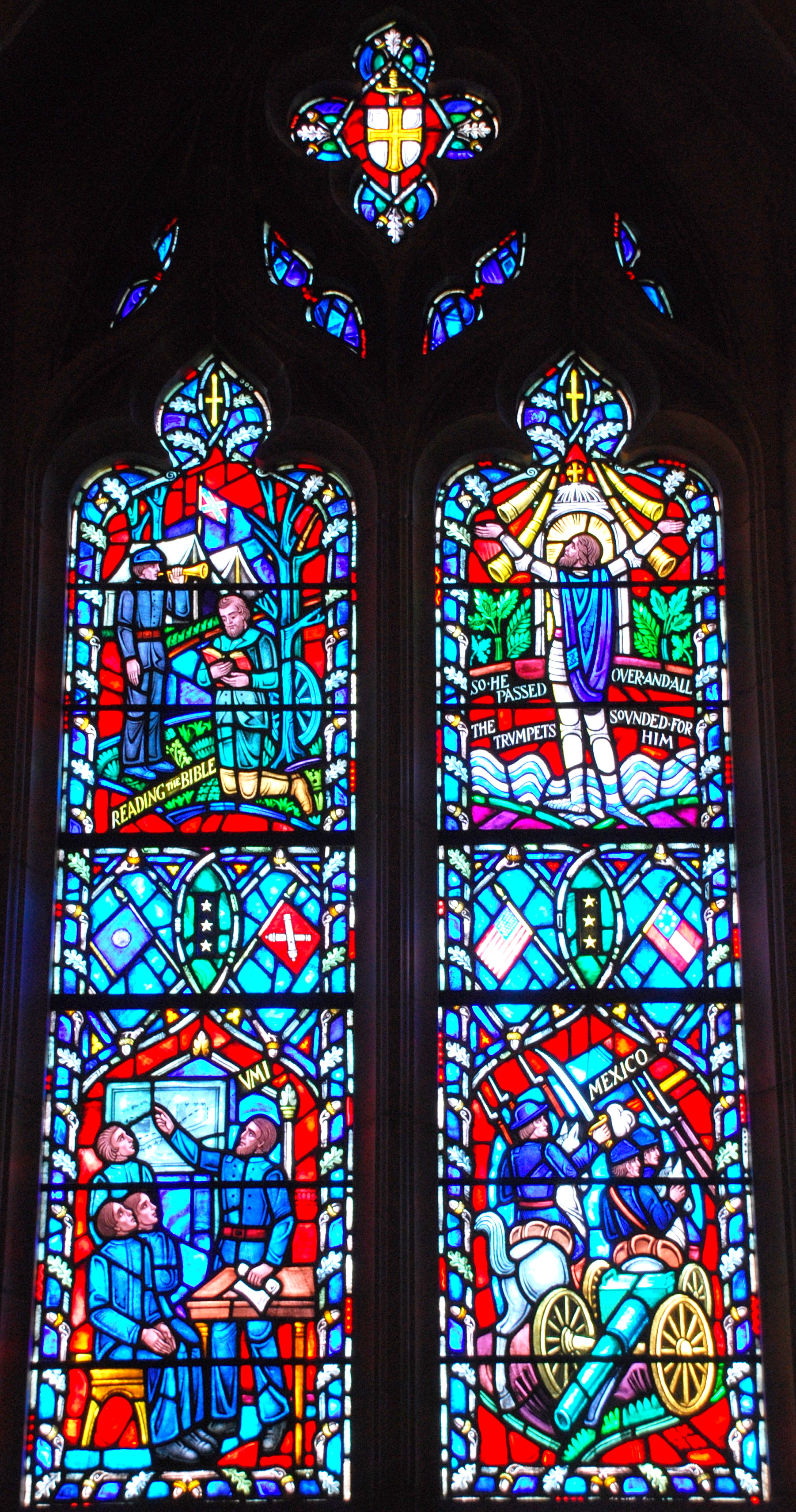
La vetrata dedicata a Thomas Jonathan Jackson nella Cattedrale dei Santi Pietro e Paolo (Washington): rimossa

- Nel 2017 la Cattedrale dei Santi Pietro e Paolo (Washington) ha fatto rimuovere le vetrate che onoravano Robert E. Lee e Thomas Jonathan Jackson; già l'anno precedente era stata costretta a togliere le piccole bandiere confederate rappresentate in quelle stesse finestre[55].
- Il 20 giugno 2020, durante le proteste per la morte di George Floyd, l'unica statua di un generale sudista, Albert Pike  è stata abbattuta e incendiata dai manifestanti[56].

### Alabama
Alabama
- Campidoglio (Montgomery)

Il 24 giugno del 2015, in seguito al massacro di Charleston del giorno 17 precedente, per ordine del governatore dell'Alabama Robert J. Bentley le quattro bandiere sudiste e le loro aste sono state rimosse dal monumento commemorativo confederato.
- Birmingham (Alabama)

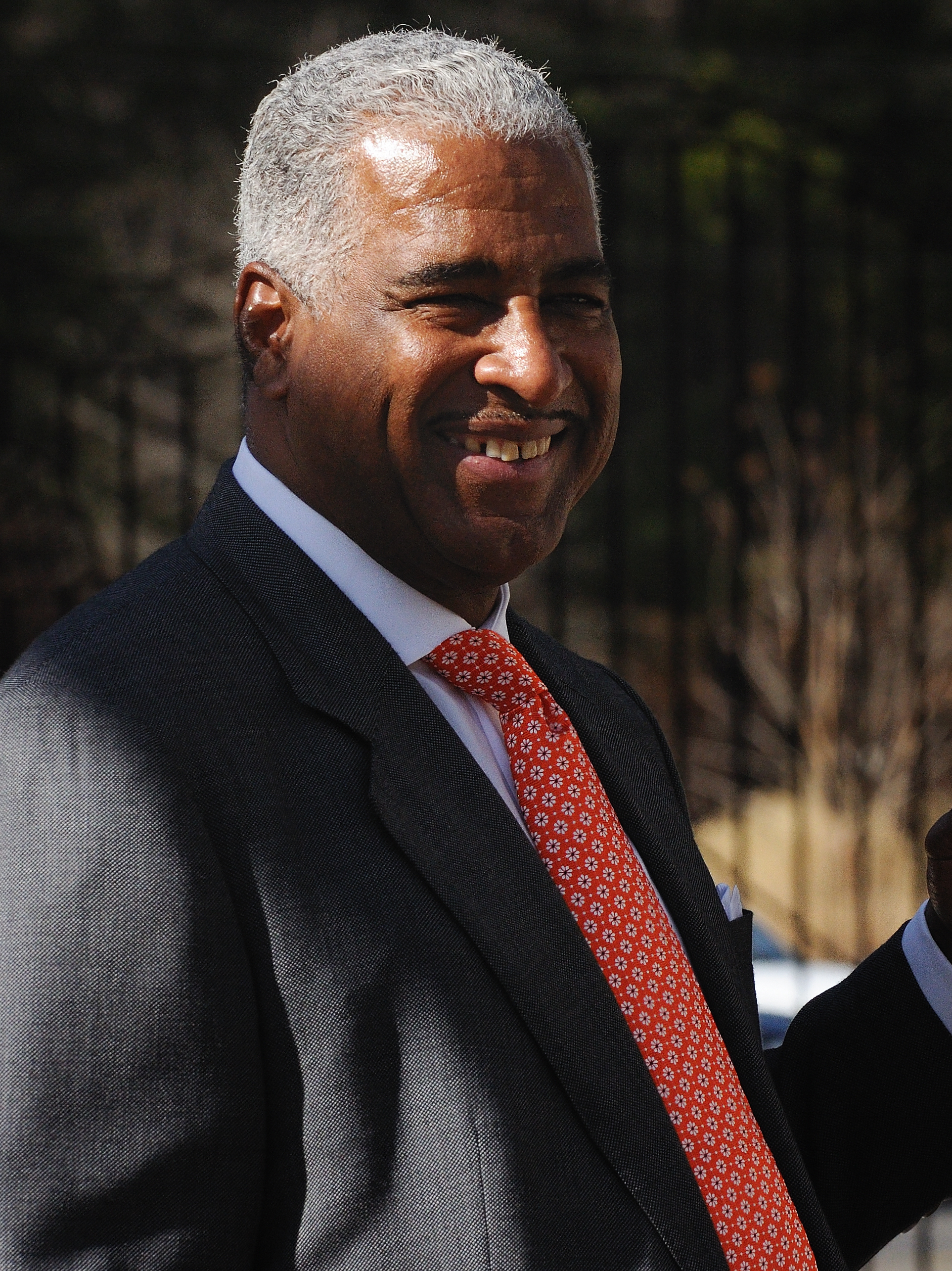
Il sindaco di Birmingham William A. Bell

Nell'agosto del 2017 il sindaco afroamericano William A. Bell, assieme a svariati altri manifestanti, ha drappeggiato un memoriale confederato con materie plastiche e lo ha circondato di compensato con la scritta: "questo paese non dovrebbe tollerare in alcun modo il razzismo che il Ku Klux Klan, il neonazismo, il neofascismo e altri gruppi di odio hanno vomitato".
Il procuratore generale dell'Alabama Steve Marshall ha citato in giudizio Bell e la città per aver violato una nuova legge statale (2017) che vieta il "trasferimento, la rimozione, l'alterazione o una qualsiasi altra forma di danneggiamento rivolto contro ogni tipo di monumento esistente sulla proprietà pubblica che è in esposizione da 40 anni o più".
- Demopolis

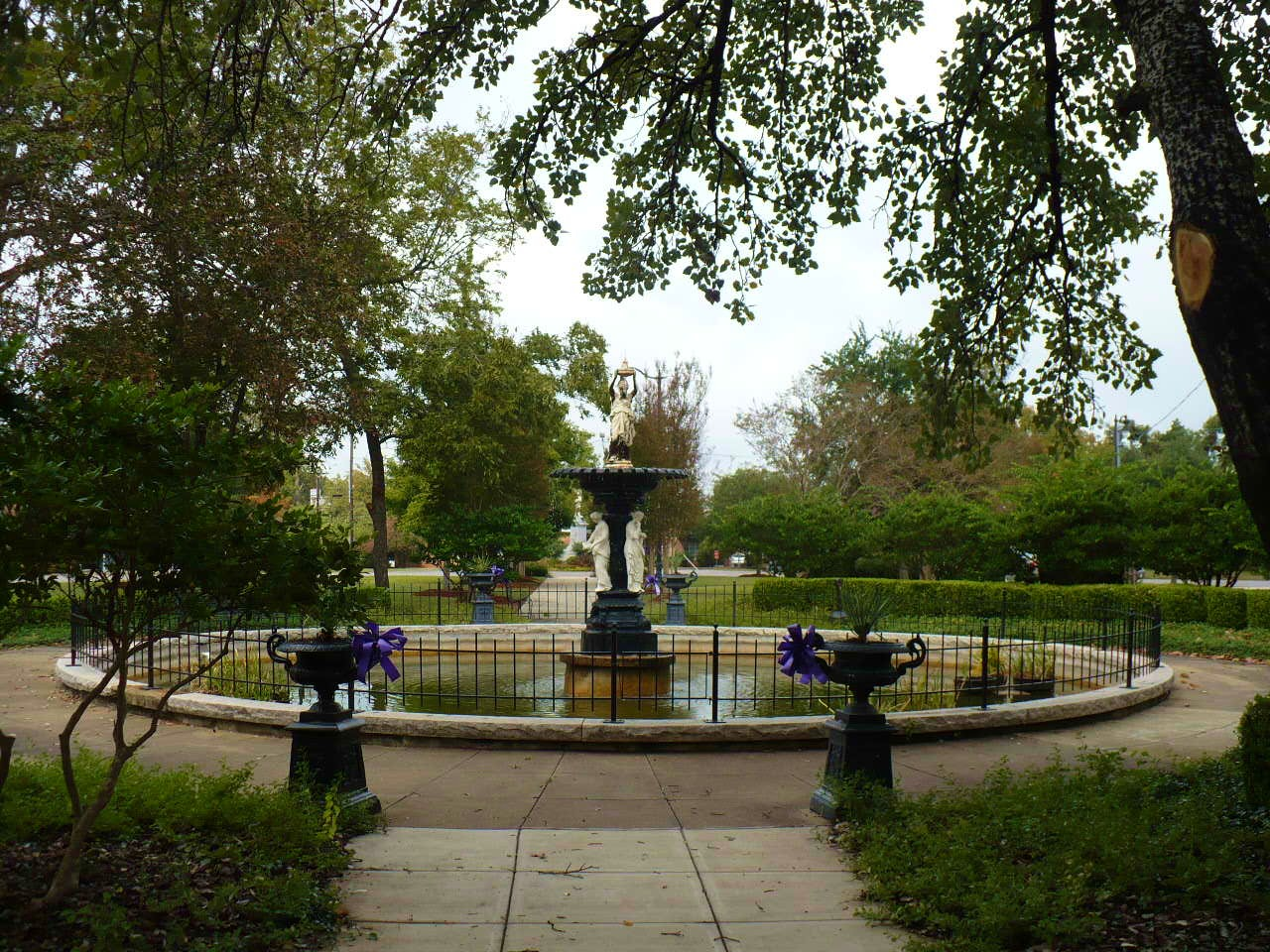
Interno del "Confederate Park"

Il Parco di Demopolis Town Square; ribattezzato "Confederate Park" nel 1923 su richiesta delle "United Daughters of the Confederacy.
Una statua del soldato confederato vi fu eretta nel 1910 all'incrocio tra North Main Avenue e West Capital Street adiacente al parco: è stata quasi distrutta il 16 luglio del 2016 quando un poliziotto ha accidentalmente investito il monumento con la sua auto di pattuglia. La statua è precipitata dal suo piedistallo rimanendo gravemente danneggiata.
Nel 2017 il consiglio governativo della città di Demopolis ha votato 3-2 per spostare il monumento confederato danneggiato all'interno di in un museo locale ed installare al suo posto un nuovo memoriale a forma di obelisco che onora sia l'Unione che i soldati confederati.

### Arkansas
Arkansas
- Fort Smith (Arkansas)

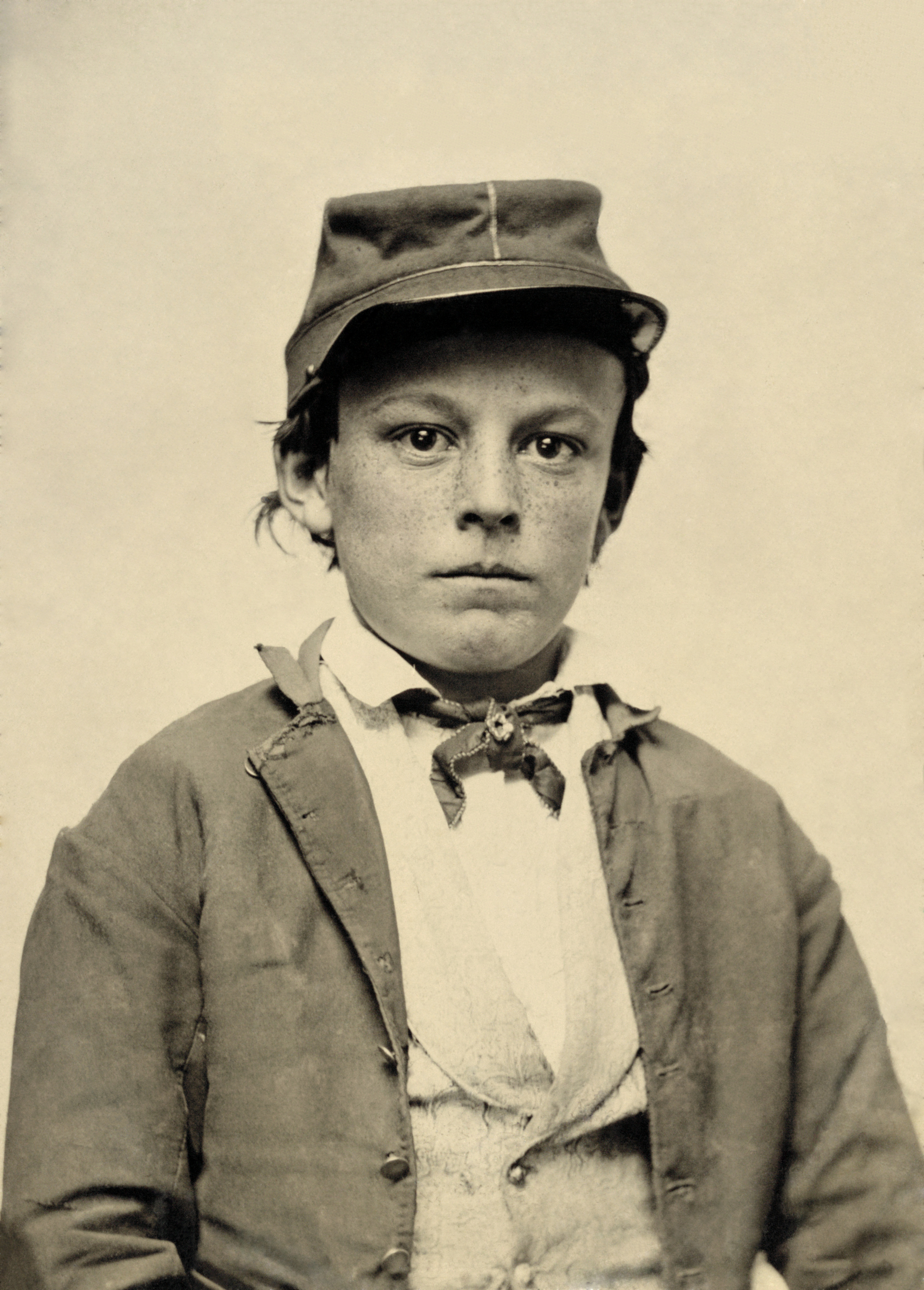
Uno dei vari Johnny Reb

La Southside High School: fino al 2016 il soprannome dell'istituto era "Rebels"; la sua mascotte era Johnny Reb, personificazione nazionale fittizia di un soldato confederato. La scuola ha anche interrotto l'uso di Dixie come sua "canzone di lotta".
- Little Rock

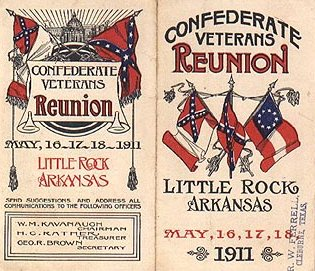
Poster di un ritrovo di veterani confederati a Little Rock nel 1911

La Confederate Boulevard è stata ribattezzata Springer Boulevard nel 2015; il nuovo nome onora una famiglia afroamericana di rilievo presente nella zona sin dai tempi della guerra civile.

### California
California
- Long Beach

La scuola elementare Robert E. Lee: ribattezzata Olivia Herrera Elementary School il 1º agosto del 2016.
- Los Angeles

Il Confederate Monument nell'Hollywood Forever Cemetery: coperto con una tela cerata e portato via nel bel mezzo della notte dopo che gli attivisti avevano chiesto la sua rimozione e verniciato con lo spray la parola "No" sul retro il 15 agosto del 2017.
- San Diego

La Robert E. Lee Elementary School, fondata nel 1959; rinominata Pacific View Leadership Elementary School il 22 maggio del 2016.
Il marcatore finale in pietra della Jefferson Davis Highway, installato ad Horton Plaza nel 1926 e trasferito sul marciapiede occidentale della piazza in seguito a una ristrutturazione avvenuta nel 2016: dopo il raduno di "Unite the Right" in Virginia il consiglio comunale di San Diego ha rimosso la targa il 16 agosto del 2017.
- San Lorenzo (California)

La San Lorenzo High School: fino al 2017 il soprannome dell'istituto era The Rebels ("I ribelli") - un tributo al soldato confederato nella Guerra Civile. La sua mascotte, "The Rebel Guy", è stata ritirata e sostituita nel 2016; la mascotte originale della scuola, il colonnello Reb, era un uomo bianco con un bastone e un pizzetto che era "andato in pensione" nel 1997.
- Quartz Hill:

La Quartz Hill High School: fino al 1995 l'istituto aveva una mascotte chiamata "Johnny Reb", che sventolava una bandiera degli Stati Confederati d'America alle partite di football. 

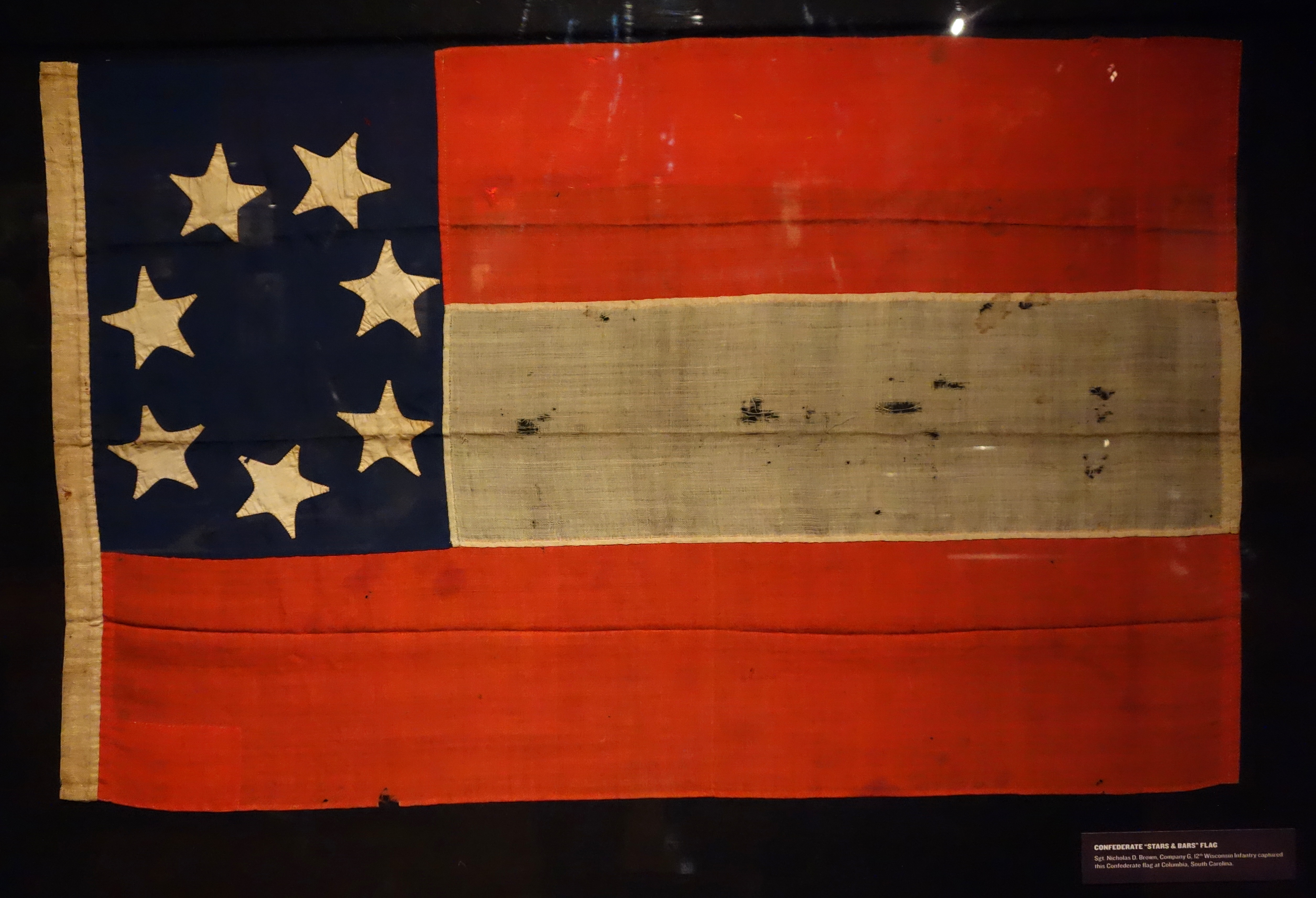
L'originaria bandiera degli Stati Confederati d'America a stelle e barre

Johnny Reb aveva sostituito un'altra mascotte a tema confederato, Jubilation T. Cornpone (con il ritratto di Li'l Abner), che sventolava la bandiera "Stars and Bars" alle partite di football americano. Le raccolte di fondi "Slave Day" sono state ritirate gradualmente nel corso degli anni 1980.

### Carolina del Nord
Carolina del Nord
Una legge statale, la Historic Artifact Management and Patriotism Act (2015), impedisce ai governi locali di rimuovere o spostare i monumenti senza un apposito permesso governativo. 
Nel 2017 il governatore della Carolina del Nord Roy Cooper ha chiesto all'Assemblea parlamentare di abrogare la legge, affermando: "non pretendo di sapere cosa possa significare per una persona di colore passare davanti ad uno di questi monumenti e considerare quello che quei commemorati in pietra e metallo hanno fatto. Non apprezzo abbastanza la mia libertà o umanità: ma a differenza di un padre afroamericano non dovrò mai spiegare alle mie figlie perché esiste un monumento opera di esaltati dedicato a coloro che desideravano tenere lei e i suoi antenati in catene".
Ha anche ha chiesto al "Dipartimento delle risorse naturali e culturali" di "determinare il costo e la logistica di rimozione dei monumenti confederati dalle proprietà dello Stato".
- Chapel Hill (Carolina del Nord)

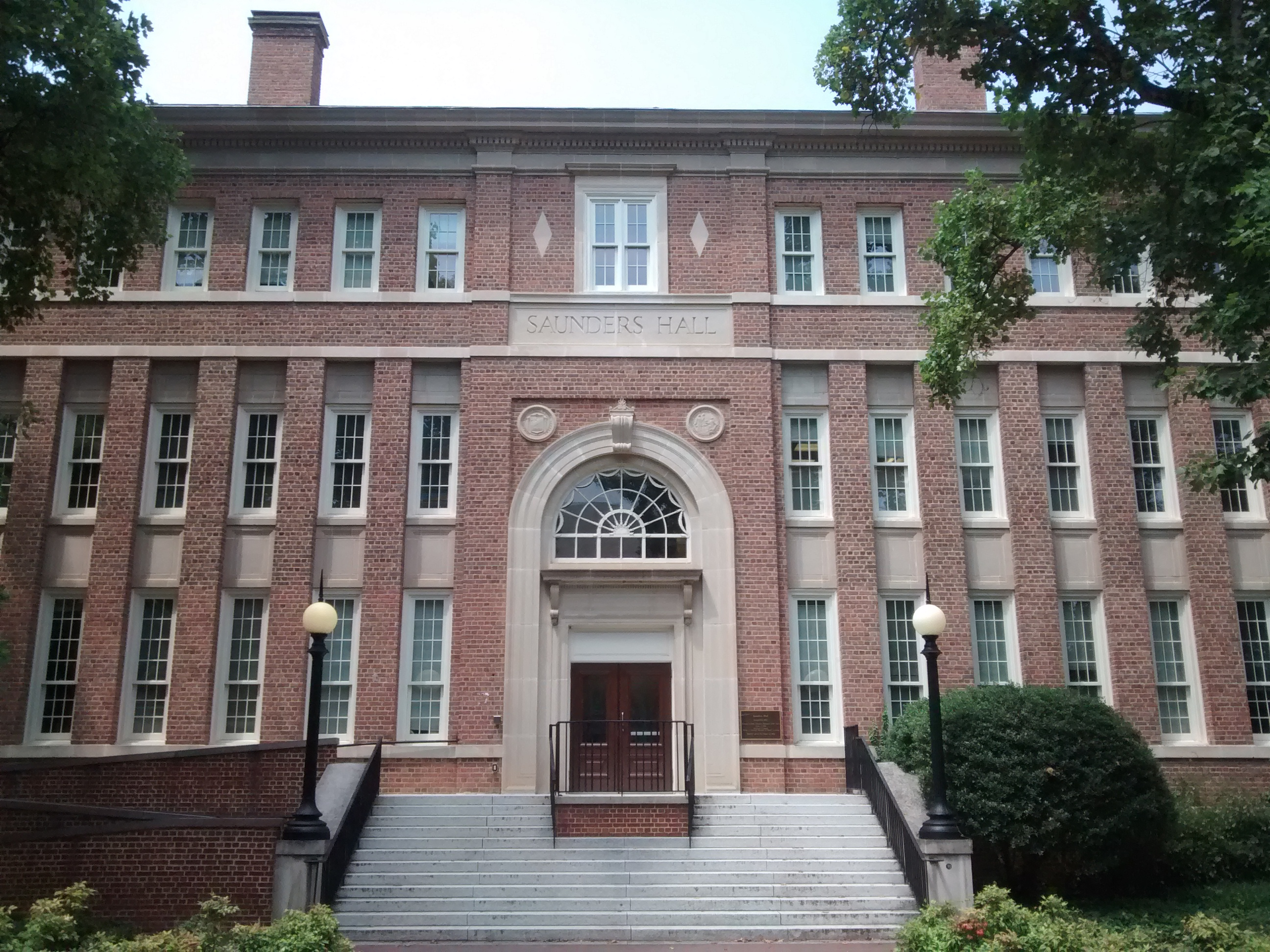
La ex "Saunders Hall"

Un edificio del 1923 all'Università della Carolina del Nord a Chapel Hill prese il nome da William Laurence Saunders, colonnello dell'esercito confederato e capo del Ku Klux Klan nella Carolina del Nord. Nel 2014 l'edificio è stato ribattezzato "Carolina Hall".
"La University of North Carolina a Chapel Hill" nel 2005 ha cancellato il Cornelia Phillips Spencer Bell Award, il premio più prestigioso della scuola per le donne, dopo che le opinioni scritte di Spencer favorevoli alla segregazione razziale negli Stati Uniti d'America sono venute alla luce.
- Charlotte (Carolina del Nord)

Un monumento del 1977 eretto dalla "Confederate Memorial Association" di Charlotte e situato sul terreno del vecchio municipio è stato danneggiato e successivamente rimosso dal luogo per la pulizia di rito nel luglio del 2015. Più tardi nello stesso mese, la "Legge sul Manufatto e il Patriottismo" entrò in vigore mentre il monumento era ancora situato in un magazzino di proprietà della città.
Approfittando dell'aspetto tecnico il consiglio comunale ha votato per spostare l'opera al cimitero di Elmwood, di proprietà della città, accanto a tombe confederate e ad un obelisco di granito già esistente in onore dei soldati confederati.
- Durham (Carolina del Nord)

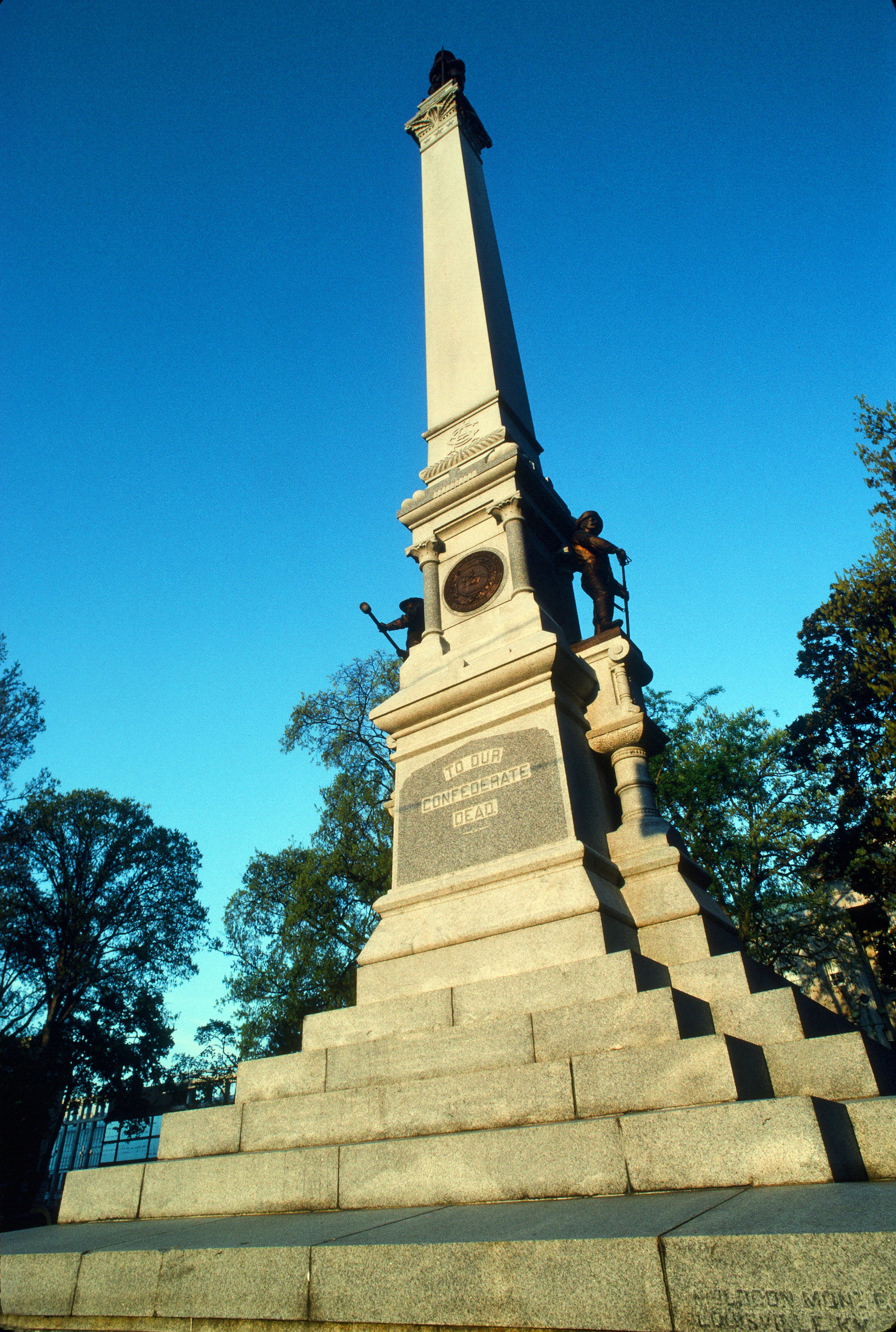
Monumento confederato di Raleigh: rimosso.

Il monumento dei soldati confederati, di fronte all'Old Courthouse della contea di Durham (Carolina del Nord) è stato abbattuto dai manifestanti il 14 agosto del 2017.
Sette presunti colpevoli sono stati successivamente arrestati e accusati di distruzione di proprietà, atti criminali e "incitamento alla rivolta". Tutte le accuse sono state ritirate. Quel che ne rimane è conservato in un magazzino della contea.
Dopo l'atto di vandalismo, la statua dedicata a Robert Edward Lee è stata rimossa dalla cappella dell'Università Duke il 19 agosto seguente.
- Raleigh (Carolina del Nord)

Un monumento grande dedicato ai soldati confederati, eretto nel 1895 di fronte al Capitol (parlamento) dello stato, è stato attaccato dai manifestanti durante le proteste per la morte di George Floyd. Il 21 giugno 2020, tutto il monumento è stato rimosso dalla autorità.
- Reidsville (Carolina del Nord)

Dal 1910 al 2011 il monumento dedicato si trovava nel centro cittadino. In quell'anno un automobilista lo investì mandando in frantumi il soldato di granito che si trovava in cima ad esso. Riportare il monumento nel centro della città ha scatenato un dibattito tra funzionari locali, vicini di casa e amici, che ha portato alla sua collocazione nel suo attuale sito: il Cimitero di Greenview.

### Carolina del Sud
Carolina del Sud

- Columbia (Carolina del Sud)

La bandiera confederata fu issata nel 1962 nel Campidoglio (Columbia). Nell'anno 2000 l'assemblea legislatura votò per rimuoverla e sostituirla con una bandiera su un'asta di fronte all'edificio; nel 2015 la rimozione completa è stata approvata dalla maggioranza richiesta dei 2/3 di entrambe le camere del parlamento statale.
La bandiera è stata consegnata al "South Carolina Confederate Relic Room & Military Museum".
- Rock Hill (Carolina del Sud)

Nel 2017 la bandiera confederata e le relative immagini di Thomas Jonathan Jackson e Robert Edward Lee sono state definitivamente rimosse dal tribunale della contea di York (Carolina del Sud).

### Florida
Florida
Un incontro del "Florida League of Mayors" tenutosi nel mese di agosto del 2017 è stato dedicato al seguente tema: come comportarsi nei riguardi dei monumenti confederati della guerra civile e cosa sarebbe meglio farne.
- Bradenton

Il 22 agosto del 2017 la Commissione della contea di Manatee ha votato 4-3 per spostare il monumento confederato posizionato proprio di fronte al tribunale distrettuale federale, eretto nel 1924 dalle "Figlie della Confederazione": messo in deposito.
Il giorno 24 seguente, mentre veniva spostato (alle 3 del mattino), la guglia ─ con incisi i nomi di Robert E. Lee, Jefferson Davis e Stonewall Jackson ─ crollò andando in frantumi. Il danno è stato considerato riparabile, ma la Contea raccomanda che non venga aggiustata fino a quando non sia trovata per esso una nuova e maggiormente adeguata destinazione.
- Daytona Beach

Nell'agosto del 2017 il sindaco della città ha preso la decisione di rimuovere tre targhe da Riverfront Park che onoravano i veterani confederati.
- Gainesville (Florida)

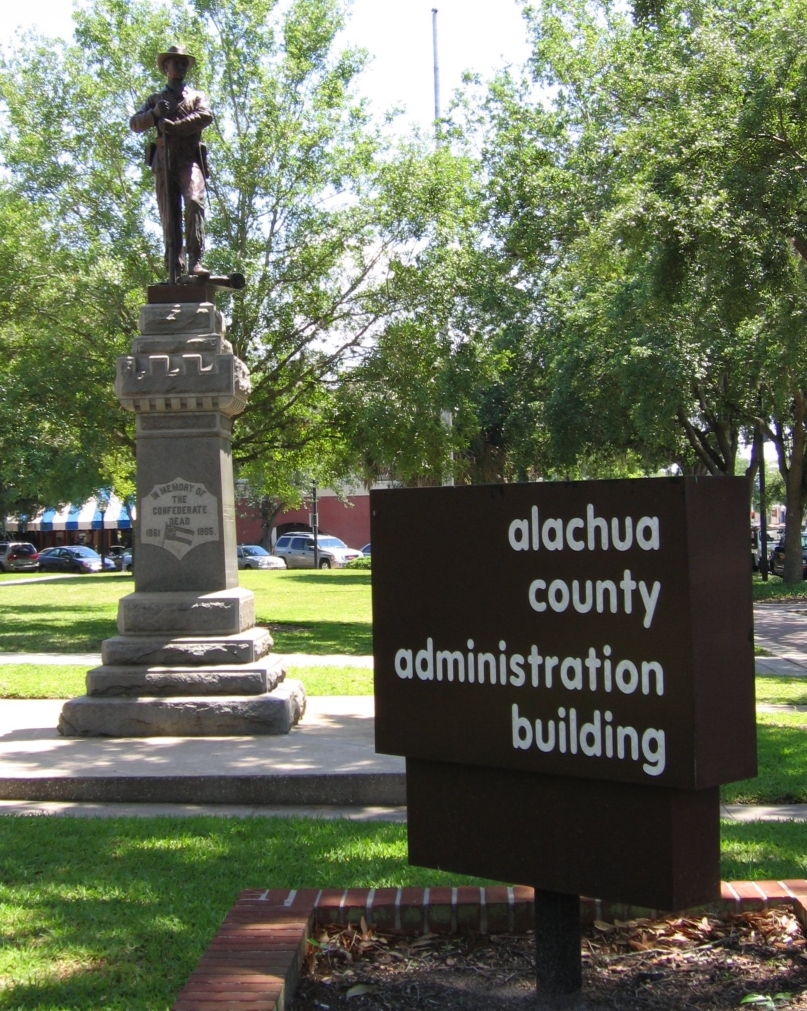
Il "Confederate monument": trasferito su suolo privato

Il monumento confederato chiamato "Old Joe", eretto sul prato del palazzo di giustizia della contea di Alachua e inaugurato il 20 gennaio del 1904: rimosso dal terreno governativo e messo all'interno di in un cimitero privato, con la partecipazione delle "Figlie della Confederazione".
- Hollywood (Florida)

I cartelli stradali denominati Confederate Generals sono stati rimossi nell'aprile del 2018.
Forrest Street, dal nome di uno dei generali degli Stati Confederati d'America, Nathan Bedford Forrest (co-fondatore del Ku Klux Klan), è diventata Freedom Street.
Hood Street, dal nome di John Bell Hood, è diventata Hope Street.

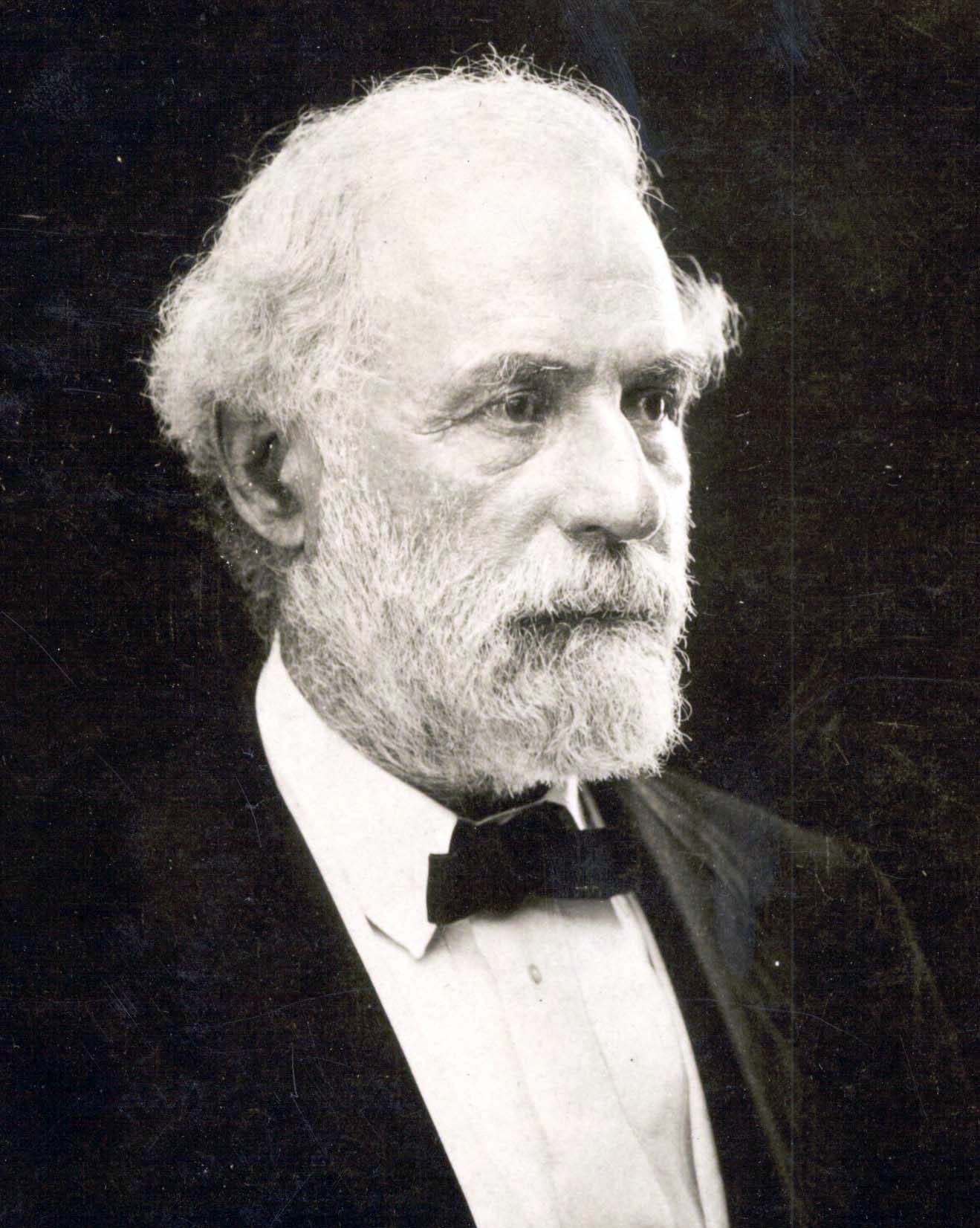
Robert Edward Lee

Lee Street, dal nome del comandante secessionista Robert E. Lee, è diventata Liberty Street.
- Jacksonville

A seguito di una petizione che ha raccolto più di 160.000 firme, la Nathan Bedford Forrest High School è stata ribattezzata Westside High School nel 2014.
Monumento confederato al Hemming Park, eretto nel 1898: rimosso il 9 giugno 2020 durante le proteste razziali.
- Orlando (Florida)

Monumento confederato "Johnny Reb", al Lake Eola Park. Eretto nel 1911 su Magnolia Avenue; trasferito al Lake Eola Park nel 1917: rimosso dal parco in un sito privato nel 2017.
- Saint Petersburg (Florida)

La pietra marcatrice per la Stonewall Jackson Memorial Highway, eretta il 22 gennaio 1939: rimossa il 15 agosto del 2017.
- Tampa

La bandiera degli Stati Confederati d'America dal 1861 al 1863

Nel 1997 i commissari preposti rimossero la bandiera degli Stati Confederati d'America dal sigillo ufficiale della Contea di Hillsborough (Florida); come via di compromesso, hanno poi votato per appendere una versione della stessa bandiera nel Country Center. I nuovi commissari hanno votato nel 2015 per depennarla.
A partire dal 2007 la contea ha inoltre smesso di celebrare il "Confederate History Month (il "Mese storico della Confederazione").
Nel giugno del 2017 il consiglio scolastico della contea di Hillsborough ha iniziato una revisione generale, iniziando un sondaggio su come avrebbe dovuto essere cambiato il nome della "scuola elementare Robert E. Lee" a Est di Tampa.
Memoria in Aeterna, all'Old Hillsborough County Courthouse, a partire dal 2017 annesso all'attuale Courthouse. "Il monumento è composto da due soldati confederati: uno rivolto a Nord, eretto e diretto verso la battaglia, e l'altro a Sud, con i vestiti laceri mentre si dirige verso casa umiliato dalla guerra. Tra di loro c'è un obelisco alto 32 piedi con l'immagine di una bandiera confederata incisa in esso". Viene definito "uno dei simboli più controversi esistenti nella contea di Hillsborough".
Fu eretto per la prima volta nel 1911 nelle vie Franklin e Lafayette e nel 1952 si trasferì nella sua sede attuale, di fronte all'allora nuovo tribunale della contea. Dopo aver votato a luglio 2017 per spostare la statua nel piccolo cimitero della famiglia Brandon nel sobborgo che porta il suo nome (Brandon (Florida), la County Commission ha annunciato il 16 di agosto che il monumento sarebbe stato spostato solo se i privati avessero raccolto $ 140.000, il costo del lavoro, entro 30 giorni. I fondi sono stati raccolti entro 24 ore.
La giornata successiva "Save Southern Heritage, Veterans' Monuments of America" e "United Daughters of the Confederacy" hanno intentato un processo civile per impedire il trasferimento della statua. Il 5 di settembre seguente un giudice amministrativo di Hillsborough ha negato la loro richiesta di un'ingiunzione. La rimozione del monumento, che è proseguita per diversi giorni, ha iniziato l'operazione quello stesso giorno. È stato tagliato in 26 pezzi per consentirne più agevolmente la rilocazione.
- Tallahassee

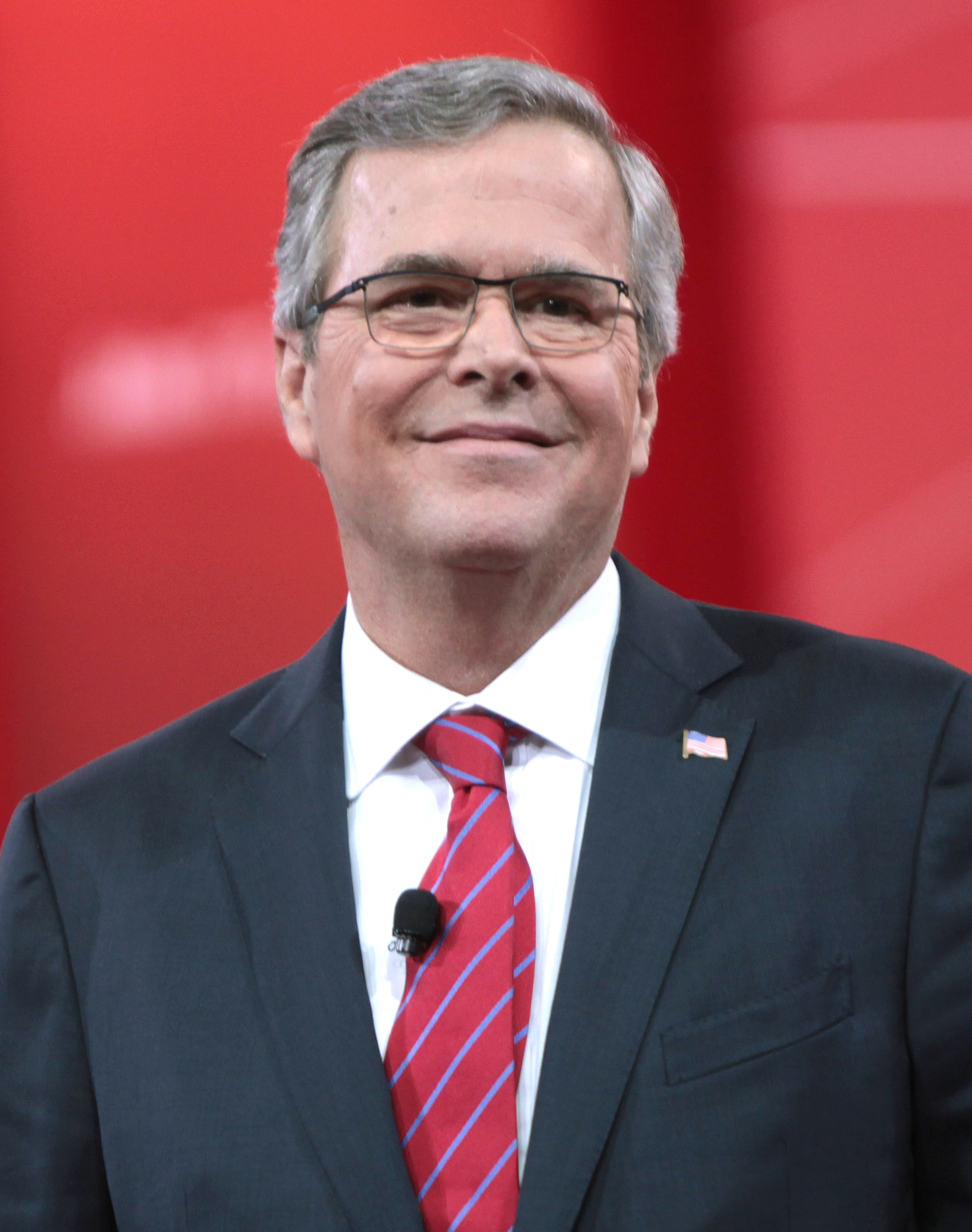
Il governatore della Florida Repubblicano Jeb Bush

Lo "Stainless Banner": rimosso

La bandiera della Confederazione è stata rimossa dal sigillo ufficiale dell'Aula senatoriale statale; veniva mostrata nelle sue stanze di lavoro ed uffici oltre che sulla carta intestata del Senato: si è deciso di depennare il simbolo a partire dal 19 agosto del 2015. Il nuovo stemma a forma di scudo è in vigore dal 2016.
Il Sigillo del Senato dello Stato comprendeva la bandiera di battaglia confederata già dal 1972 e fino al 2016; i parlamentari hanno votato nell'ottobre del 2015 per sostituire il simbolo confederato con la bandiera della Florida sulla scia delle polemiche scaturite dal massacro di Charleston e dal dibattito da esso motivato.
La bandiera della Confederate Stainless Banner ha sventolato sopra l'entrata Ovest del Campidoglio (Tallahassee) dal 1978 fino al 2001, quando il governatore della Florida Jeb Bush non ne ordinò la rapida rimozione.
- West Palm Beach

Monumento confederato, al Woodlawn Cemetery (1941), situato davanti al cancello, direttamente dietro una bandiera degli Stati Uniti d'America: "l'unico esistente a sud di St. Augustine, probabilmente l'unica statua confederata presente nella contea di Palm Beach e nella contea di Broward", ha asserito la storica Janet DeVries, che guida le tournée organizzate del cimitero.
Vandalizzato più volte. Rimosso e messo in deposito per ordine del sindaco Jeri Muoio il 22 agosto del 2017, dal momento che il suo proprietario, le Figlie Unite della Confederazione, non l'aveva rivendicato nonostante la notifica a loro indirizzata. Viene ritenuto dagli storici locali l'ultimo monumento confederato esistente nella contea di Palm Beach.
Jefferson Davis Middle School: ribattezzata Palm Springs Middle School nel 2005.

### Georgia
Georgia
- In tutto lo Stato:

La bandiera della Georgia dal 1956 al 2001.

la bandiera dello Stato comprendeva la bandiera di battaglia confederata dal 1956 fino al 2001; il governatore ed il parlamento hanno votato quest'anno per abbandonare il simbolo confederato. La bandiera attuale (senza il simbolo) fu adottato nel 2003.
- Athens (Georgia)

Un ritratto di Robert E. Lee è stato rimosso dalla Demosthenian Literary Society da un edificio nel campus dell'Università della Georgia.

Il rosso scuro indica gli Stati federati degli Stati Uniti d'America quasi sempre inclusi nelle definizioni moderne di Dixie; il rosso - a volte incluso (vedi Stati Uniti meridionali per la definizione del Censimento degli Stati Uniti d'America); mentre il rosso pallido - occasionalmente incluso a causa delle loro connessioni storiche con il Sud

L'ateneo lasciò cadere la parola "Dixie" dal nome della sua Redcoat Marching Band nel 1971 dopo che alcuni studenti ebbero a dichiarare che risultava offensivo. Il gruppo musicale smise di suonare la melodia che porta lo stesso nome - Dixie's Land - in quel lasso di tempo.

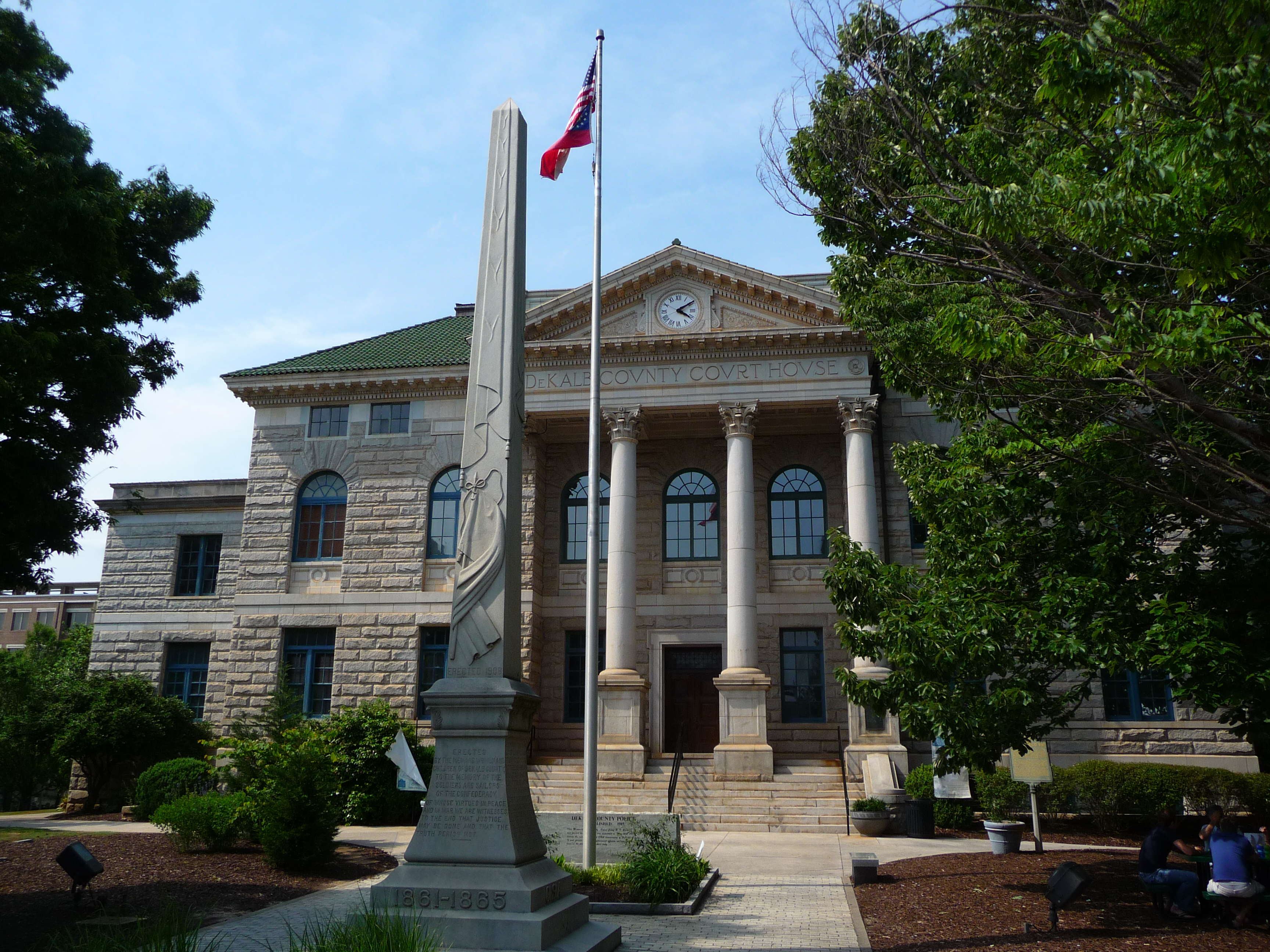
L'obelisco DeKalb County Confederate Monument di fronte del palazzo di tribunale: rimosso.

Confederate Memorial Day - Giornata della Confederazione:
La Georgia ha rimosso il riferimento confederato nel 2015. L'ultimo lunedì di aprile è ora noto come "State Holiday".
- Decatur (Georgia)

Il 12 giugno 2020, il tribunale della contea di DeKalb ordinato la rimozione d'un monumento nella forma d'un obelisco commemorando gli soldati confederati locali di fronte del palazzo di tribunale. Il DeKalb County Confederate Monument è stato rimosso il 18 giugno, fra applauso d'una folla generalmente d'afroamericani.

### Kansas
Kansas
- Contea di Lyon (Kansas)

Tra il 1855 e il 1862 la Contea di Lyon fu anche conosciuta come "Contea di Breckinridge", dal nome di John C. Breckinridge, Vicepresidente degli Stati Uniti d'America durante la Presidenza di James Buchanan nonché generale confederato.
- Wichita

Confederate Flag Bicentennial Memorial (del 1962, rimosso 2015). La bandiera di battaglia confederata era stata esposta presso il padiglione John S. Stevens al Veterans Memorial Plaza vicino al centro cittadino a partire dal 1976, quando fu collocata lì in una mostra di bandiere storiche come parte del bicentenario della nazione. La bandiera è stata rimossa il 2 luglio del 2015 per ordine diretto del sindaco Jeff Longwell.

### Kentucky
Kentucky
- Florence (Kentucky)

Boone County High School. La mascotte della scuola era il signor Rebel, un generale confederato che si erge in uniforme azzurra, berretto di piume e baffi inglesi. È stata sostituita nel 2017.
- Lexington (Kentucky)

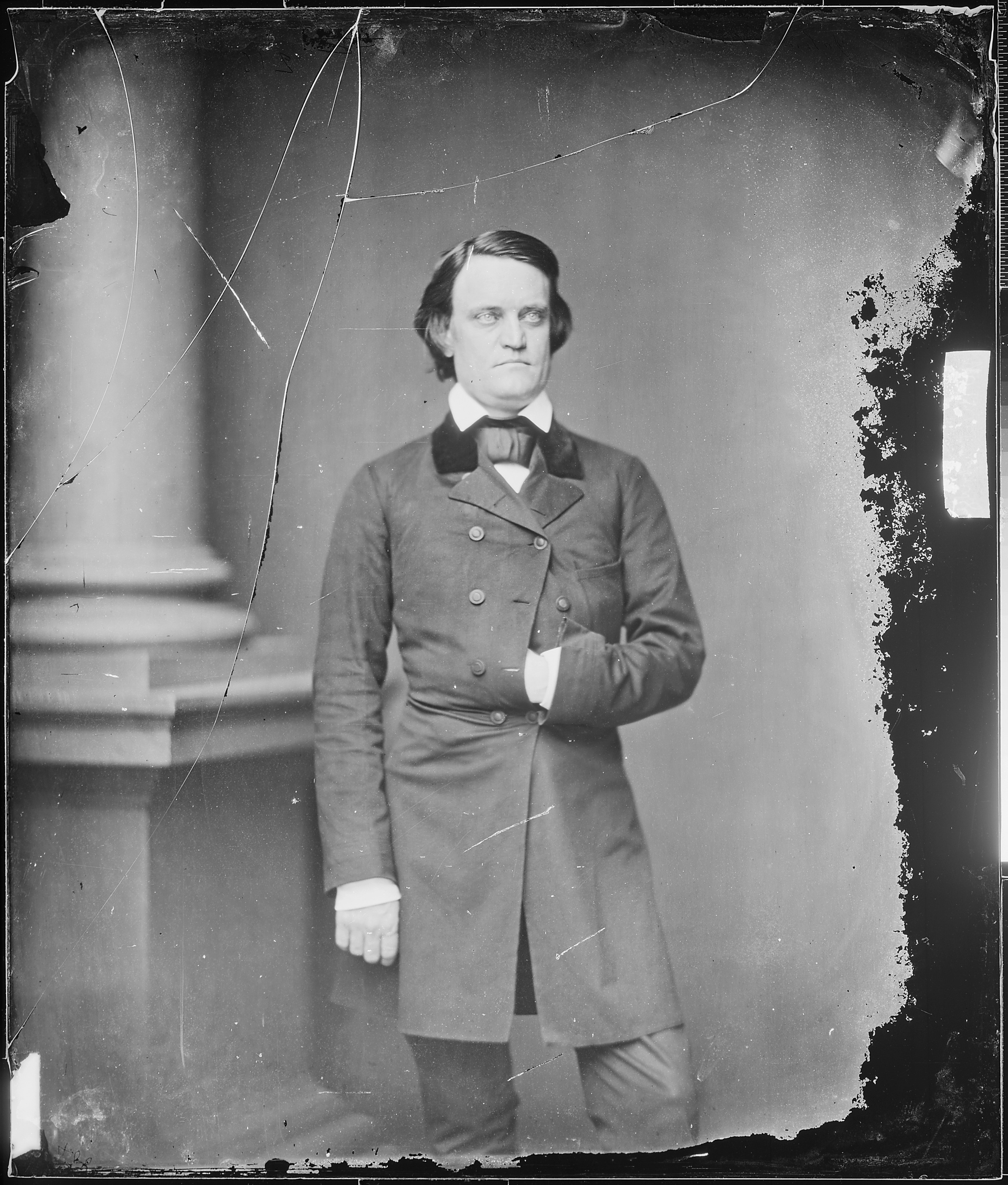
John C. Breckinridge in una foto di Mathew B. Brady.

Il sindaco di Lexington, Jim Gray, ha proposto la rimozione di due statue pubbliche che commemorano rispettivamente John Hunt Morgan e John C. Breckinridge. Il consiglio comunale ha approvato la rimozione il 17 agosto del 2017, dando al sindaco 30 giorni di tempo per determinare un nuovo sito ove collocarle.
Sono state rimosse il 17 ottobre del 2017 e saranno conservate in deposito in attesa del completamento di un accordo per riposizionare le statue al cimitero privato di Lexington.
- Louisville

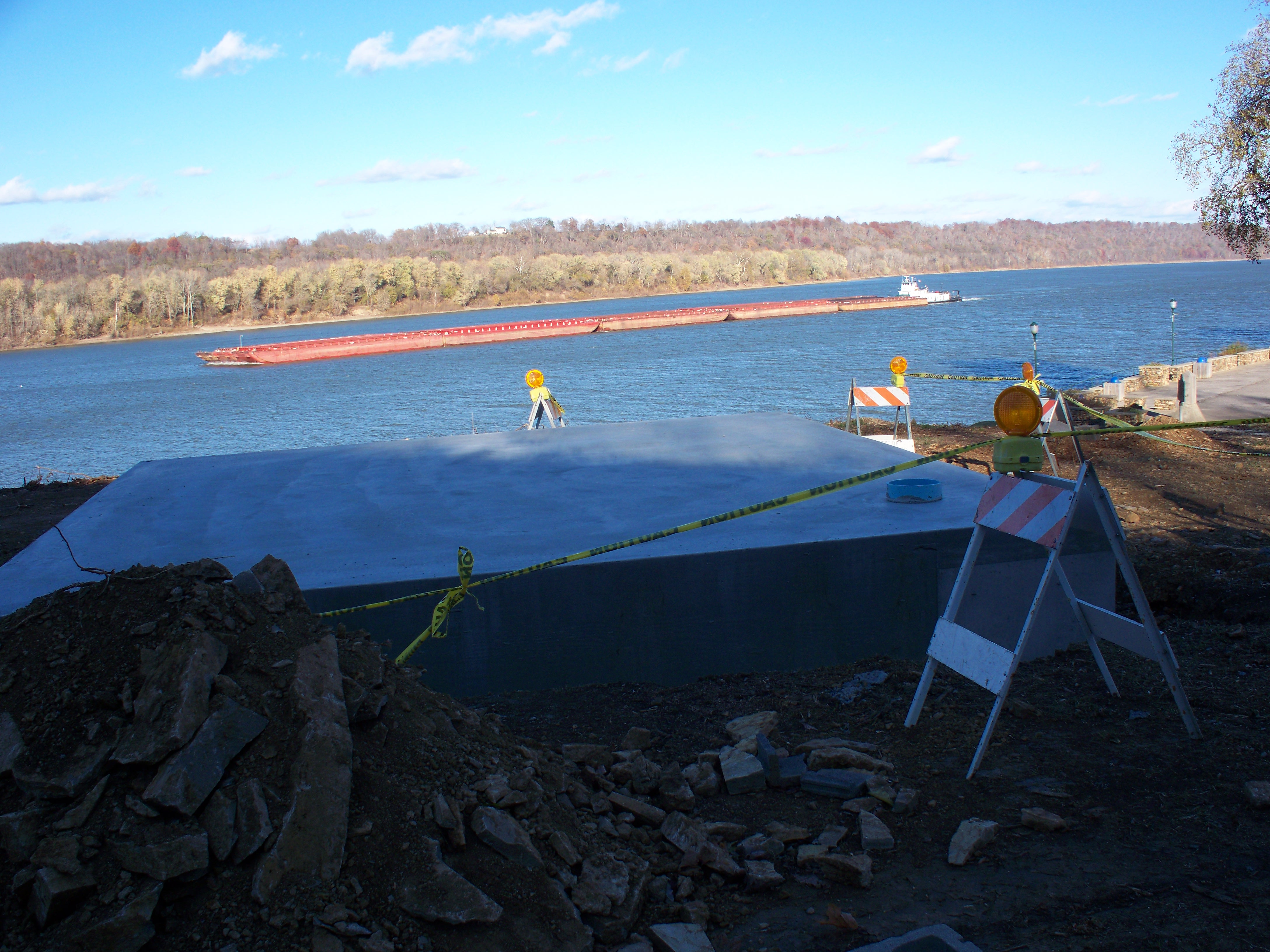
Il completamento dei lavori di demolizione del Confederate Monument di Louisville.

Il Confederate Monument in Louisville fu dedicato nel 1895 e venne collocato accanto all'università di Louisville su una proprietà comunale. È stato rimosso e ri-localizzato in un parco sul lungofiume a Brandenburg (Kentucky) nel dicembre del 2016. Il costo dello spostamento è stato di $ 600.000.

### Louisiana
Louisiana
- New Orleans

I primi monumenti confederati fatti demolire nel 2017 sono stati quelli di New Orleans, sebbene già nel 2015 il consiglio municipale ne abbia ordinato la rimozione; le varie contestazioni legali contro una tale decisione non hanno avuto successo.
Gli operai che hanno spostato i monumenti erano vestiti con giubbotto antiproiettile, elmetti e maschere per nascondere le loro identità a causa delle preoccupazioni riguardanti la loro sicurezza ed incolumità personale.

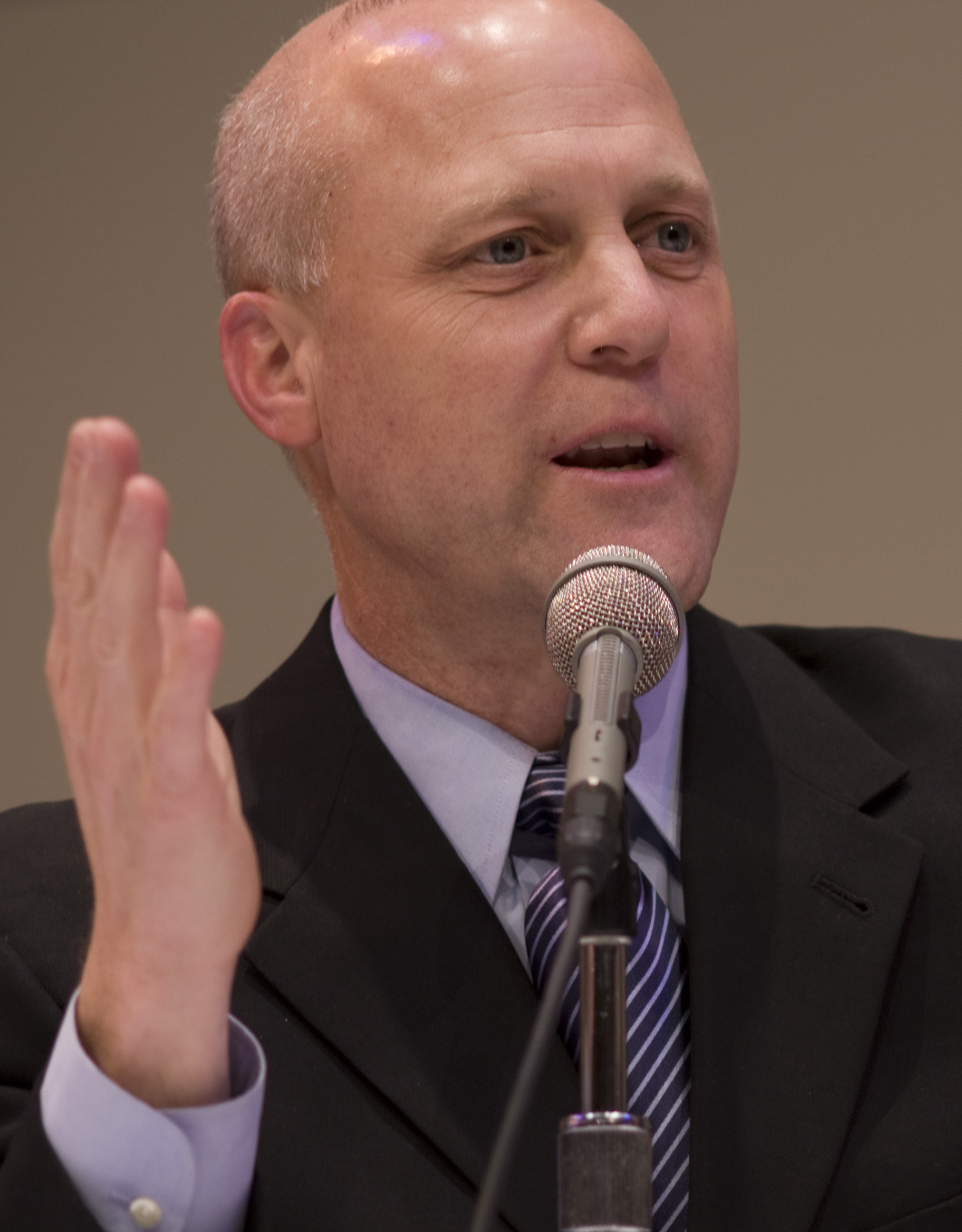
Il sindaco di New Orleans Democratico Mitch Landrieu.

Secondo il sindaco di New Orleans Democratico Mitch Landrieu "la ditta originale che avevamo ingaggiato per rimuovere i monumenti si è ritirata dopo aver ricevuto minacce di morte e aver subito l'incendio di uno dei suoi mezzi".
"I criminali ad un certo punto si sono intrufolati nell'accesso di una delle nostre macchine e hanno versato sabbia nel serbatoio del gas. Altri manifestanti hanno fatto volare dei droni presso gli appaltatori per ostacolarne il lavoro".

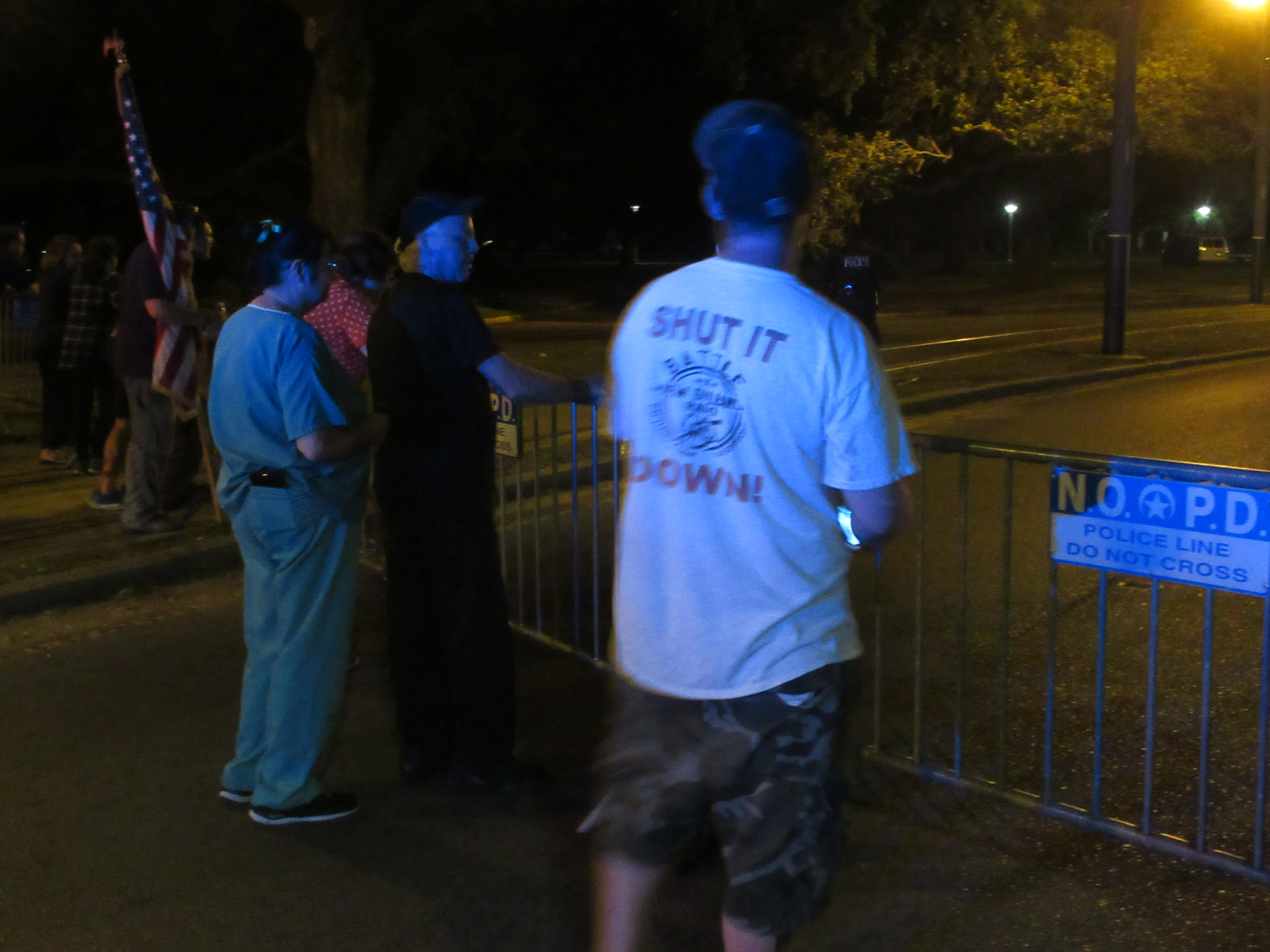
"Shut it down" durante il sit-in indetto per far togliere la statua dedicata a Pierre Gustave Toutant de Beauregard.

L'amministrazione cittadina ha dichiarato che stava valutando le opzioni inerenti alla collocazione e relativa visualizzazione delle opere in modo che potessero essere "collocate nel loro contesto storico più appropriato a causa del periodo buio della Storia degli Stati Uniti d'America che rappresentano".
Il 19 maggio del 2017 il Monumental Task Committee, un'organizzazione che mantiene monumenti e targhe in tutta la città, ha commentato la rimozione delle statue nella maniera seguente: "il sindaco Landrieu e il Consiglio comunale hanno spogliato Orleans di monumenti storici riconosciuti a livello nazionale; con la rimozione di quattro dei monumenti più antichi del secolo scorso, a 299 anni di vita, New Orleans ora entra nel suo Tricentenario più divisa che mai e assai meno storicamente riconoscibile".
Landrieu ha replicato in quella stessa giornata: "queste statue non sono solo pietra e metallo, non sono solo ricordi innocenti di una storia benevola e benvoluta. Questi monumenti celebrano intenzionalmente una Confederazione secessionista immaginaria e santificata, ignorando la morte, ignorando la schiavitù e il terrore che in verità stava per realizzare".

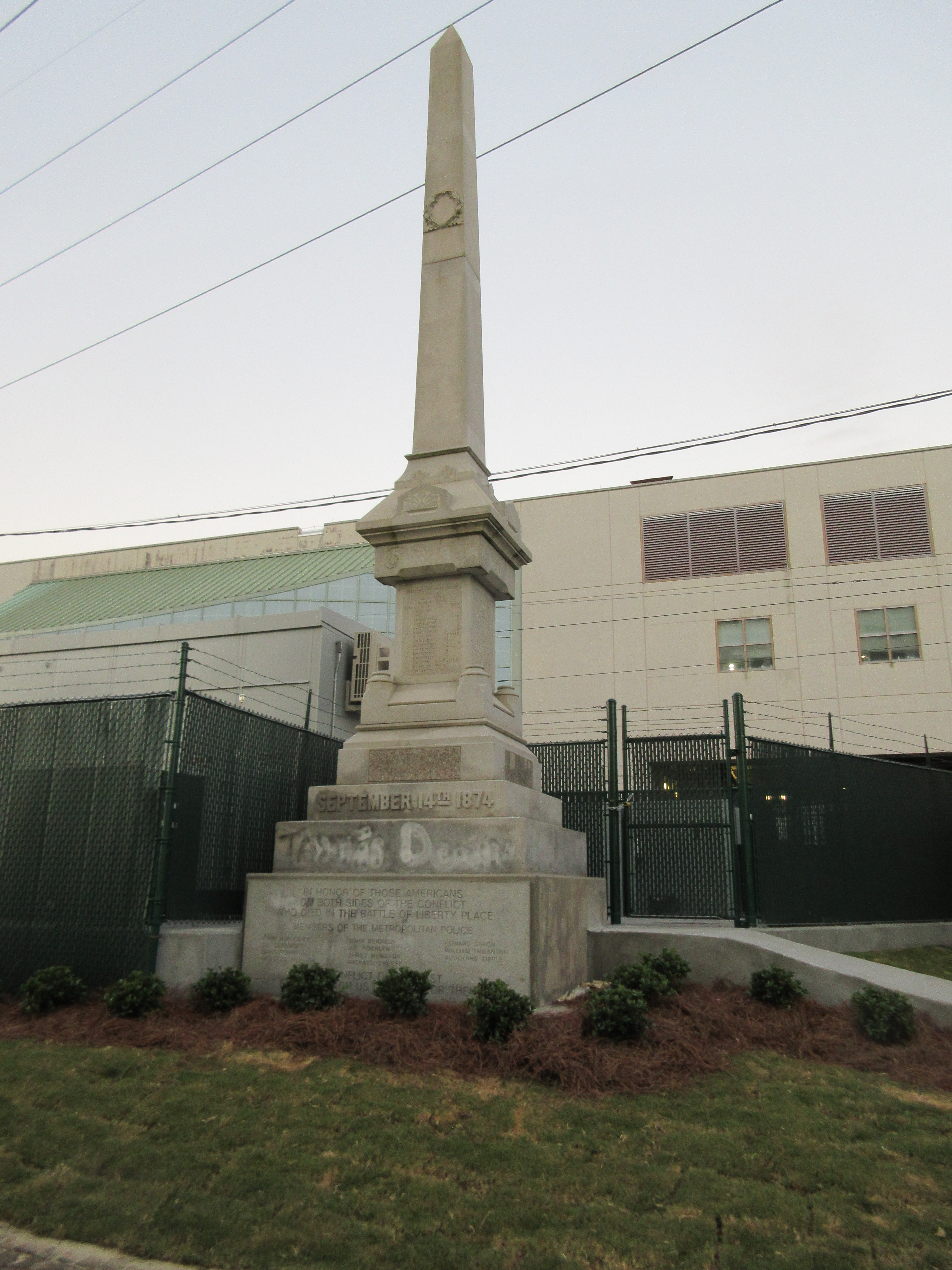
Il monumento filo-razzista di Liberty Place: rimosso.

Battle of Liberty Place Monument - Eretto nel 1891 per commemorare il tentativo di insurrezione conosciuto col nome di battaglia di Liberty Place e avvenuto nel 1874 durante l'Era della Ricostruzione; celebra la White League, un'organizzazione razzista e segregazionista. Rimosso il 24 aprile del 2017. Gli operai erano protetti a vista da ufficiali di polizia e sorvegliati da un vicino hotel.

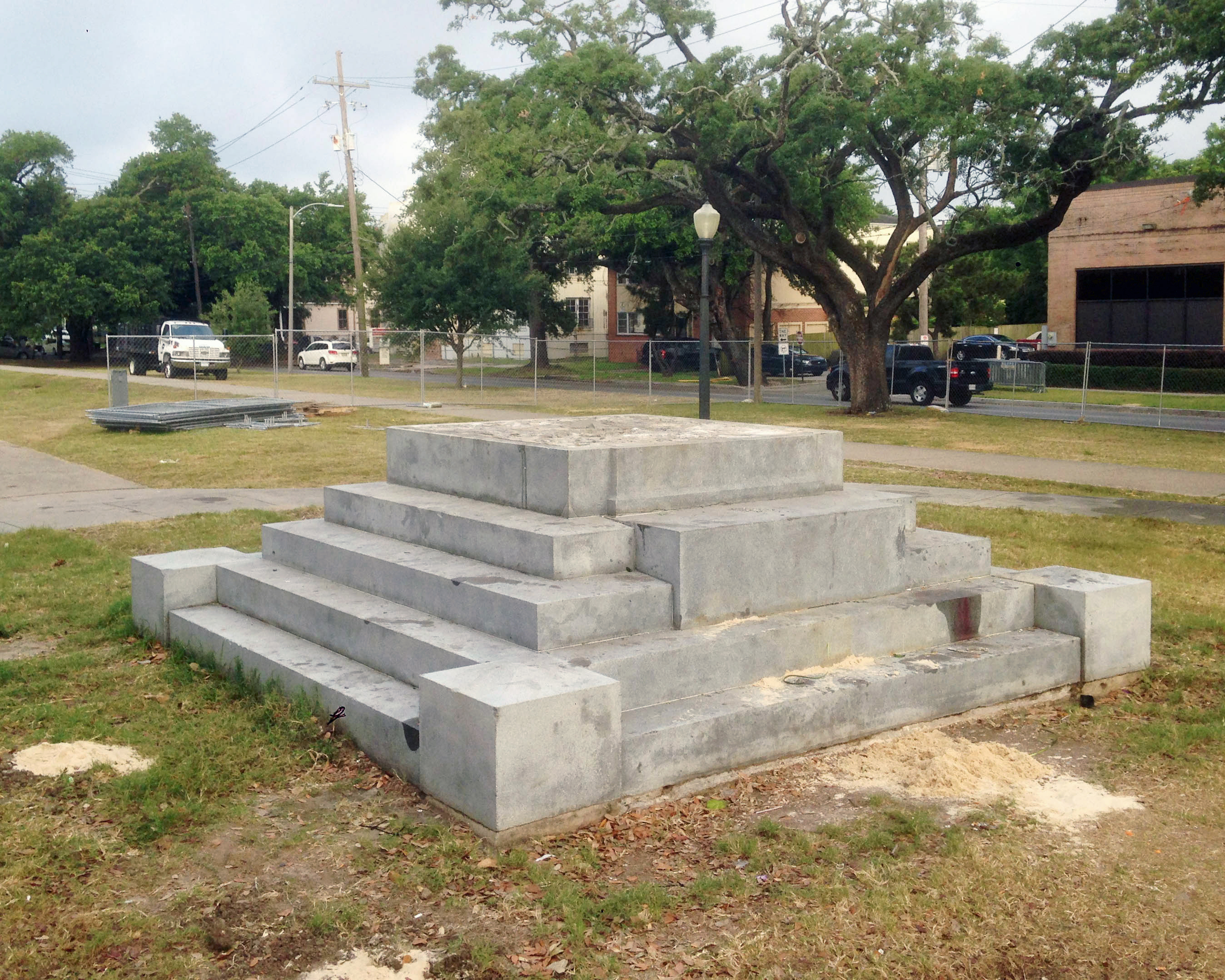
Il Jefferson Davis Monument: rimosso.

Jefferson Davis Monument - Costo $ 35.000, venne inaugurato il 22 febbraio del 1911, il 50º anniversario della sua inaugurazione come Presidente degli Stati Confederati d'America, a cura della "Jefferson Davis Monument Association" costituitasi nel 1898.
"La presentazione... è stata preceduta da un'impressionante parata militare guidata dal maggiore Allison Owen, dai veterani dell'Armata confederata del Tennessee, del 141st Field Artillery Regiment, dell'Armata Confederata della Virginia Settentrionale, oltre che dai veterani della "Casa dei soldati", della National Guard of the United States e dei boy scout. Le studentesse formavano una bandiera degli Stati Confederati d'America vivente". Rimosso l'11 maggio del 2017.

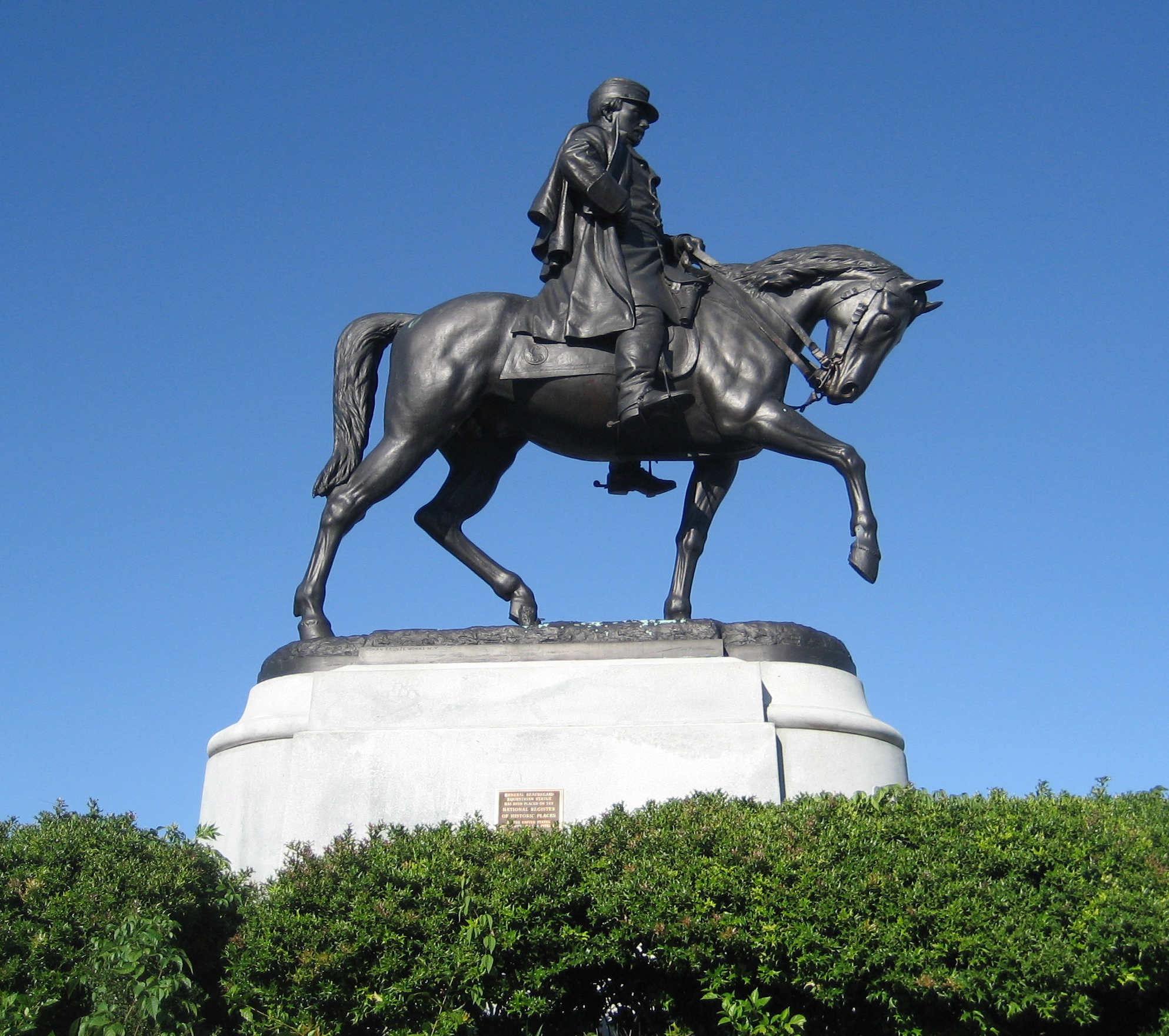
Pierre Gustave Toutant de Beauregard: rimosso.

Statua equestre del generale Beauregard - eretto nel 1913. Rimosso il 17 maggio del 2017.

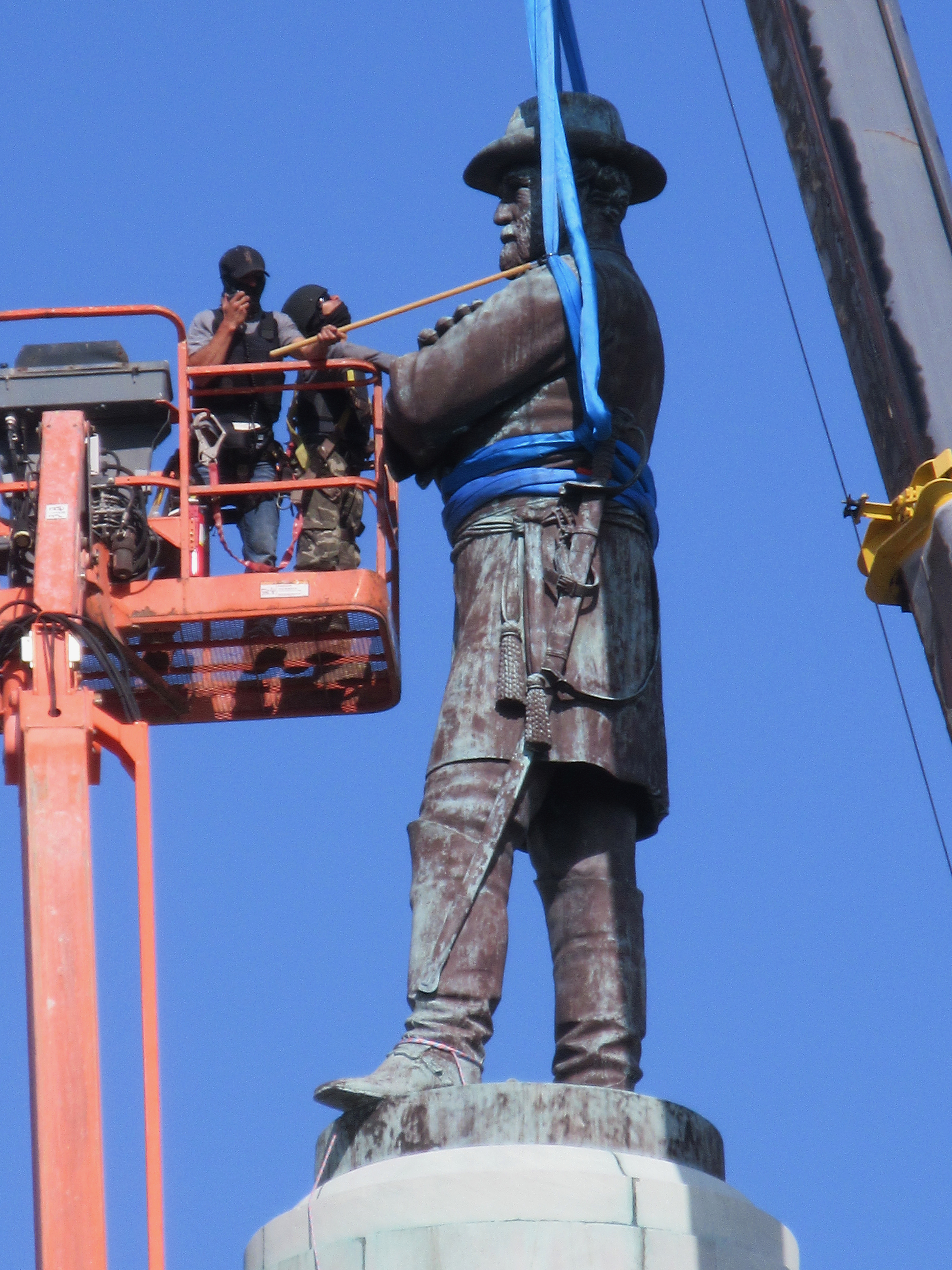
Robert Edward Lee: rimosso.

Monumento a Robert E. Lee - Eretto nel 1884. Statua in cima ad una colonna alta 18 m e su un tumulo di terra di 3,7 m. Statua rimossa il 19 maggio del 2017.
Rinominare le scuole pubbliche: nel 1992 il consiglio scolastico annunciò dei progetti atti a ribattezzare gli istituti d'istruzione pubblica intitolati ai proprietari degli schiavi, sempre che i genitori, gli insegnanti e gli stessi alunni interessati lo avessero preventivamente approvato.
Altre scuole pubbliche ribattezzate, non direttamente rilevanti per la guerra, furono originariamente intitolate a Marie Couvent (un'afroamericana proprietaria di schiavi neri dedita alla filantropia cattolica), George Washington, William C. C. Claiborne (il primo governatore della Louisiana, Samuel J. Peters, Étienne de Boré (proprietario di piantagione creolo-francese), William O. Rogers ("un direttore scolastico nonché generale sovrintendente che non credeva che i neri dovessero essere educati dopo il 5º grado elementare"), e Edward Douglass White, Jr., il presidente della Corte suprema degli Stati Uniti d'America che votò per sostenere la sentenza "separati ma uguali" nel caso Plessy contro Ferguson.
Jefferson Davis Elementary School ribattezzata nel 1993 in onore di Ernest Nathan Morial, sindaco di New Orleans nonché avvocato del movimento per i diritti civili degli afroamericani.

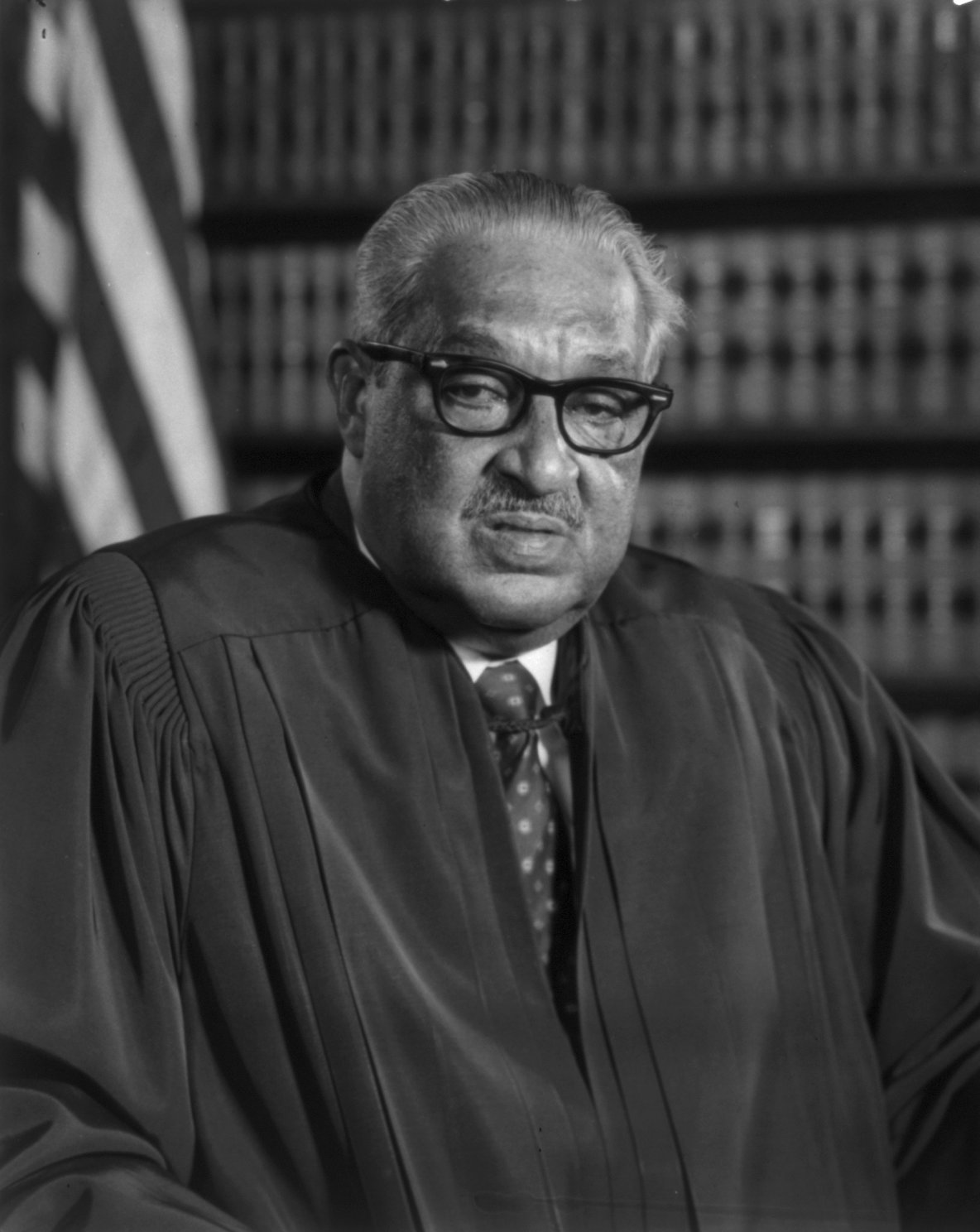
Thurgood Marshall.

La scuola media Beauregard: ribattezzata in onore di Thurgood Marshall, il primo afroamericano ad essere nominato giudice associato della Corte suprema degli Stati Uniti d'America nel corso della presidenza di Lyndon B. Johnson.

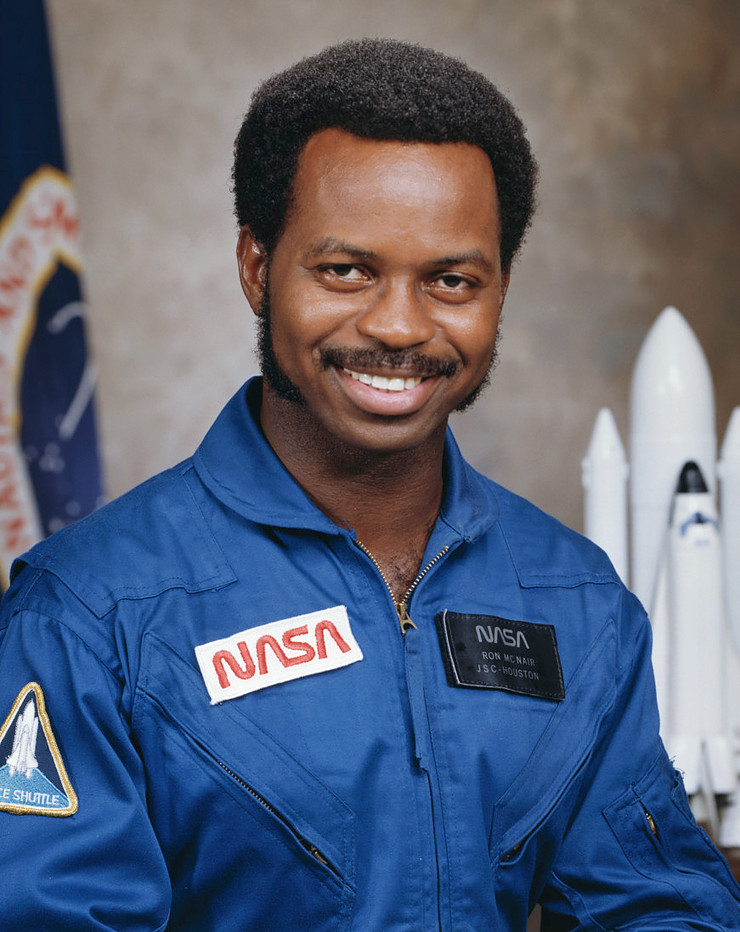
L'astronauta Ronald McNair.

Robert E. Lee Elementary School: ribattezzata in onore di Ronald McNair, l'astronauta nero ucciso nel disastro dello Space Shuttle Challenger nel 1986. 

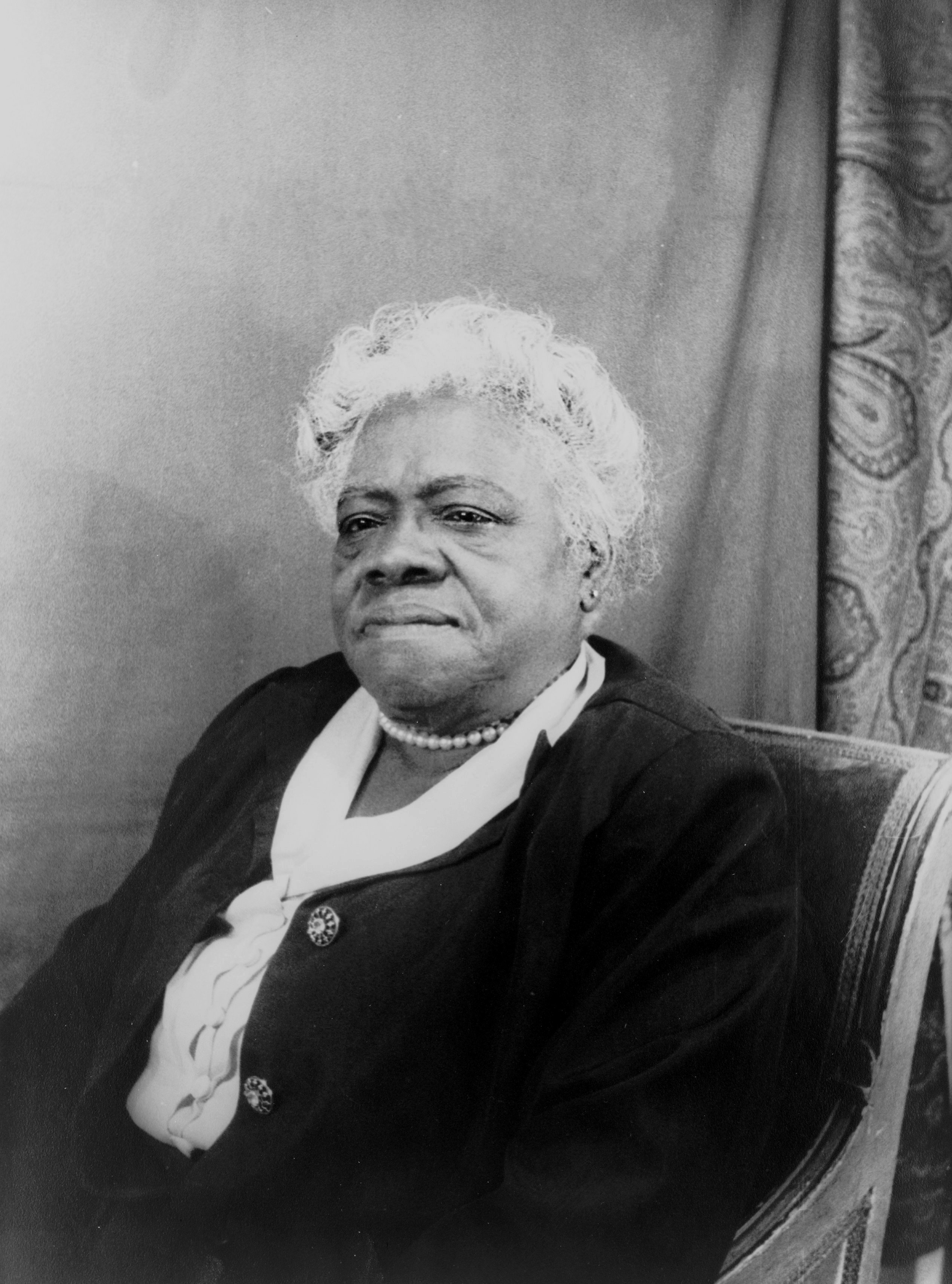
Mary McLeod Bethune.

Judah Philip Benjamin School, dal nome del segretario della guerra secessionista, è stata ribattezzata in onore dell'educatrice afroamericana e attivista per i diritti civili Mary McLeod Bethune.
Charles Gayarré Elementary School, dal nome del politico Democratico, suprematista del potere bianco e sostenitore finanziario della Confederazione, è stata ribattezzata con il nome della leader dei diritti civili di New Orleans Oretha Castle Haley.
La scuola superiore Francis T. Nicholls, dal nome del generale confederato e governatore della Louisiana, è stata ribattezzata in onore del leader dell'abolizionismo negli Stati Uniti d'America Frederick Douglass.
La scuola Adolph Meyer, dal nome dell'ufficiale confederato e successivamente membro del Congresso degli Stati Uniti d'America: ribattezzata in onore dell'attivista dell'Underground Railroad Harriet Tubman.
La scuola Benjamin Morgan Palmer, dal nome del pastore e teologo presbiteriano filo-schiavista il quale influenzò la decisione della Louisiana di separarsi e unirsi alla Confederazione: ribattezzata Lorraine Hansberry Elementary School in onore della drammaturga afroamericana che scrisse A Raisin in the Sun.

### Maine
- Brunswick (Maine)

La "targa confederata" del Bowdoin College: installata nel 1965, rimossa nell'agosto del 2017.
- Maine

### Maryland
Maryland
- Annapolis

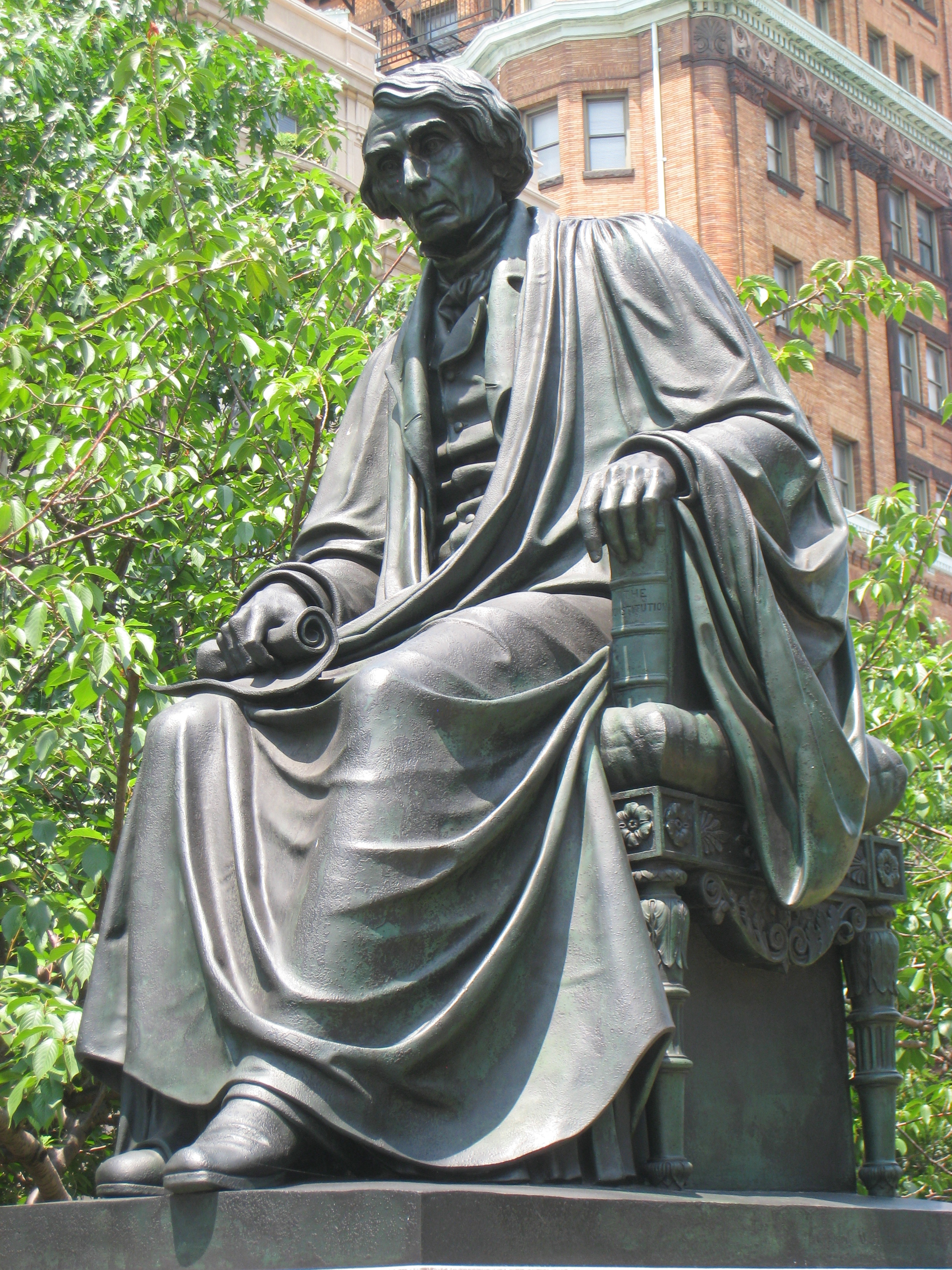
Roger Brooke Taney: rimosso.

La statua del Presidente della Corte Suprema Roger Brooke Taney al Campidoglio (Annapolis), risalente al 1872 (rimossa il 18 agosto del 2017).
Il giudice marylandese rimase nonostante tutto fedele all'Unione e, in qualità di capo della Corte Suprema, presiedette alla solenne cerimonia d'insediamento del presidente degli Stati Uniti d'America con il relativo giuramento da parte di Abraham Lincoln in qualità di 16º Presidente USA.
Taney rimase "Chief Justice" fino alla sua morte avvenuta nel 1864; tuttavia fu anche il principale autore della sentenza filo-schiavista nel caso Dred Scott contro Sandford del 1857 la quale contribuirà potentemente a condurre direttamente alla Guerra Civile.
I monumenti a lui dedicati vengono quindi rimossi allo stesso tempo, e per le stesse ragioni, dei corrispettivi monumenti confederati. Come è accaduto anche per i monumenti di Baltimora smantellati due giorni prima, essa è stata tolta nel cuore della notte sotto il controllo e la scorta armata della polizia.
- Baltimora

Il "Confederate Soldiers and Sailors Monument" (Spirit of the Confederacy) a Mount Royal Avenue. Deturpato con vernice rossa il 13 agosto del 2017. Nel 2015 deturpato da una vernice gialla che recitava: "Black Lives Matter". Rimosso il 16 agosto del 2017.

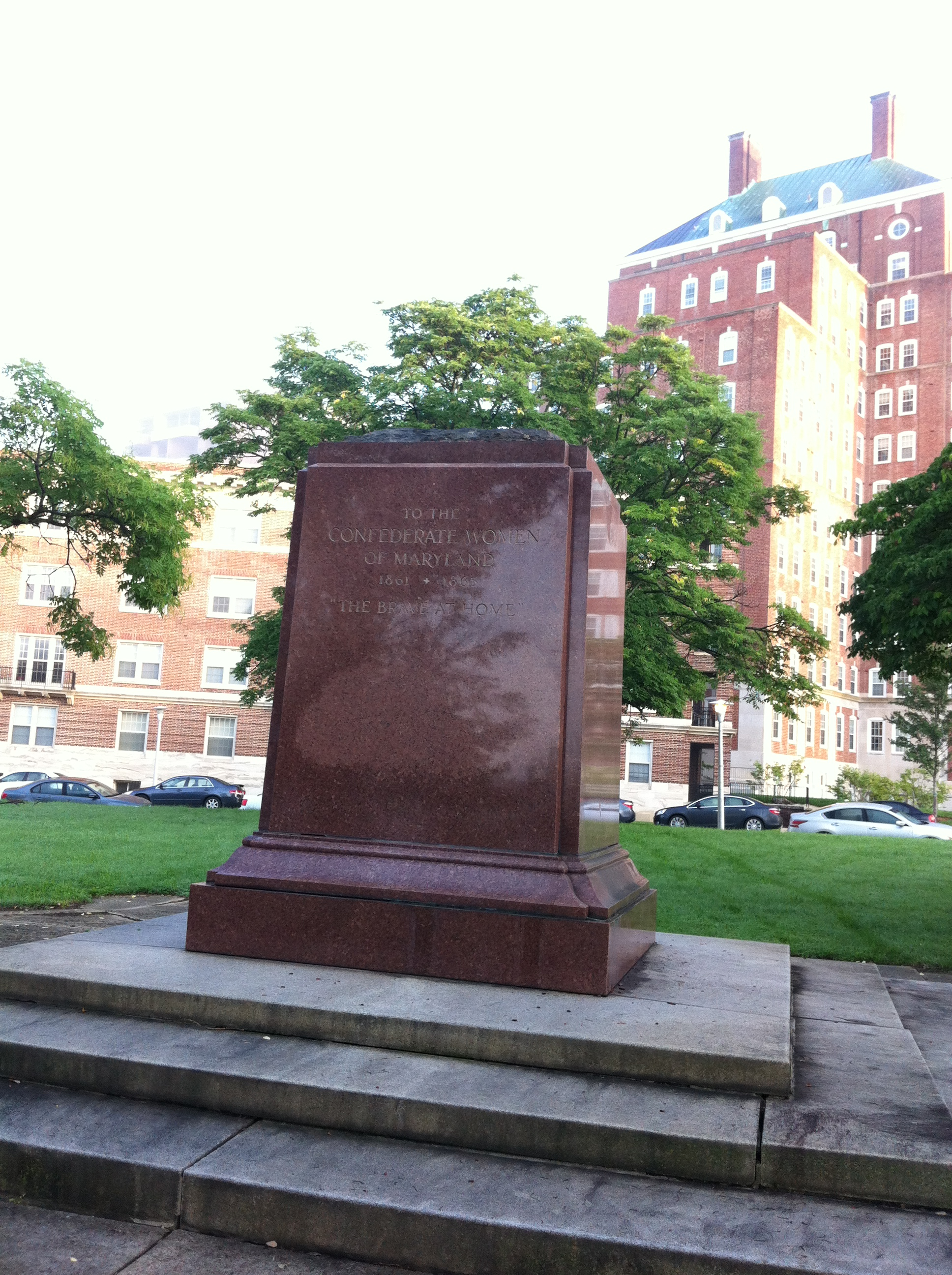
Il "Confederate Women's Monument": rimosso.

Il "Confederate Women's Monument" posizionato tra Charles Street e University Parkway, opera dell'artista marylandese Joseph Maxwell Miller: installato nel 1917, rimosso il 16 agosto del 2017.

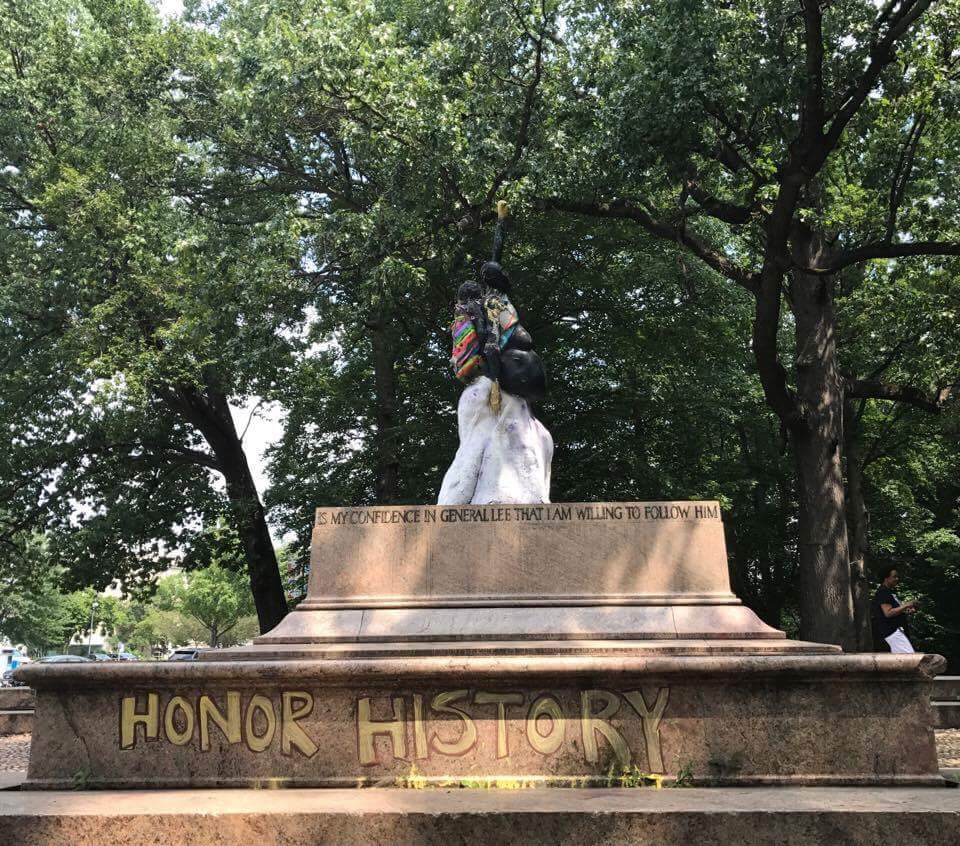
Lo "Stonewall Jackson and Robert E. Lee Monument": rimosso e sostituito con l'opera non autorizzata di un'artista afroamericana due giorni dopo la demolizione della statua (la scritta dice "Honor History").

Lo "Stonewall Jackson and Robert E. Lee Monument" posizionato sul lato nord-occidentale del Wyman Park Dell, a Charles Village, di fronte al Baltimore Museum of Art e appena a sud del Homewood Campus della Università Johns Hopkins. Opera di Laura Gardin Fraser, installato nel 1948 e rimosso il 16 agosto del 2017.
La "Roger B. Taney". Una rifusione e copia della omonima statua di Annapolis, risalente al 1871. Opera di William Henry Rinehart: statua rimossa il 16 agosto del 2017.
- Ellicott City

Il monumento confederato del tribunale della contea di Howard (Maryland): dedicato nel 1948, rimosso il 22 agosto del 2017.
- Frederick (Maryland)

Statua di Roger B. Taney, rimossa nell'agosto del 2017.
- Rockville (Maryland)

Monumento confederato; è stato rimosso nel luglio del 2017 dalla sua posizione originale al di fuori della Rockville Court House in un terreno privato. Fu originariamente donato nel 1913.

### Massachusetts
Massachusetts
- A Fort Warren, sulla Georges Island, Porto di Boston. Il memoriale dedicato a 13 prigionieri confederati morti in cattività: dedicato nel 1963, rimosso a ottobre del 2017[148].

La bandiera del Mississippi dal 1894 al 2020.

La presidenza di Barack Obama è durata dal 2009 al 2017.

### Mississippi
Mississippi
- In tutto lo Stato:

la bandiera dello Stato comprendeva la bandiera di battaglia confederata dal 1894 fino al 2020. Il 30 giugno del 2020, il parlamento dello stato dichiarò il ritiro della bandiera. Una completamente nuova bandiera, senza simboli confederati, fu adottata nel novembre del 2020.
- Jackson (Mississippi)

La Jefferson Davis Magnet IB School: ribattezzata "Barack Obama Magnet IB School" nel 2017.

### Missouri
Missouri
- Kansas City (Missouri)

Il memoriale delle donne confederate su Ward Parkway, un dono del 1934 delle Figlie della Confederazione, è stato deturpato da graffitismo il 18 agosto del 2017 e imbragato e recintato due giorni dopo in preparazione della sua rimozione: rimosso il 25 seguente.
- Saint Louis (Missouri)

Memorial to the Confederate Dead, rimosso nel giugno del 2017 da Forest Park, attende una nuova ubicazione al di fuori dei confini della città e della contea di St. Louis (Missouri) (per un accordo sopravvenuto tra l'amministrazione e il museo della guerra civile del Missouri nella "Jefferson Barracks Military Post").

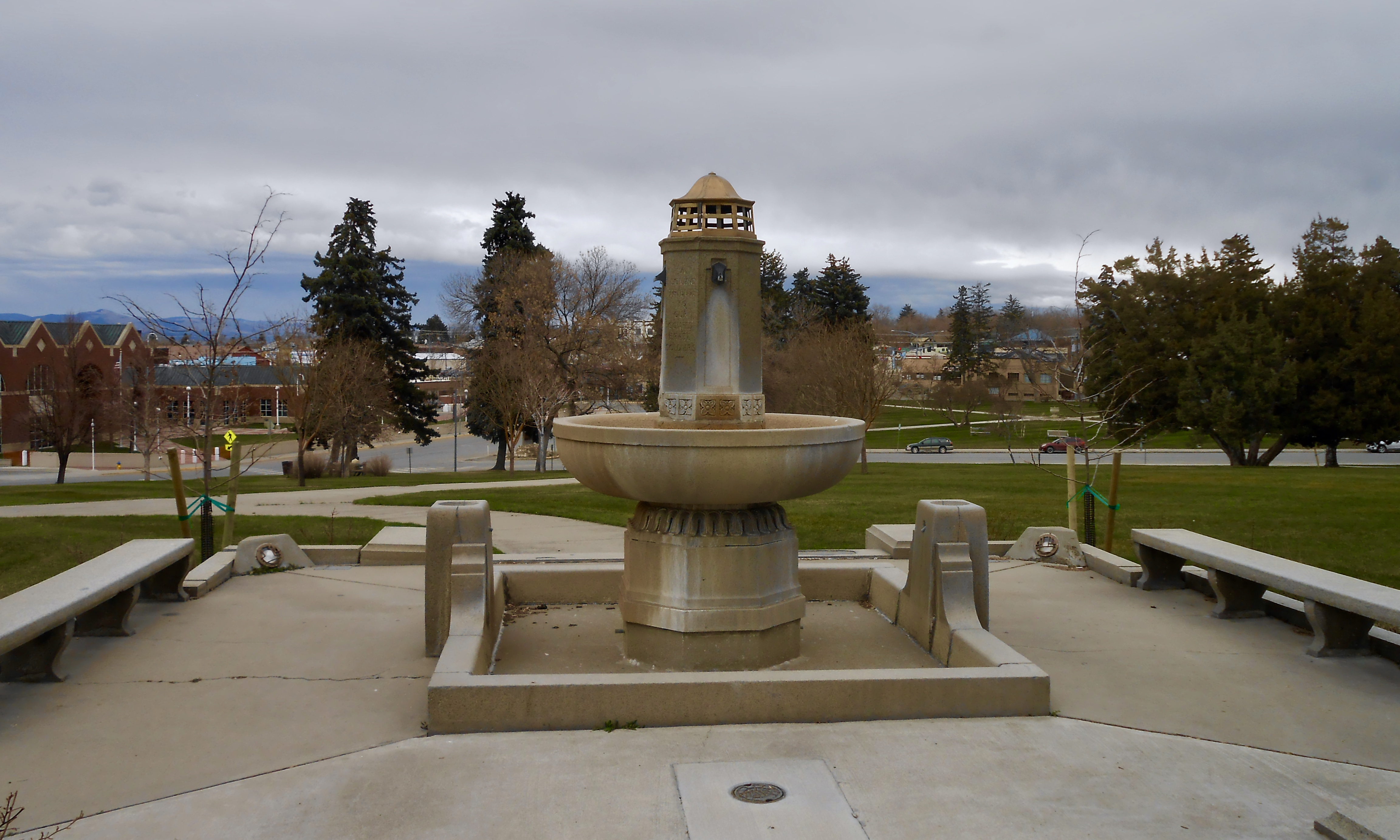
Confederate Memorial Fountain: rimosso.

### Montana
Montana
- Helena (Montana)

Confederate Memorial Fountain (1916). Il consiglio comunale ha votato il 17 agosto del 2017 per rimuoverlo: è stato rimosso il giorno seguente. Sulla sua storia, vedi il "Mito della causa persa confederata".

### Nevada
Nevada
- Paradise (Nevada)

Università del Nevada, Las Vegas (UNLV): fino agli anni 1970 la mascotte della scuola era "Beauregard", un lupo abbigliato con una giacca da campo militare grigia ed un cappello confederato.

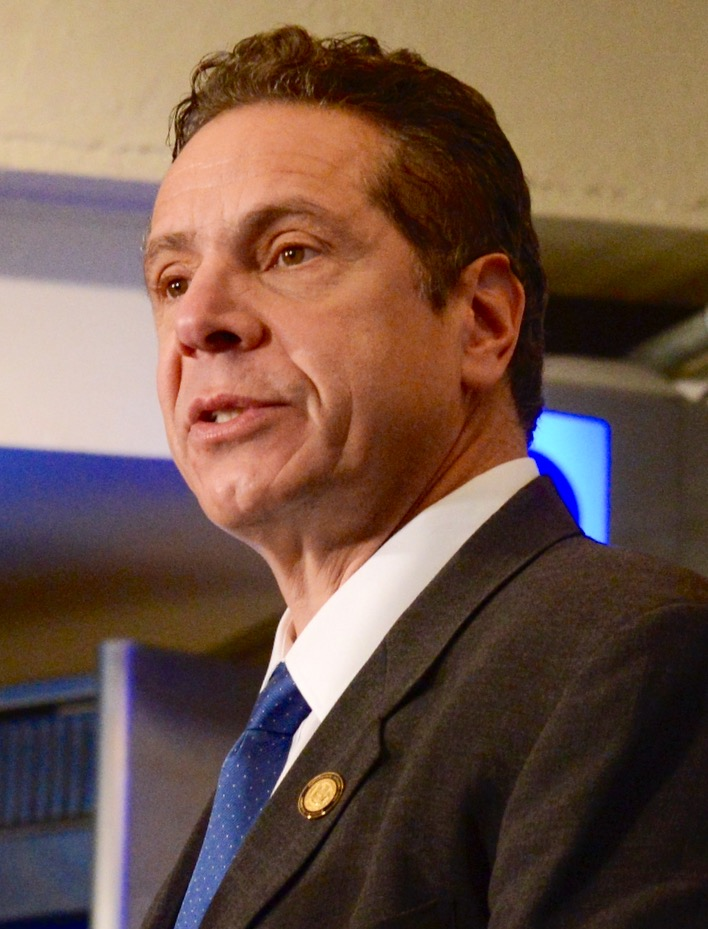
Il Governatore di New York Andrew Cuomo.

### New York
New York

- New York

Brooklyn
Il 16 agosto 2017 la diocesi della Chiesa episcopale degli Stati Uniti d'America a Long Island ha rimosso una targa risalente del 1912 da un albero piantato tra il 1842 e il 1847 da Robert E. Lee. Hanno anche rimosso una seconda pietra marcatrice fatta erigere dalle Figlie Unite della Confederazione nel 1935.
Il Governatore di New York Andrew Cuomo ha ordinato il cambio di nome delle strade intitolato a Lee e Jackson a Fort Hamilton, uno dei borghi di New York a Brooklyn.
The Bronx
Il busto di Thomas Jonathan Jackson e quello di Robert Edward Lee nella Hall of Fame for Great Americans al Bronx Community College dell'Università di New York. Il Governatore A. Cuomo ne ha ordinato l'immediata rimozione.

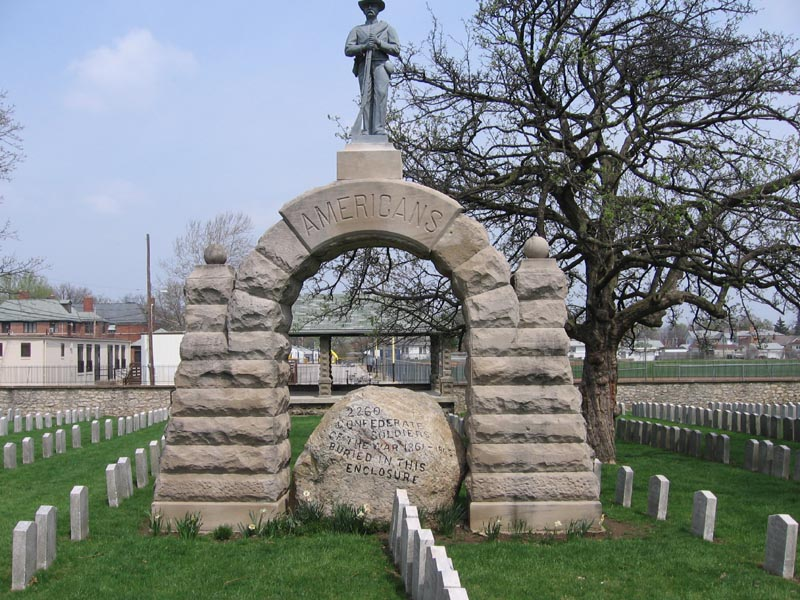
Il Confederate Soldier Memorial di Columbus (Ohio).

### Ohio
Ohio
- Franklin (Ohio)

Targa stradale confederata intitolata a Robert E. Lee: rimossa dal 16 al 17 agosto 2017. 
- Columbus (Ohio)

Memoriale del soldato confederato del cimitero di Camp Chase. Dedicato nel 1902. La statua in bronzo posta sulla cima è stata abbattuta e decapitata per opera di vandalismo organizzato il 22 agosto del 2017. Il Dipartimento degli Affari dei Veterani degli Stati Uniti d'America si è impegnato nell'opera di riparazione.
- Worthington (Ohio)

Un marcatore storico statale posizionato all'esterno della casa in cui nacque il sudista Roswell Sabine Ripley è stato rimosso il 18 agosto del 2017.
- Willoughby (Ohio)

Willoughby South High School: nel 2017 la scuola ha lasciato depennare la propria mascotte "Ribelle" - un uomo vestito con un completo militare confederato grigio - ma ha mantenuto il soprannome di "Rebel".

### Tennessee
Tennessee
- Crossville (Tennessee)

La South Cumberland Elementary School: una bandiera confederata dipinta su un muro è stata cancellata, mentre la bandiera confederata e un'immagine simile ad un linciaggio sono state rimosse da un murale.
- Memphis

Tre parchi cittadini "a tema" filo-confederati sono stati ribattezzati rapidamente prima del passaggio della Tennessee Heritage Protection Act del 2013. Il Confederate Park (1908) è stato rinominato Memphis Park; il Jefferson Davis Park (1907) è diventato il Mississippi River Park; ed il Forrest Park (1899) cambiato in Health Sciences Park.
Il voto del consiglio comunale è stato unanime. All'epoca in cui furono dedicati gli afroamericani non potevano liberamente utilizzare quegli spazi.

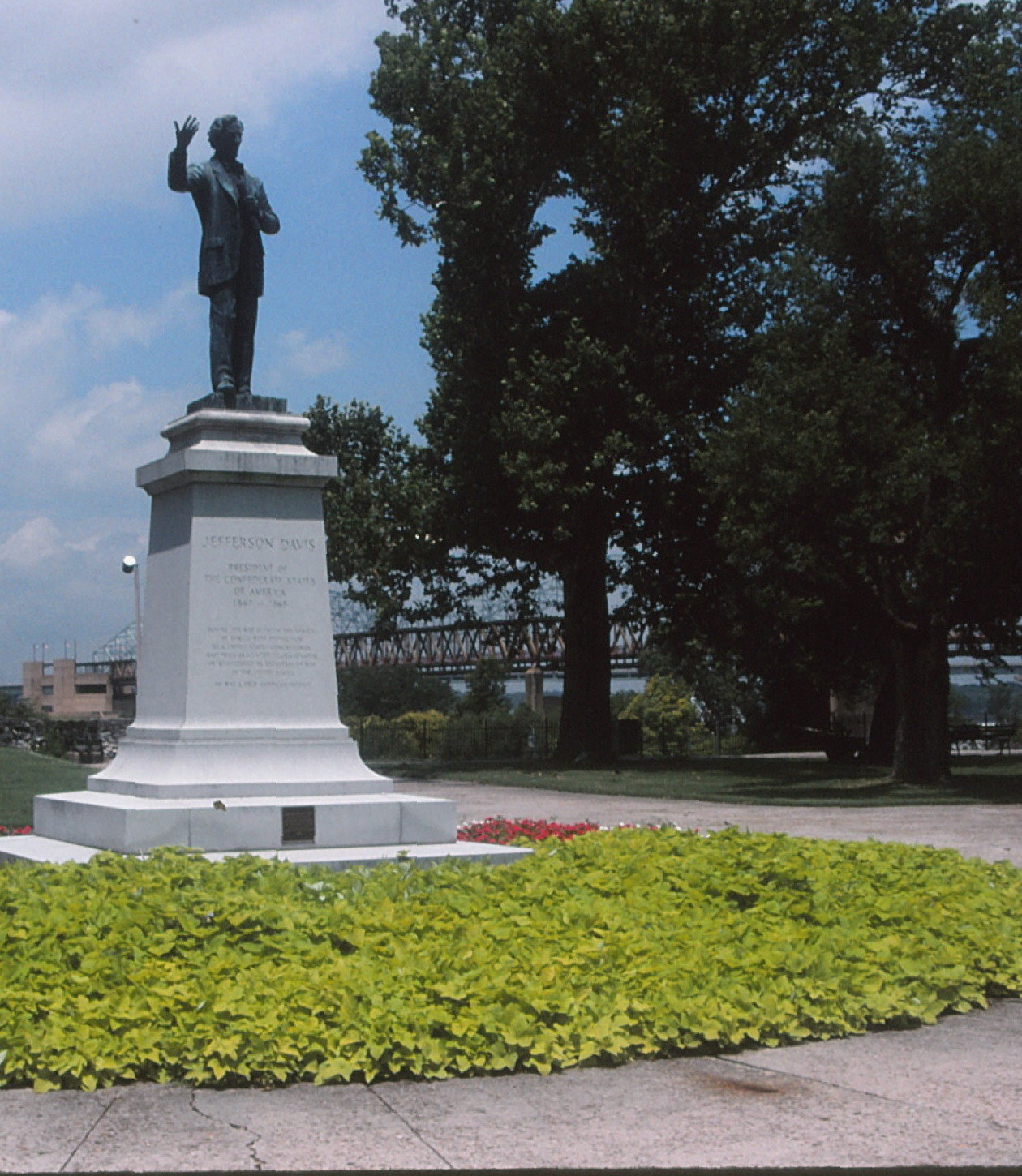
Il "Jefferson Davis Monument": rimosso.

Il Jefferson Davis Monument a Memphis Park a partire dal 1904: rimosso.

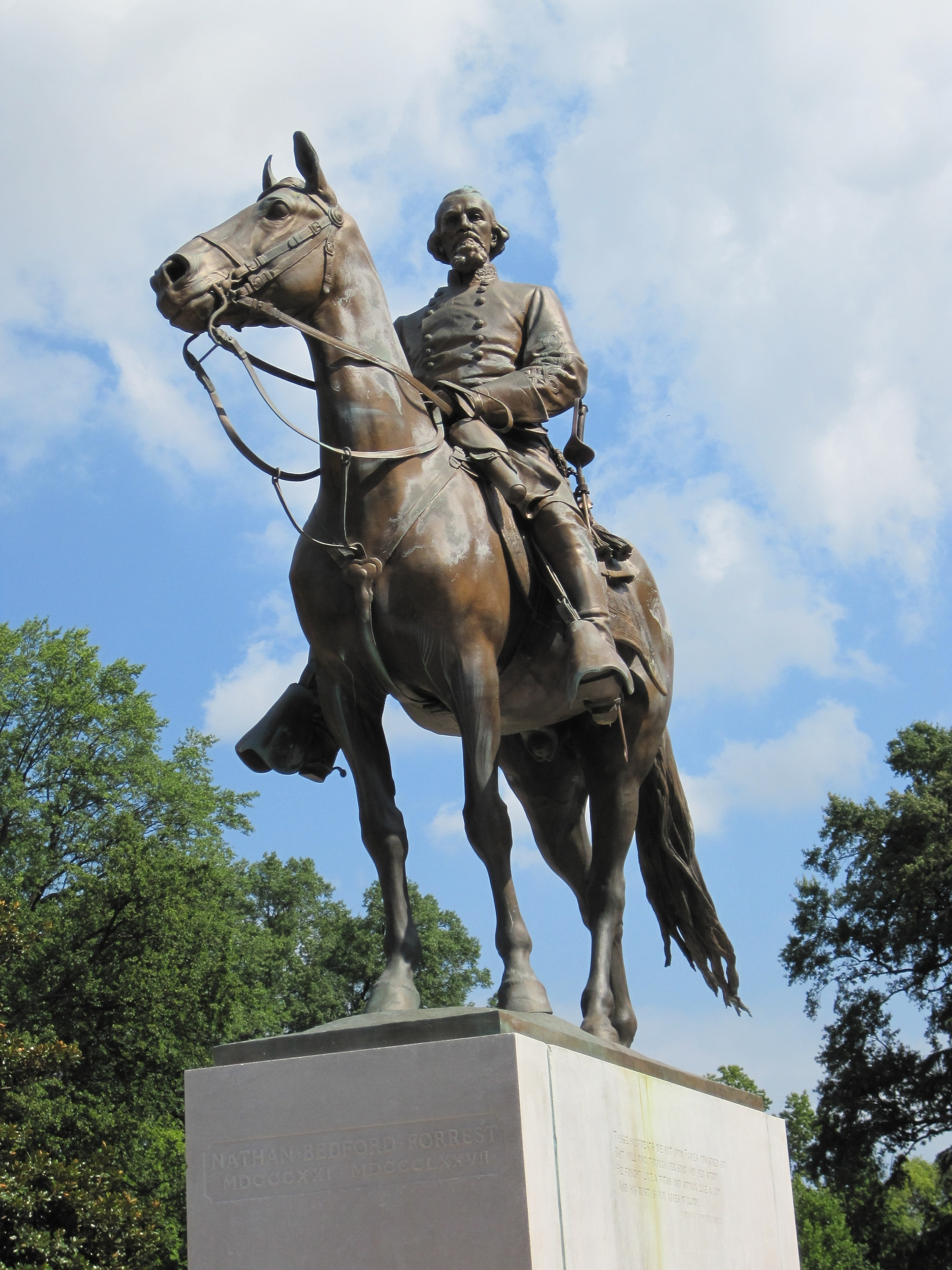
Il Nathan Bedford Forrest Monument: rimosso.

Il Nathan Bedford Forrest Monument commissionato nel 1901 e dedicato a partire dal 1905, situato nello Health Sciences Park. I funzionari del consiglio cittadino erano unanimi nel cercare di rimuovere le statue, ma sono stati bloccati dalla "Tennessee Historical Commission".
Dopo aver esplorato le possibili ed eventuali risoluzioni legali la città di Memphis ha deciso di vendere i due parchi ad un nuovo ente non profit, il Memphis Greenspace - il cui presidente è un commissario della contea - per $ 1.000 ciascuno. La statua è stata rimossa in quello stesso giorno, il 20 dicembre del 2017.
I Sons of Confederate Veterans dicono che faranno causa alla municipalità.
- Murfreesboro (Tennessee)

La Forrest Hall (ROTC building) alla Middle Tennessee State University: nel 2006 il fregio raffigurante il generale Forrest a cavallo che aveva adornato il lato di questo edificio è stato rimosso tra le proteste, ma una spinta importante volta a cambiarne il nome non è andata a buon fine.
Inoltre la mascotte atletica della Blue Raiders dell'università fu trasformata in un pegaso da un cavaliere che era, al fine di evitare l'associazione con l'ufficiale confederato.
- Nashville

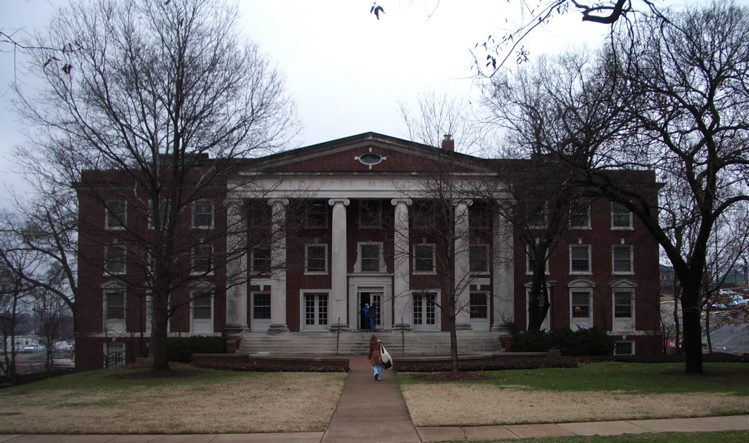
L'ex Confederate Memorial Hall dell'Università Vanderbilt.

La Confederate Memorial Hall dell'Università Vanderbilt è stata ribattezzata Memorial Hall il 15 agosto del 2016. Poiché l'edificio è stato costruito in seguito ad una donazione di $ 50.000 effettuata dalle United Daughters of the Confederacy nel 1933 l'istituto ha restituito loro l'equivalente del 2017, $ 1,2 milioni.
Prima di questa soluzione concordata la Vanderbilt è stata coinvolta in una causa legale, risalente almeno al 2005, con le "Figlie della Confederazione". Michael Schoenfeld, vice cancelliere di Vanderbilt per gli affari pubblici, ha detto che lui e altri funzionari universitari hanno ricevuto minacce di morte per la decisione assunta dalla sua scuola.
- Sewanee (Tennessee)

### Texas
Texas
- Arlington (Texas)

Al Parco tematico Six Flags Over Texas: nell'agosto 2017 ha rimosso la bandiera confederata a stelle e barre dopo averla lasciata sventolare per 56 anni insieme a quelle degli altri Stati. Nel corso degli anni 1990 il parco ha ribattezzato la sezione della Confederazione in "Sezione del Vecchio Sud" e rimosso tutte le bandiere di battaglia confederate.
- Austin

Robert E. Lee Elementary School (1939) è stata ribattezzata in onore del fotografo di spicco locale Russell Lee nel 2016; fu un associato della Farm Security Administration nonché il primo professore di fotografia all'Università del Texas ad Austin.
Nel maggio 2015 la rappresentanza studentesca ha votato quasi all'unanimità per rimuovere una statua dedicata a Jefferson Davis che era stata eretta nel campus di South Mall.

Il logo di Black Lives Matter.

Poco dopo il massacro di Charleston del giugno del 2015 la frase "le vite nere contano" (Black Lives Matter) è stata scritta ripetutamente in grosse lettere evidenziate di rosso sul suo basamento; i messaggi precedenti includevano "Davis deve cadere" e "Liberate U. T." (l'Università del Texas).
I funzionari universitari hanno convocato una task force per decidere se onorare la petizione degli studenti la quale richiedeva la rapida rimozione del monumento. Seguendone le raccomandazioni il preside Gregory L. Fenves ha annunciato il 13 di agosto che la statua sarebbe stata trasferita per servire come mostra educativa nel "Dolph Briscoe Center for American History" Museum.
Il funzionario ha dichiarato: "non è nel migliore interesse dell'Università continuare a commemorarlo [Davis] sul nostro Main Mall". L'azione legale intrapresa dai Son Confederate Veterans non ha ottenuto alcun successo. La statua è stata infine rimossa il giorno 30 seguente.

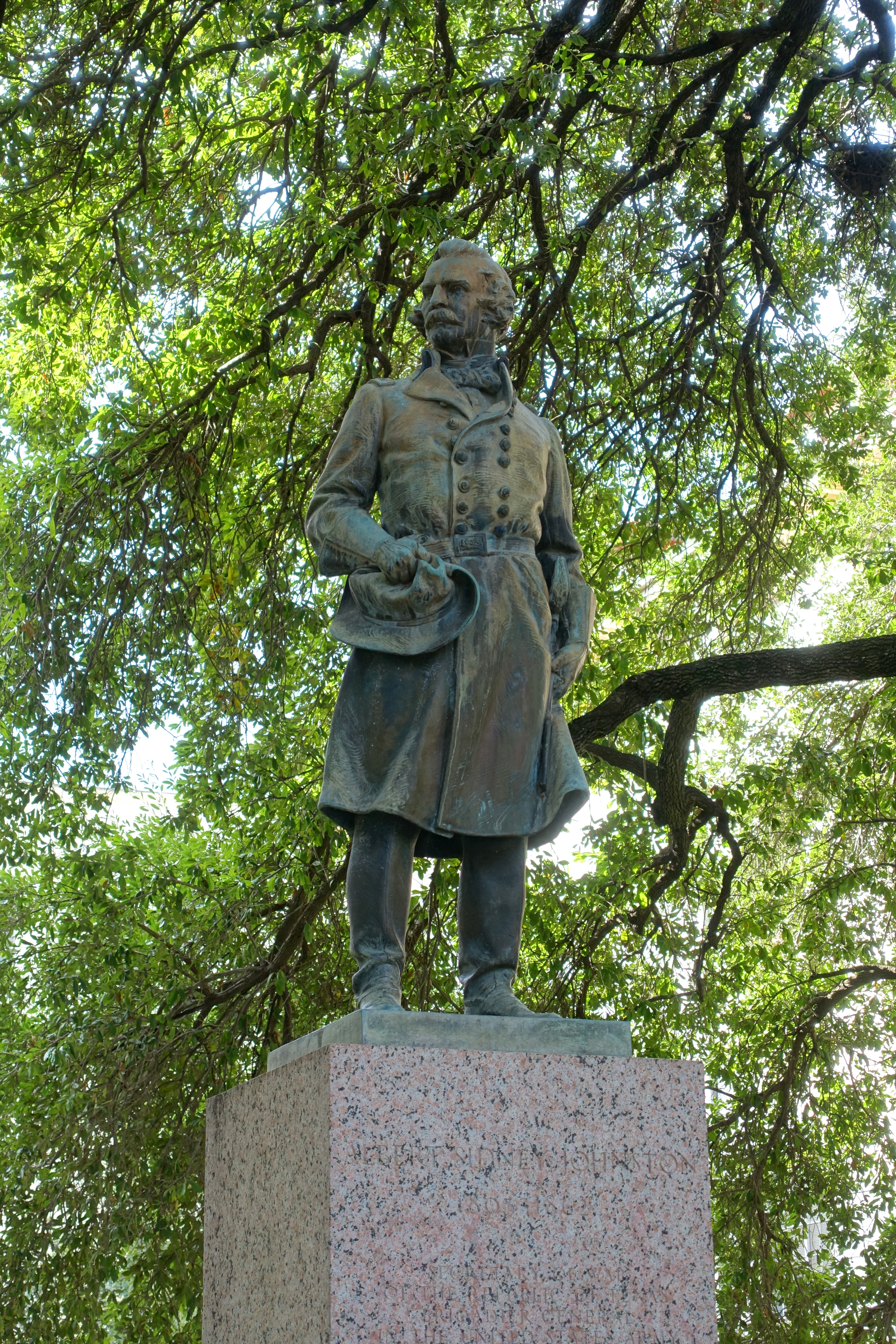
Albert Sidney Johnston: rimosso.

Esistevano tuttavia ancora tre statue confederate (opere di Pompeo Coppini) rimaste nel South Mall dell'Università del Texas, che ritraggono rispettivamente i generali Robert E. Lee, Albert Sidney Johnston ed il Segretario alle Poste del governo secessionista John Henninger Reagan. Erano state dedicate tutte nel 1933.
Tra il 20 e il 21 agosto del 2017 l'Università ha rimosso le tre statue confederate dai terreni del campus e le ha trasferite in un museo. La decisione è stata assunta come diretta conseguenza dell'Unite the Right rally del 10-11 precedente avvenuto a Charlottesville.
- Dallas

Nel 2016 la John Bell Hood Middle School si è ribattezzata, con il concorso del Board of Trustees del District of Dallas Independent School, in Piedmont Global Academy.

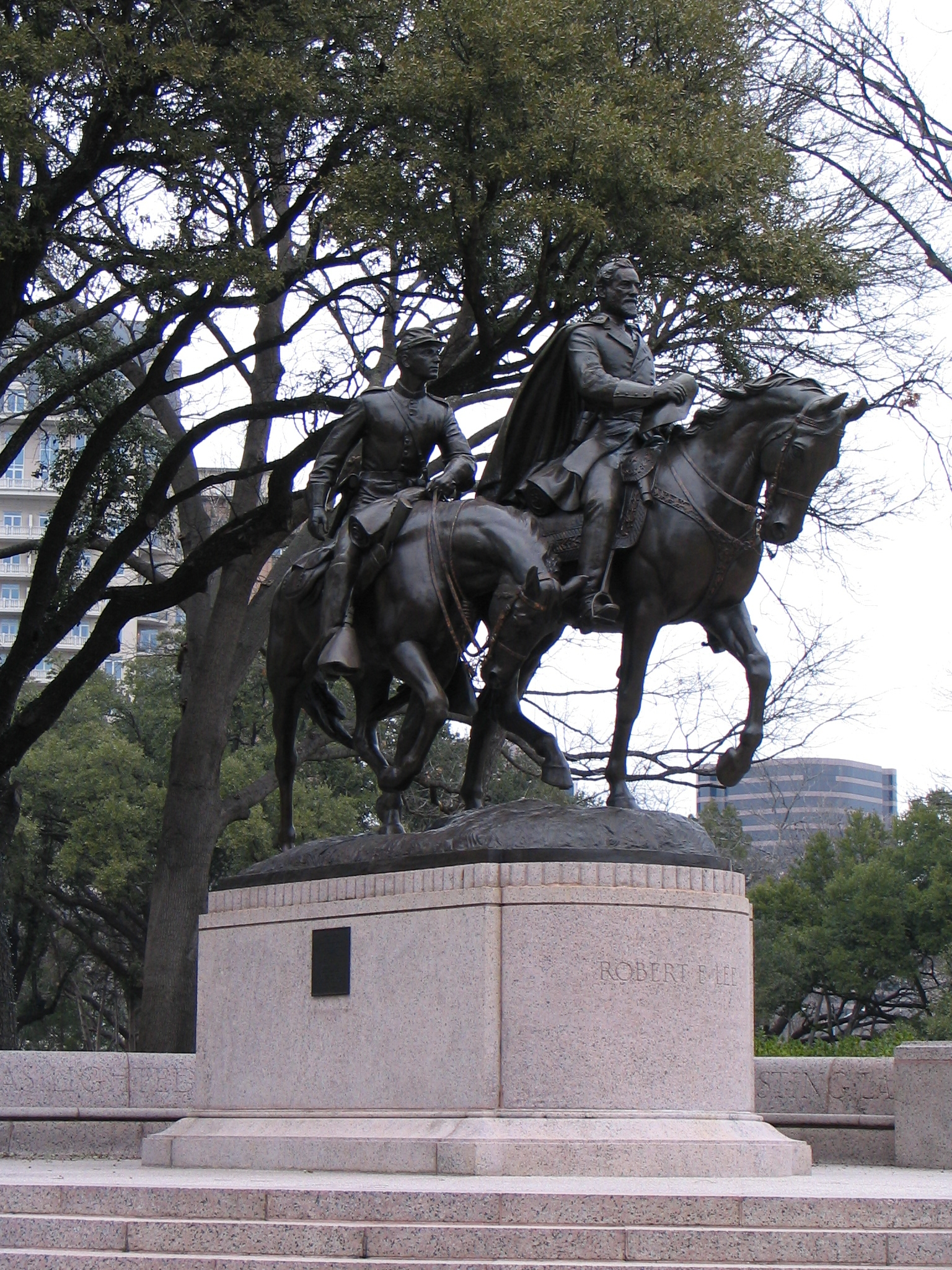
Statua di R. E. Lee: rimossa.

Statua di Robert E. Lee (1936) situata nel Lee Park lungo Turtle Creek Boulevard. Dedicata nel 1936 per celebrare l'Esposizione del Centenario del Texas. Rimossa il 14 settembre del 2017 dopo che il consiglio comunale ha votato 13 contro 1 per farla togliere immediatamente.
Robert E. Lee Park: è stato temporaneamente ribattezzato "Oak Lawn Park" fino a quando un nome definitivo non venga approvato.
Lee, Richard Montgomery Gano, Stonewall, Beauregard e William Lewis Cabell (sindaco di Dallas) sono attualmente altri luoghi pubblici dedicati ai rispettivi generali confederati. Verranno rinominati in una data futura.
- Garland (Texas)

La South Garland High School ha rimosso vari simboli confederati nel 2015. Un mosaico di piastrelle per pavimento donato dalla Classe del 1968 e un segno in granito davanti alla scuola sono stati sostituiti; entrambi avevano incorporato la bandiera confederata, che faceva parte dello stemma originale della scuola. Inoltre il distretto ha lasciato cadere "Dixie" come motivo per la canzone di lotta scolastica.
L'istituto cambiò inoltre l'uniforme della mascotte - un colonnello - dal grigio confederato al rosso e blu nel 1991.
- Houston

Dowling Street. Chiamata in onore del comandante confederato Richard William Dowling: rinominata Emancipation Avenue nel 2017.
Lee High School (1962). Originariamente conosciuta come la scuola superiore Robert E. Lee, i leader distrettuali lasciarono cadere "Robert E." dal nome dell'istituto per allontanare la scuola dal generale confederato. I funzionari scolastici ne hanno cambiato definitivamente il nome in Margaret Long Wisdom High School nel 2016.
La Westbury High School ha cambiato il soprannome delle sue squadre atletiche dai "Ribelli" agli "Husky".
- San Antonio

Il Confederate Soldiers' Monument, dedicato il 28 aprile 1899 e situato al Travis Park, nei pressi del sito della battaglia di Alamo: rimosso il 1º settembre del 2017.
Robert E. Lee High School si è ribattezzata scuola superiore LEE (Legacy of Education Excellence), secondo quanto riferito, per preservare la storia dell'istituto e ridurre al minimo le spese di ri-denominazione, nel 2017.

### Vermont
Vermont
- Brattleboro

Brattleboro Union High School. Fino al 2004 la mascotte della scuola era il colonnello Reb, il proprietario di una piantagione confederata.
- South Burlington

La mascotte "capitano Rebel" della South Burlington High School (1961); l'uso della bandiera confederata e la riproduzione di Dixie's Land suscitarono quasi subito controversie durante l'era del movimento per i diritti civili degli afroamericani e nei decenni successivi. Il consiglio scolastico ha votato per mantenere il nome nel 2015 ma per cambiarlo nel 2017.
"The Rebel Alliance", un gruppo di comunità contrarie al cambiamento della mascotte ha condotto due sforzi riusciti nello sconfiggere il bilancio scolastico in votazioni pubbliche come protesta: gli studenti scelgono però la nuova denominazione "Lupi" e l'operazione di rinomina procede.

### Virginia
Virginia
- In tutto lo Stato:

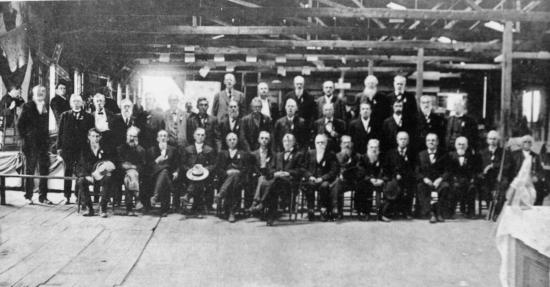
Una riunione dei veterani confederati della 53rd Virginia Volunteer Infantry Regiment nel 1910.

la canzone Carry Me Back to Old Virginny (scritta nel 1874 dal menestrello afroamericano James Alan Bland) viene depennata dal suo ruolo di inno ufficiale statale nel 1997 a causa del suo testo improntato ad un esplicito e quantomai scoperto contenuto razziale (narra di un ex schiavo che cerca di tornare a lavorare nella piantagione di cotone del suo vecchio padrone).
L'ultimo "Confederate History Month" viene celebrato nell'aprile del 2000.
- Bailey's Crossroads

Foto del generale sudista James Ewell Brown Stuart.

La J. E. B. Stuart High School (1958), dal nome del generale sudista James Ewell Brown Stuart. A seguito delle veementi proteste espresse sia dagli studenti che da un certo numero di genitori e professori - iniziate queste nel giugno 2015 - il consiglio d'istituto ha votato nel luglio del 2017 per ribattezzare la scuola con il nome di "Justice High" a partire dall'inizio dell'anno scolastico 2019. Il nuovo nome diventa effettivo il 1º luglio del 2018.
- Charlottesville

Il "Lee Park", sede di una statua equestre anteriore raffigurante Robert Edward Lee, è stato ribattezzato "Emancipation Park" il 6 febbraio del 2017. In quello stesso giorno il consiglio comunale ha anche votato a favore della veloce rimozione del monumento; ad aprile si è scelto di porre in vendita la statua.
A maggio un'ingiunzione giudiziaria della durata di sei mesi - che ha provveduto a bloccare la rimozione - è stata emessa a seguito di un'azione legale intrapresa da parte dei Sons of Confederate Veterans e di altri. A giugno il piedistallo è stato verniciato a spruzzo con le parole "Black Lives Matter" e durante la notte tra il 7 e l'8 luglio seguenti è stato nuovamente danneggiato con una vernice rossa corrosiva e soggetto ripetutamente a vandalismo. 

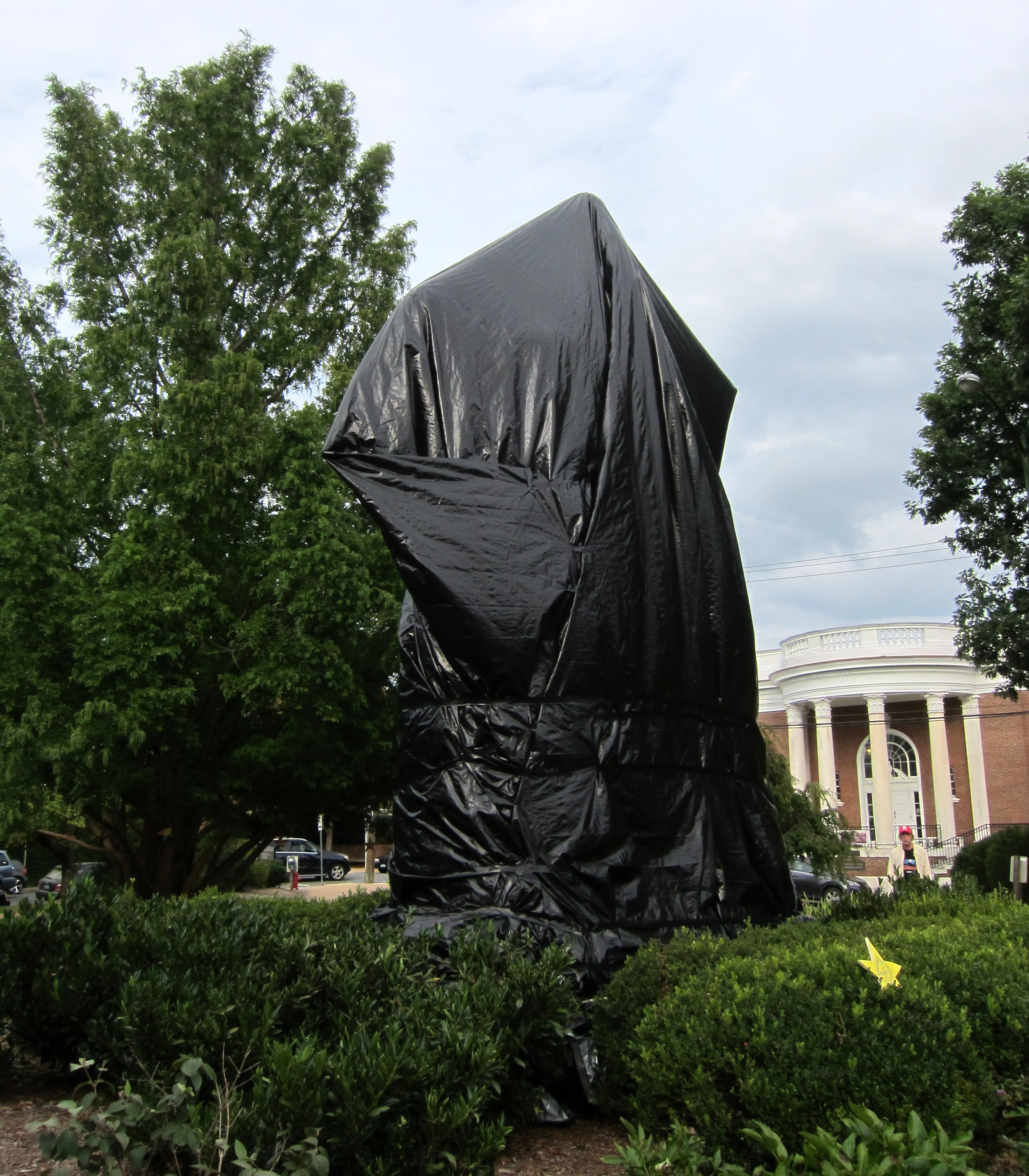
Robert Edward Lee: coperto e impacchettato. Più tarde, rimosso e distrutto.

Il 20 agosto 2017 il consiglio comunale ha votato all'unanimità per avvolgere la statua, assieme a quella gemella che rappresenta Thomas Jonathan Jackson, con un enorme sacchetto di plastica nero. 

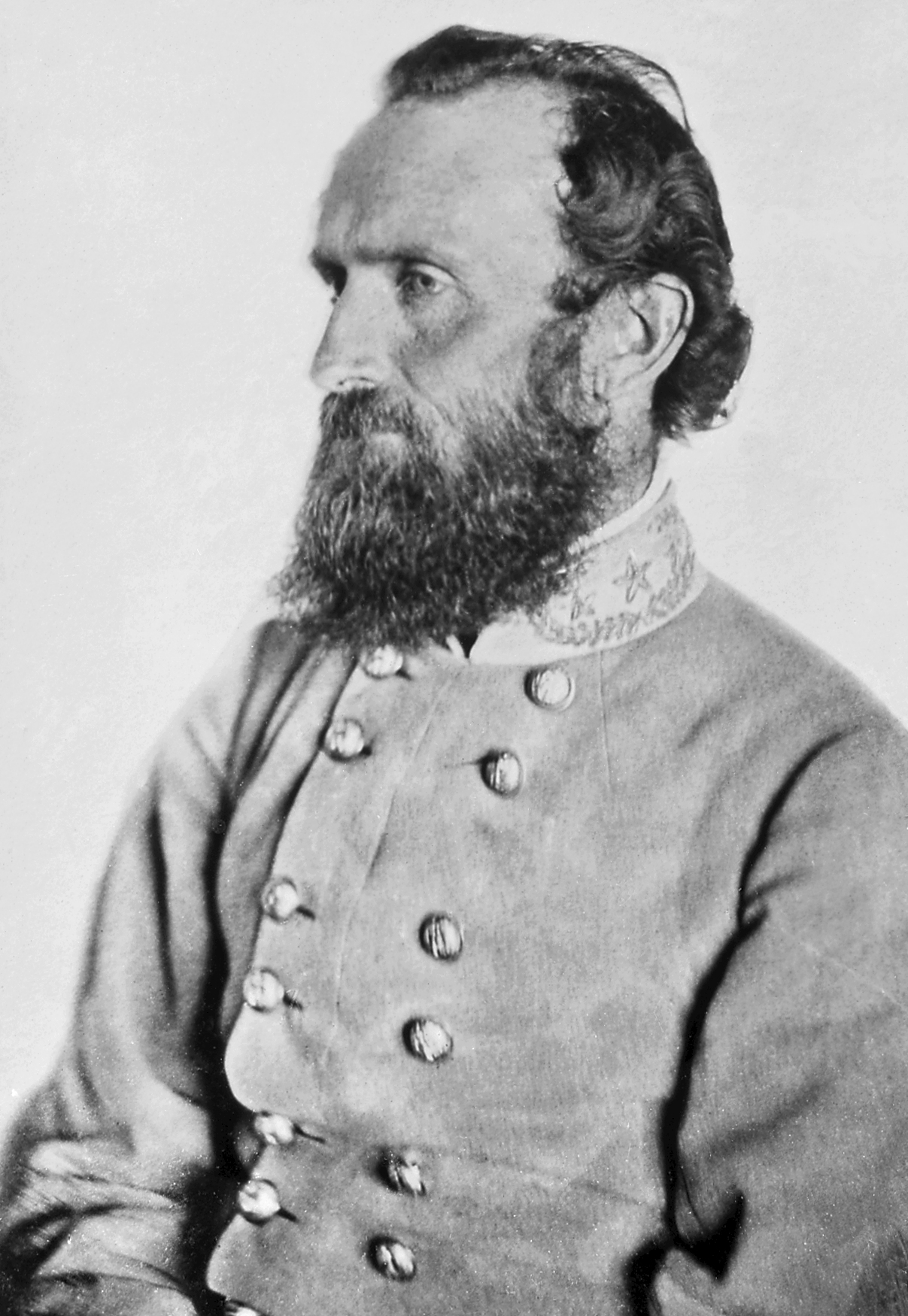
Foto di Thomas Jonathan Jackson, scattata sette giorni prima che morisse alla battaglia di Chancellorsville.

Si "decise anche di indirizzare il sindaco e gli assessori competenti a fare un ulteriore passo amministrativo che avrebbe reso alla fine più facile rimuovere definitivamente anche la statua di Jackson". Le due opere sono infine state coperte e legate con robuste sartie il 23 seguente.
Il 6 di settembre l'amministrazione cittadina ha votato la rimozione della statua di T. "Stonewall" Jackson dall'Emancipation Park.
Il "Jackson Park" è stato ribattezzato "Justice Park".
Il "Board of Visitors" dell'Università della Virginia (l'amministrazione fiduciaria) ha votato all'unanimità per rimuovere due lapidi dalla Rotonda universitaria che onoravano studenti e alunni che combatterono e morirono per gli Stati Confederati d'America durante la guerra di secessione americana. Il rettorato ha anche concordato "di devolvere una donazione di $ 1.000 ricevuta nel 1921 dal Ku Klux Klan e con tale somma, corretta dall'inflazione, di contribuire ad una causa adeguata".
Il 9 luglio 2021, la statua equestre di Robert E. Lee fu infine rimossa sulle ordine del consiglio. Nell'ottobre 2023, la statua fu trasportata a una fucina non identificata e fusa.
- Doswell

Il grande parco di divertimento "Kings Dominion" ha gestito le famose montagne russe "Rebel Yell" dal giorno di apertura del parco nel 1975 fino al 2017. Il nome faceva un chiaro riferimento al Rebel yell, un grido di battaglia utilizzato dai soldati sudisti durante la guerra civile.
Il 2 febbraio del 2018 l'amministrazione del parco ha annunciato che l'attrazione sarebbe stata ribattezzata "Racer 75" a partire dalla stagione 2018, sebbene non abbia in alcuna maniera commentato la relazione tra il cambiamento di denominazione né le radici confederate del precedente nome nel proprio comunicato stampa.
- Front Royal

L'accademia privata segregazionista John S. Mosby Academy, intitolata a John Singleton Mosby, fu fondata nel 1959 come scuola completamente riservata alla "razza bianca"; venne costretta a chiudere nel 1969 a seguito dell'abolizione della segregazione scolastica negli Stati Uniti d'America.
- Lexington (Virginia)

Nel 2011 il Consiglio comunale ha approvato un'ordinanza per vietare lo sbandieramento di vessilli differenti dalla bandiera degli Stati Uniti d'America, dalla bandiera della Virginia e da una bandiera cittadina - non ancora disegnata - e dal loro fissaggio sui pali della luce. Diverse bandiere sudiste erano state fatte sventolare in precedenza e attaccate sui lampioni della città per commemorare il Lee-Jackson Day, che è stato osservato il venerdì precedente alla festività federale del Martin Luther King Day.

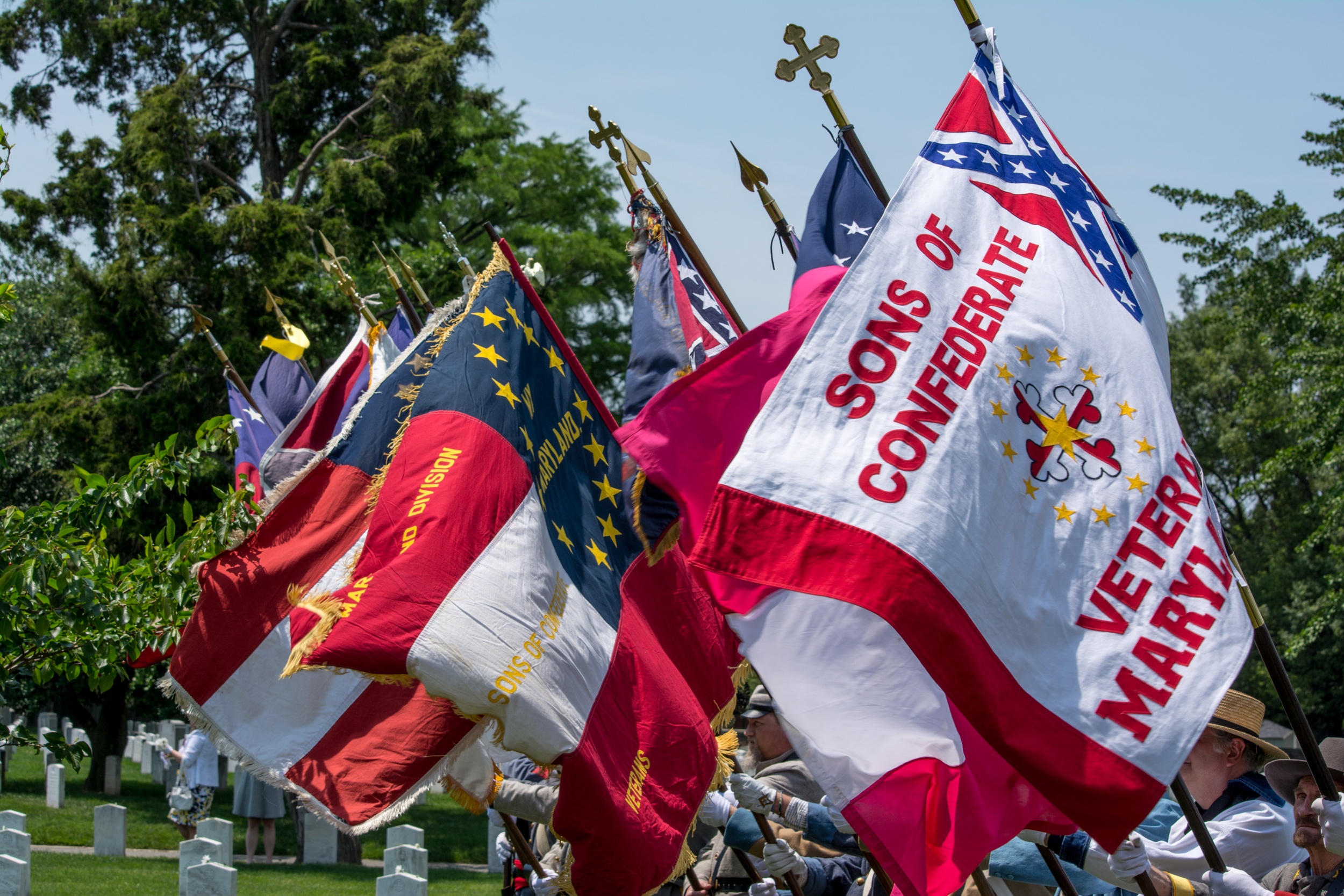
Manifestazione dei Sons of Confederate Veterans al Cimitero nazionale di Arlington nel 2014.

Circa 300 sostenitori della bandiera degli Stati Confederati d'America, compresi i membri dei "Figli dei veterani confederati", radunatisi sia prima della riunione dell'assemblea cittadina che dopo il voto, hanno promesso di contestare la nuova ordinanza locale in tribunale a colpi di carta bollata. Le rimostranze non hanno ottenuto alcun successo e l'ordinanza rimane in vigore.
La municipalità ha cercato anche di impedire ai privati di issare bandiere confederate sulle proprie proprietà, ma un'ingiunzione federale risalente al 1993 ne ha bloccato il tentativo.
Nel campus della Washington and Lee University, un college privato, una grande bandiera di battaglia confederata e una serie di altri vessilli correlati sono stati rimossi dalla Lee Chapel nel 2014.
Nei pressi della stessa Lee Chapel esiste la più antica "Grace Episcopal Church", nella quale l'ex generale sudista partecipava assiduamente alle funzioni religiose. Nel 1903 la chiesa fu ribattezzata in suo onore "R. E. Lee Memorial Church"; nel 2017 ha cambiato nuovamente il suo nome ritornando a essere la "Grace Episcopal Church".
- Lynchburg (Virginia)

Una statua del veterano confederato George Morgan Jones è stata ritirata dal terreno del Randolph College il 25 agosto del 2017.

- Richmond (Virginia)

Nel febbraio 2000 il consiglio comunale ha votato per cambiare i nomi dei ponti "J. E. B. Stuart" e "Thomas J. Stonewall Jackson", che attraversano il James, ribattezzandoli alla memoria del giurista Samuel Wilbert Tucker e dell'attivista Curtis J. Holt, due notabili locali del movimento per i diritti civili degli afroamericani.
Il 10 giugno del 2020, una statua di Jefferson Davis su un monumento eretto nel 1907 sulla viale Monument Avenue è stata abbattuta dai manifestanti durante le proteste per la morte di George Floyd.
Statua equestre di Stonewall Jackson situata su Monument Avenue: eretta nel 1919. Rimossa il 1 luglio del 2020.
Statua di Matthew Fontaine Maury situata su Monument Avenue: eretta nel 1929. Rimossa il 2 luglio del 2020
Statua equestre di J. E. B. Stuart situata su Monument Avenue: eretta nel 1907. Rimossa il 7 luglio del 2020.
Statua equestre di Robert E. Lee situata su Monument Avenue: eretta nel 1890. Rimossa il 8 di settembre del 2021, l'ultimo memoriale confederate sulla strada d'essere rimossa.

### Virginia Occidentale
Virginia Occidentale
- Charleston (Virginia Occidentale)

Stonewall Jackson High School, aperta nel 1940 e chiusa nel 1989, quando si consolidò con la Charleston High School per diventare la Capital High School.

### Washington
Washington
- Bellingham (Washington)

Pickett Bridge, che ricorda un precedente ponte di legno costruito a suo tempo da George Edward Pickett su Whatcom Creek. Il segno commemorativo eretto nel 1920 fu rimosso il 18 agosto 2017, insieme ai cartelli che guidavano alla Pickett House.
- Blaine (Washington)

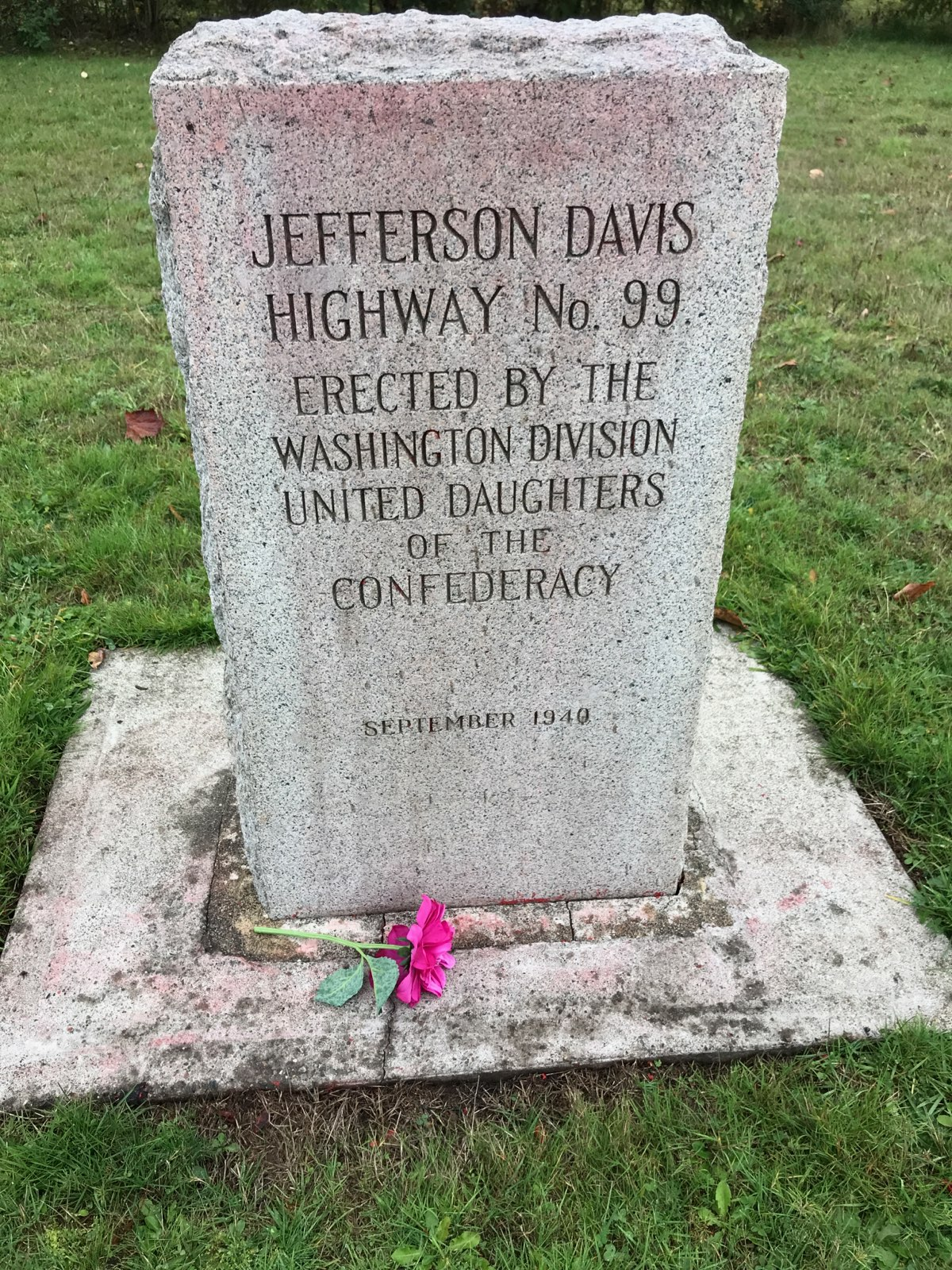
Pietra stradale commemorativa: rimossa.

Un contrassegno di pietra all'estremità settentrionale dello Stato che designa la "Washington State Route 99" come "Jeff Davis Highway" venne fatto erigere negli anni 1930 dalle Figlie della Confederazione, con l'autorizzazione governativa: rimosso nel 2002 grazie agli sforzi condotti dal Rappresentante Democratico Hans M. Dunshee e dai funzionari cittadini dopo che fu scoperto che non era mai stata ufficialmente designata per commemorare Davis.
La pietra segnaletica fu spostata nel Jefferson Davis Park, un parco privato gestito dai Figli dei Veterani Confederati appena fuori Ridgefield (Washington), proprio accanto alla "Interstate 5 in Washington".
- East Wenatchee

Robert E. Lee Elementary School (1955). Il distretto scolastico ha rifiutato un cambio di nome nel 2015 e di nuovo nel 2017. Nel 2018 ha votato per cambiare il nome in Lee Elementary School.
- Seattle

Il Robert E. Lee Tree era uno dei tanti alberi del Ravenna Park dedicato a persone considerate rilevanti. Sia l'albero che la placca furono rimossi nel 1926.
- Vancouver (Washington)

Nel 1998 i funzionari della città hanno rimosso un marcatore segnaletico stradale della Jefferson Davis Highway (Washington State Route 99) e lo hanno collocato in un cimitero in un'azione che alcuni anni dopo è diventata controversa, quando le questioni relative al Blaine stavano per essere messe in discussione dall'Assemblea legislativa nel 2002.
Successivamente il segnalatore è stato spostato altre due volte, per poi essere collocato accanto all'Interstate 5 su terreni privati acquistati allo scopo di dare a questo marcatore una sede permanente nel 2007.
Nel 2002 la Camera dei rappresentanti di Washington approvò all'unanimità un disegno di legge (proposto da Hans Dunshee, il quale guidò anche lo sforzo di ri-denominazione negli anni successivi) che avrebbe rimosso il nome di Davis dalla strada. Tuttavia un comitato del Senato statale successivamente ha bloccato la proposta.
Nel marzo 2016 il parlamento dello Stato ha approvato all'unanimità una risoluzione congiunta che ha chiesto alla commissione per i trasporti di designare la strada come "William P. Stewart Memorial Highway", per onorare un volontario afroamericano durante la guerra civile che in seguito divenne un pioniere della città di Snohomish (Washington). A maggio del 2016 viene deciso di rinominare la strada.

### Wisconsin
Wisconsin
- Madison (Wisconsin)

Sezione confederata del Forest Hill Cemetery. Questa parte del cimitero contiene i resti di oltre 100 soldati sudisti morti in qualità di prigionieri di guerra nel vicino Camp Randall. Nel 2015 un palo portabandiera è stato rimosso dalla sezione; esso era stato utilizzato per far sventolare la bandiera confederata nella settimana del Memorial Day.

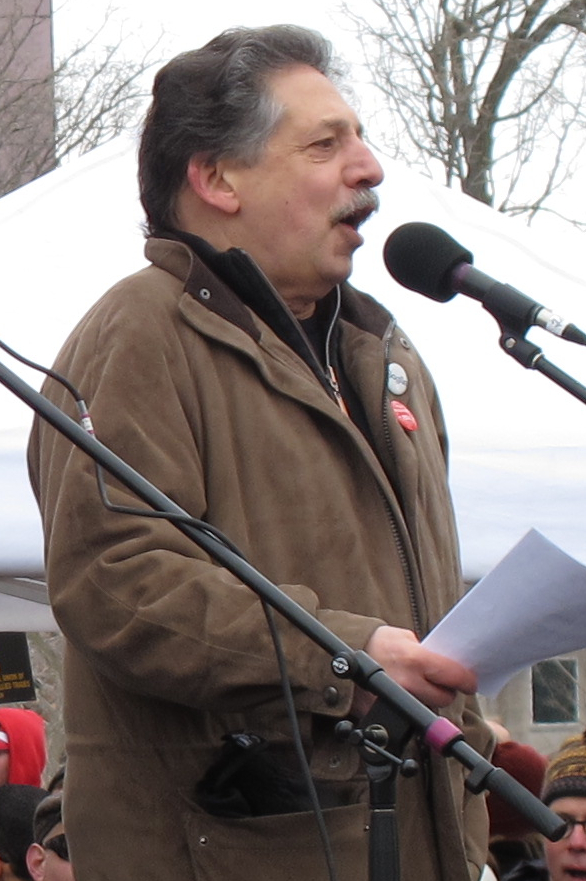
Foto del sindaco di Madison (Wisconsin) Paul Soglin.

Il 17 agosto del 2017 una lapide dedicata ai soldati confederati sepolti fu rimossa per ordine del sindaco di Madison Paul Soglin. È stato anche ordinato di togliere un monumento di pietra più grande che elenca tutti i nomi dei defunti, ma ciò è stato rinviata fino a quando la logistica dell'operazione non venga risolta.

### Canada
Canada
- Montréal

Nel 1957 le United Daughters of the Confederacy fecero installare una targa sul muro esterno di un negozio della compagnia della Baia di Hudson per commemorare il breve soggiorno di Jefferson Davis in città; la placca è stata rimossa in seguito all'Unite the Right rally di Charlottesville dell'agosto 2017, sotto la pressione dell'opinione pubblica.

Accampamento sudista a Pensacola nel 1861.

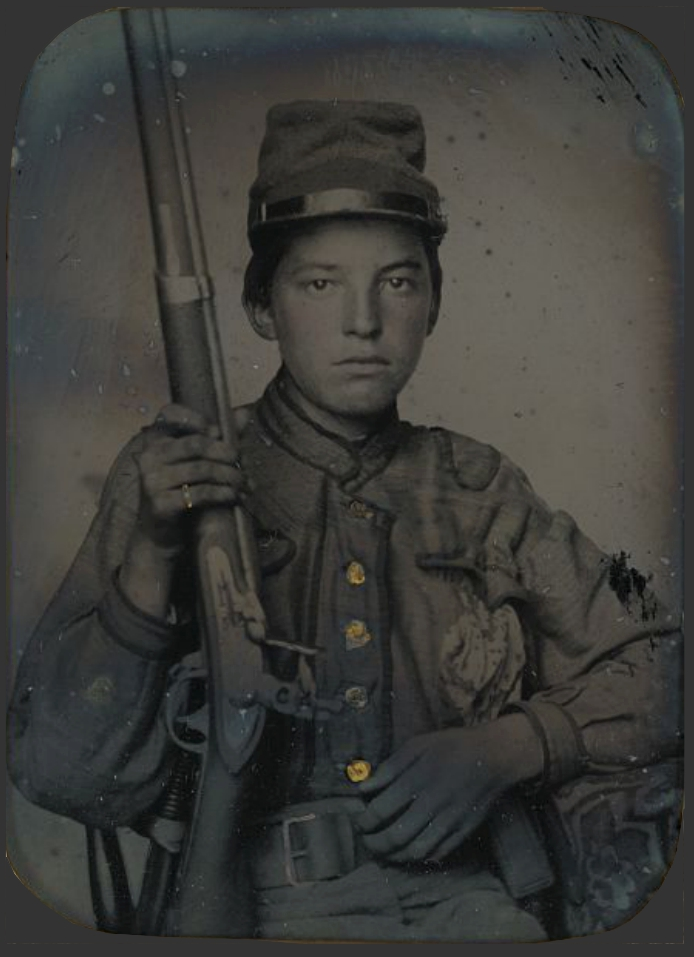
Il sergente sudista sedicenne virginiano William T. Biedler.

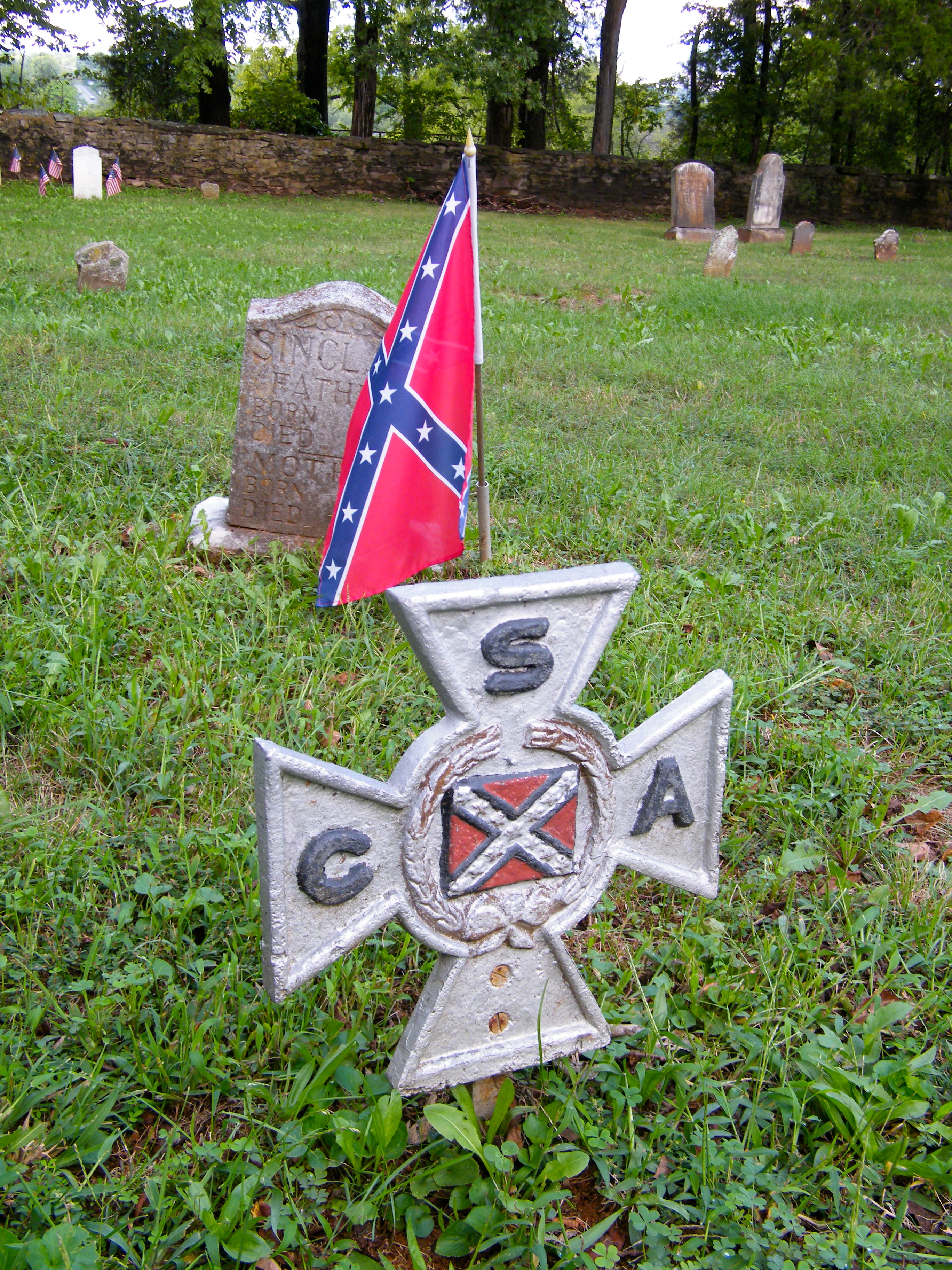
Un caduto confederato alla battaglia di Aldie.

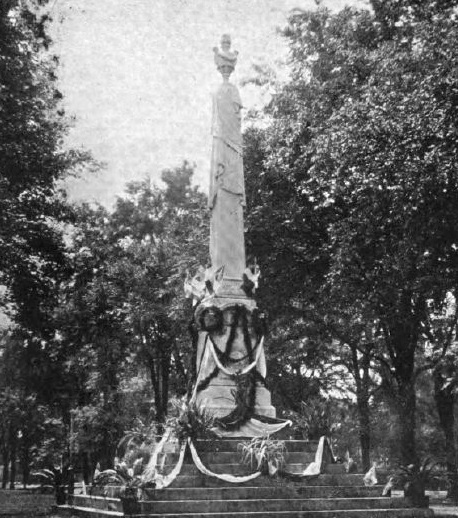
Il "Confederate Monument" al Salisbury Park di Columbus (Georgia) nel 1904.

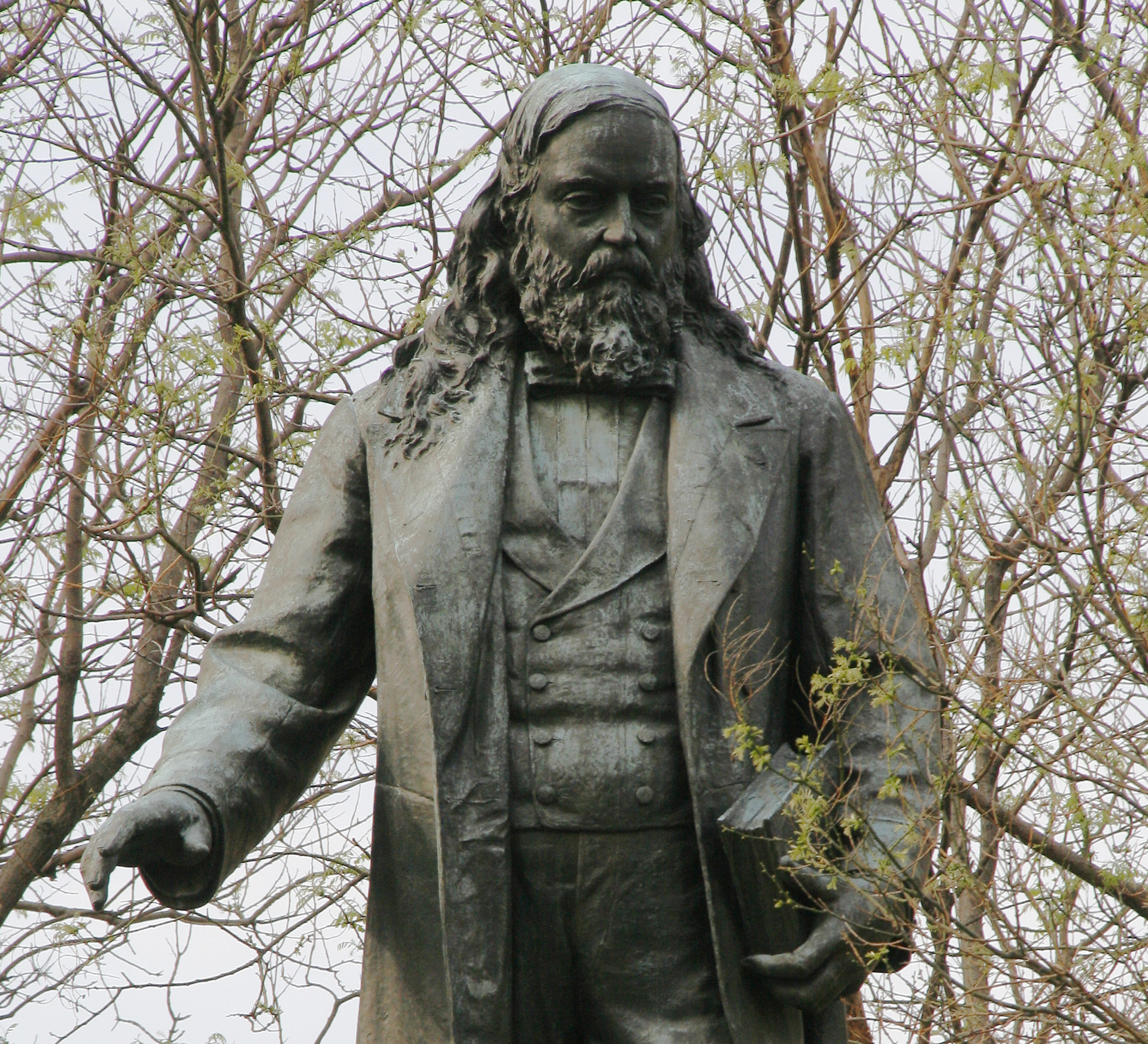
Particolare della statua dedicata ad Albert Pike, opera del 1899 dello scultore fiorentino Gaetano Trentanove (1858–1937).

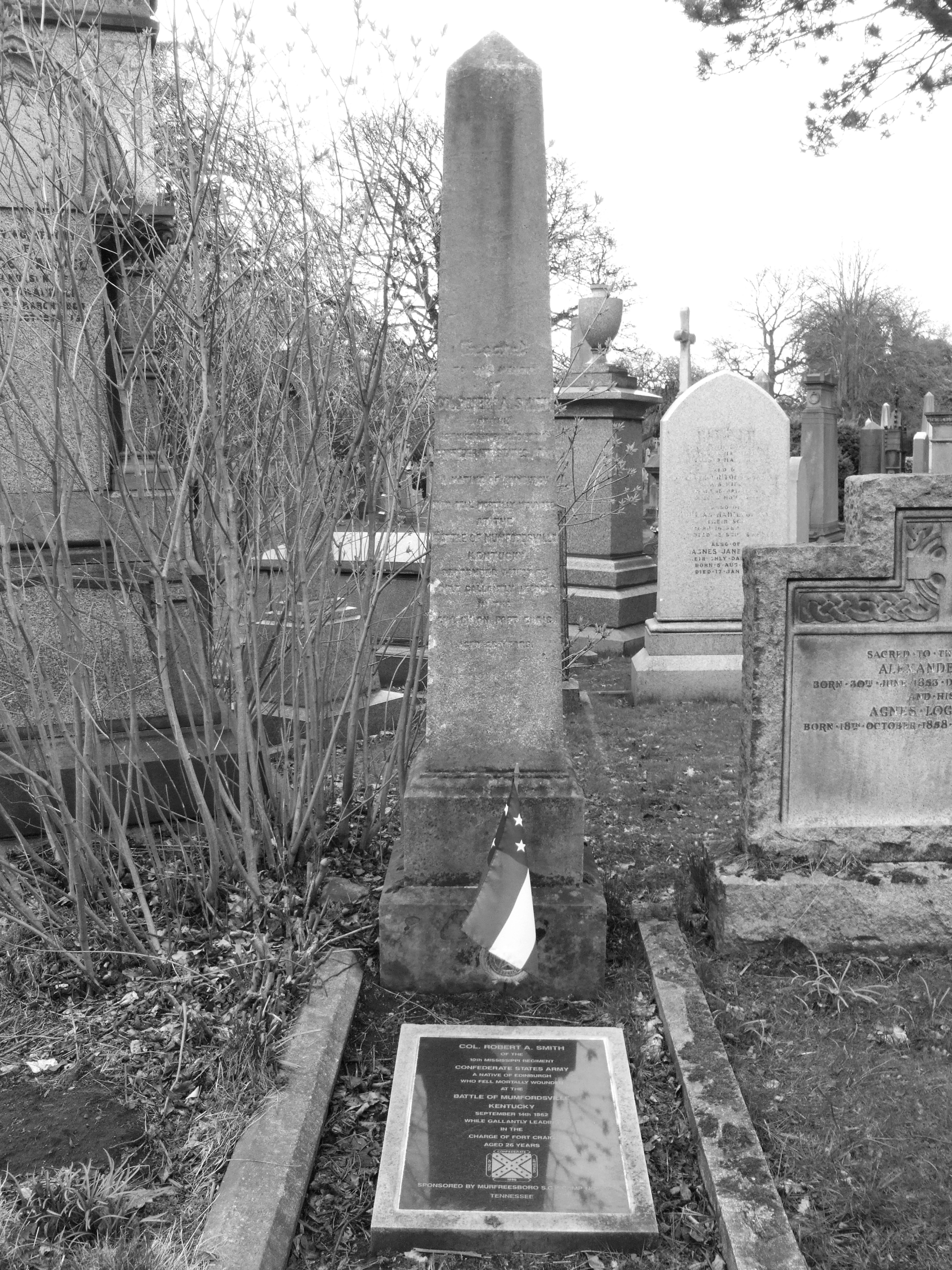
Il memoriale in onore del colonnello Robert A. Smith al Victorian Dean Cemetery di Edimburgo.

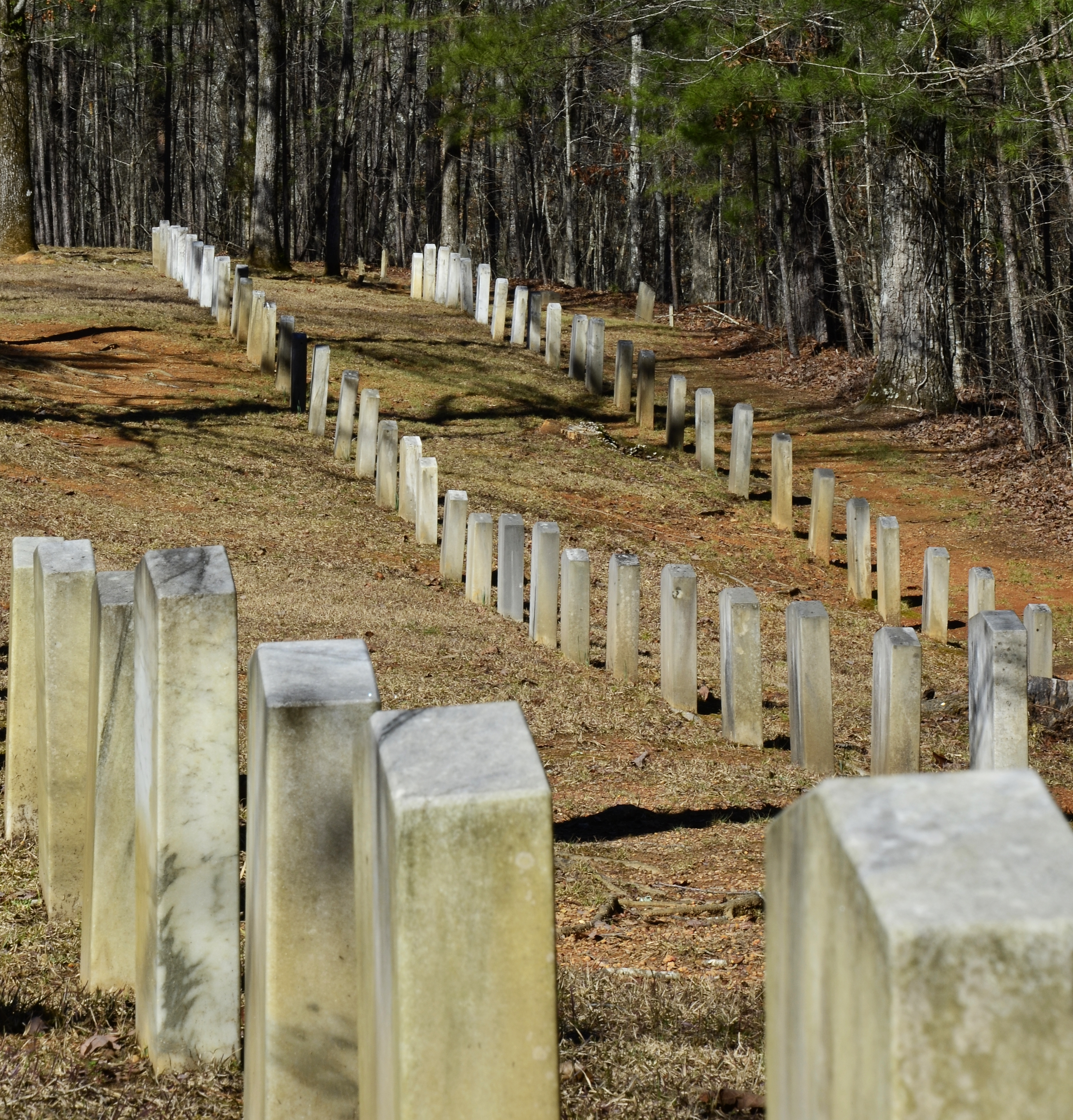
Cimitero confederato nella Contea di Shelby (Alabama).

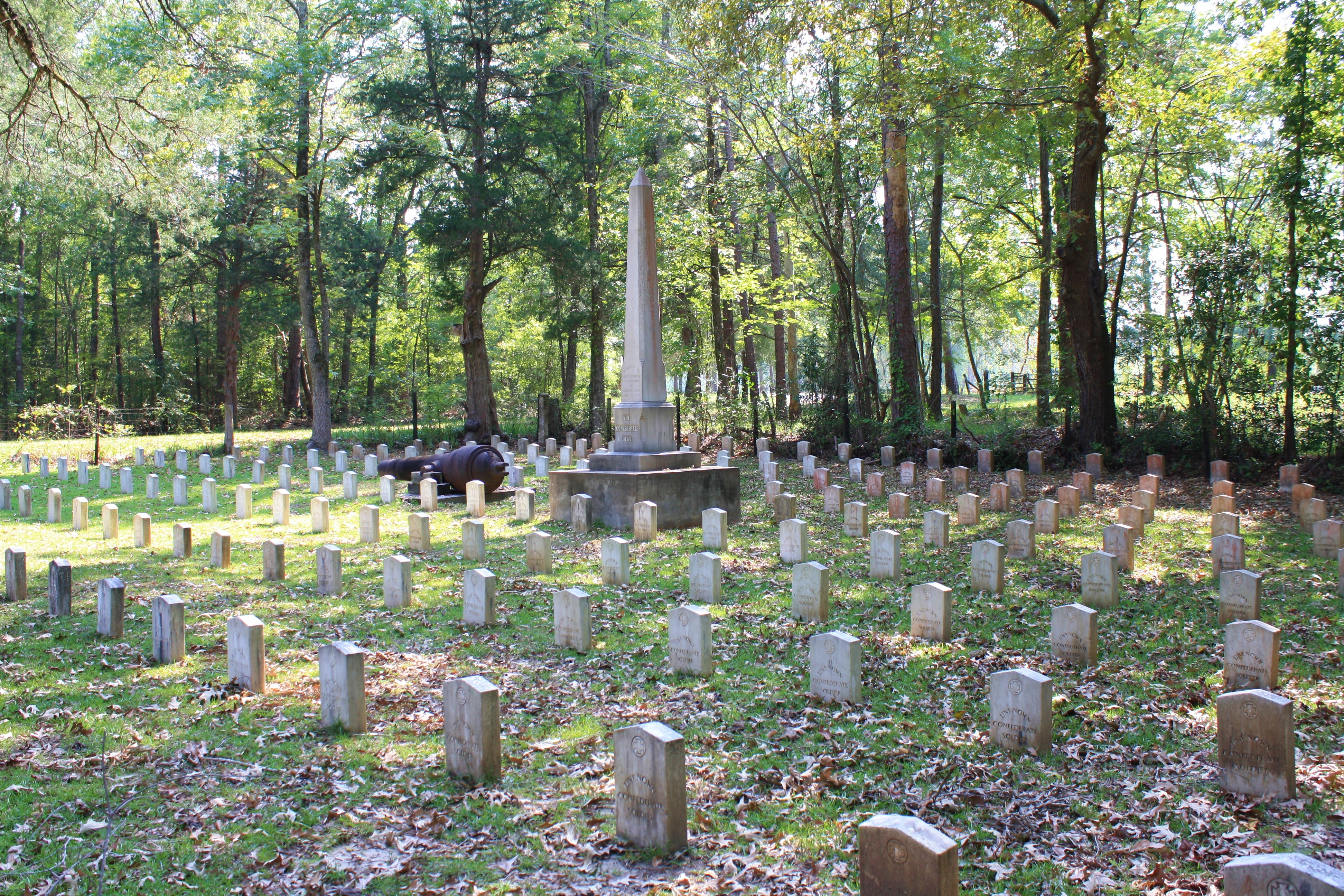
Tombe confederate a Gainesville (Alabama).

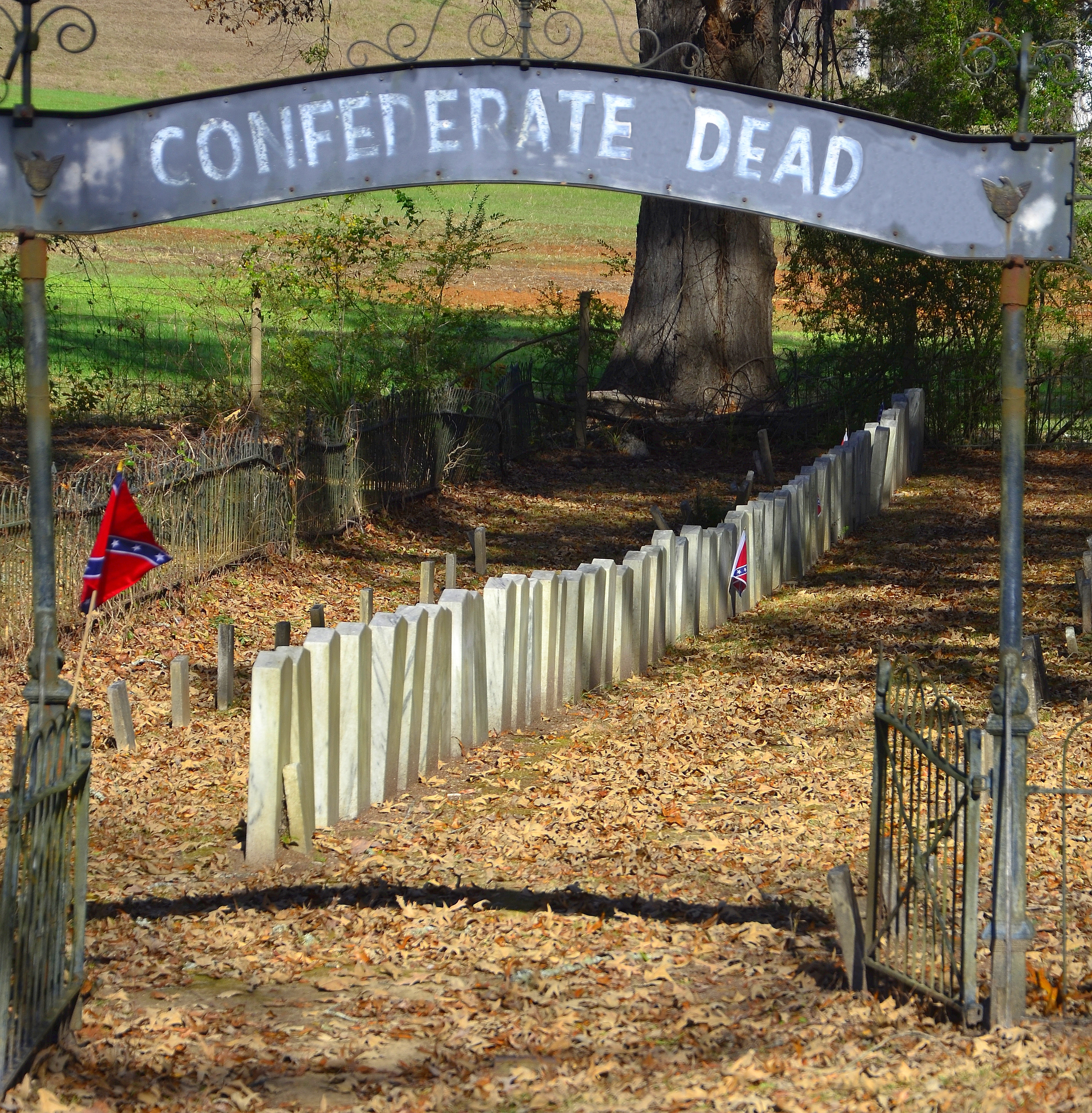
Aberdeen (Mississippi).

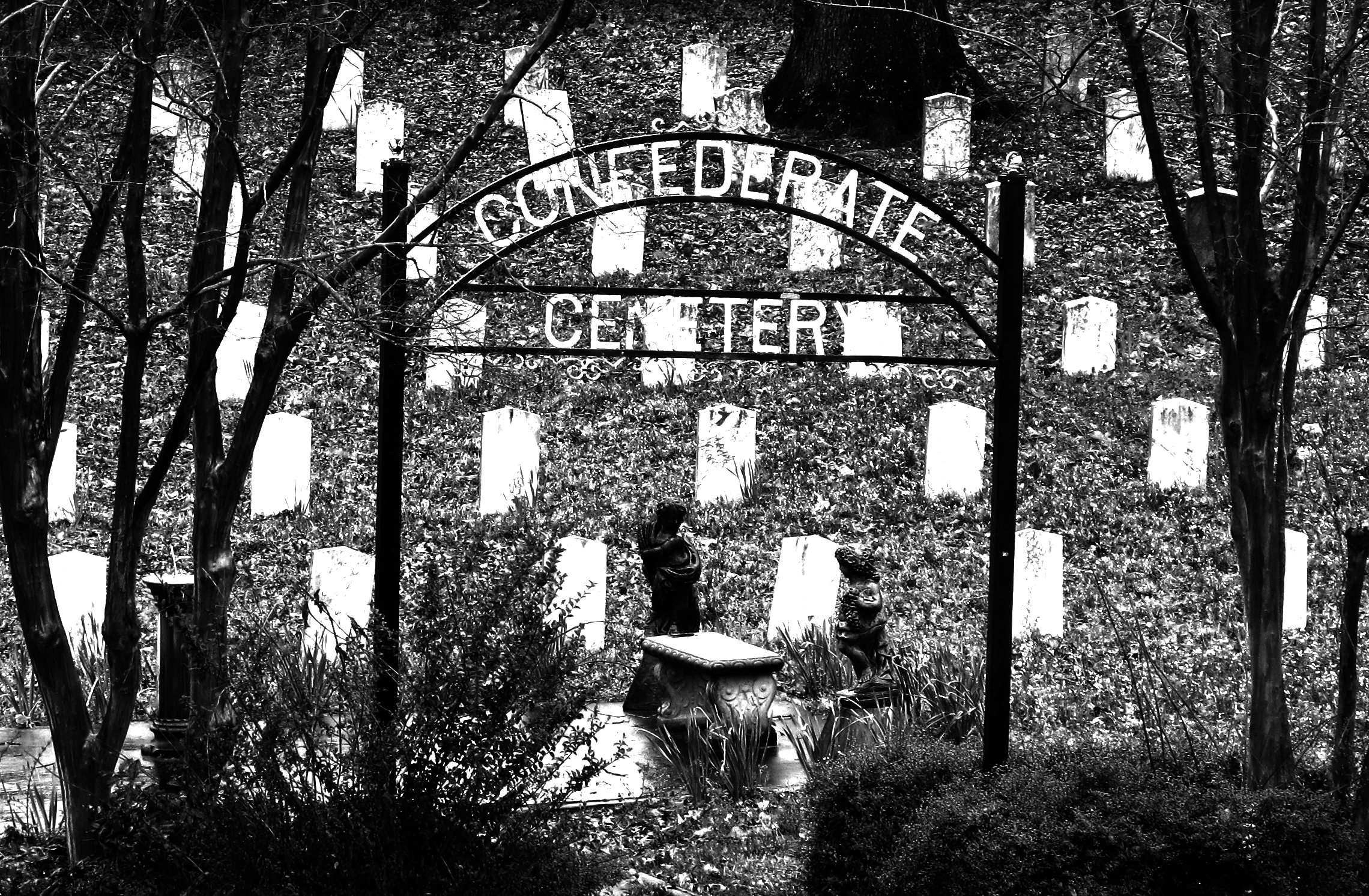
Grenada (Mississippi).

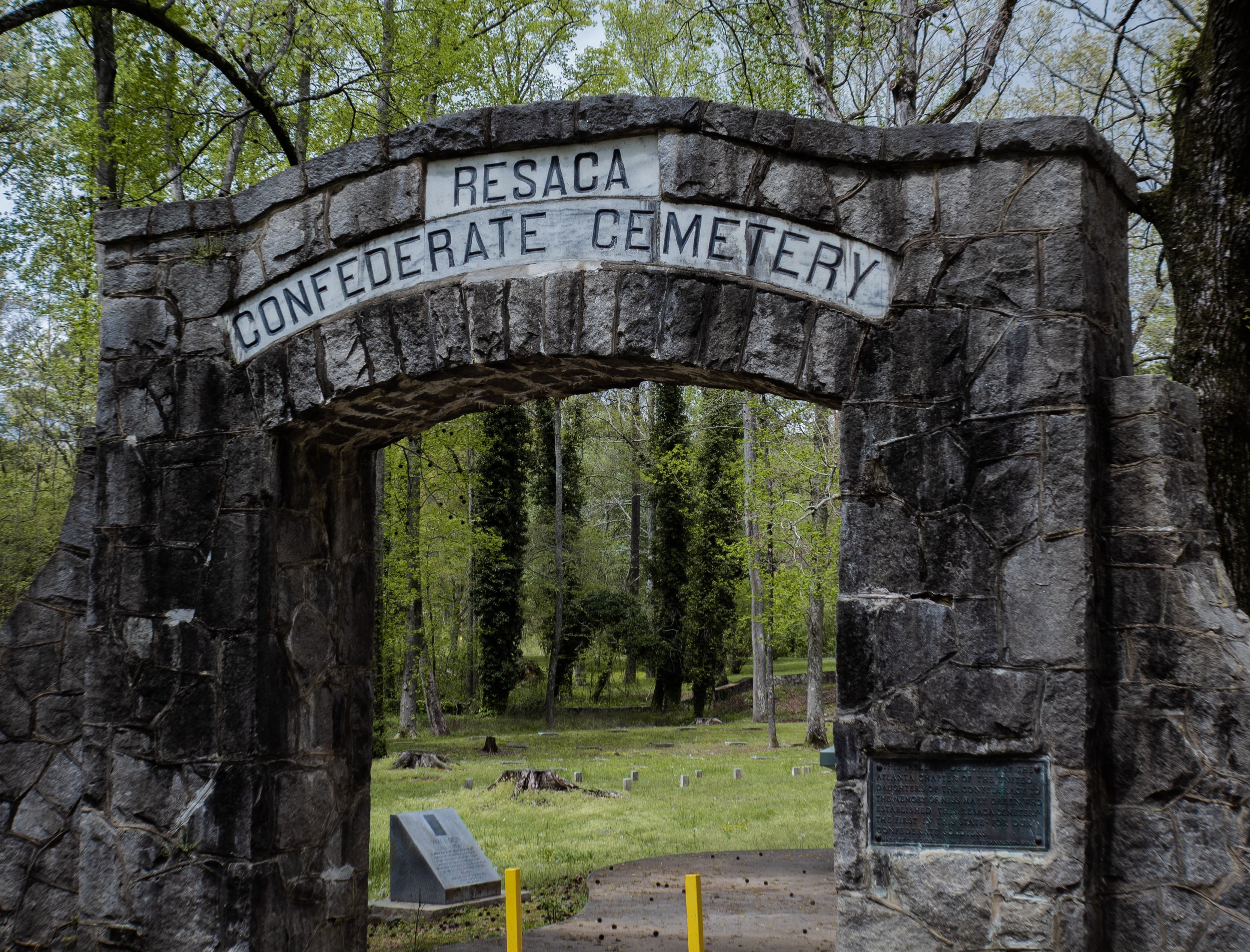
Resaca.

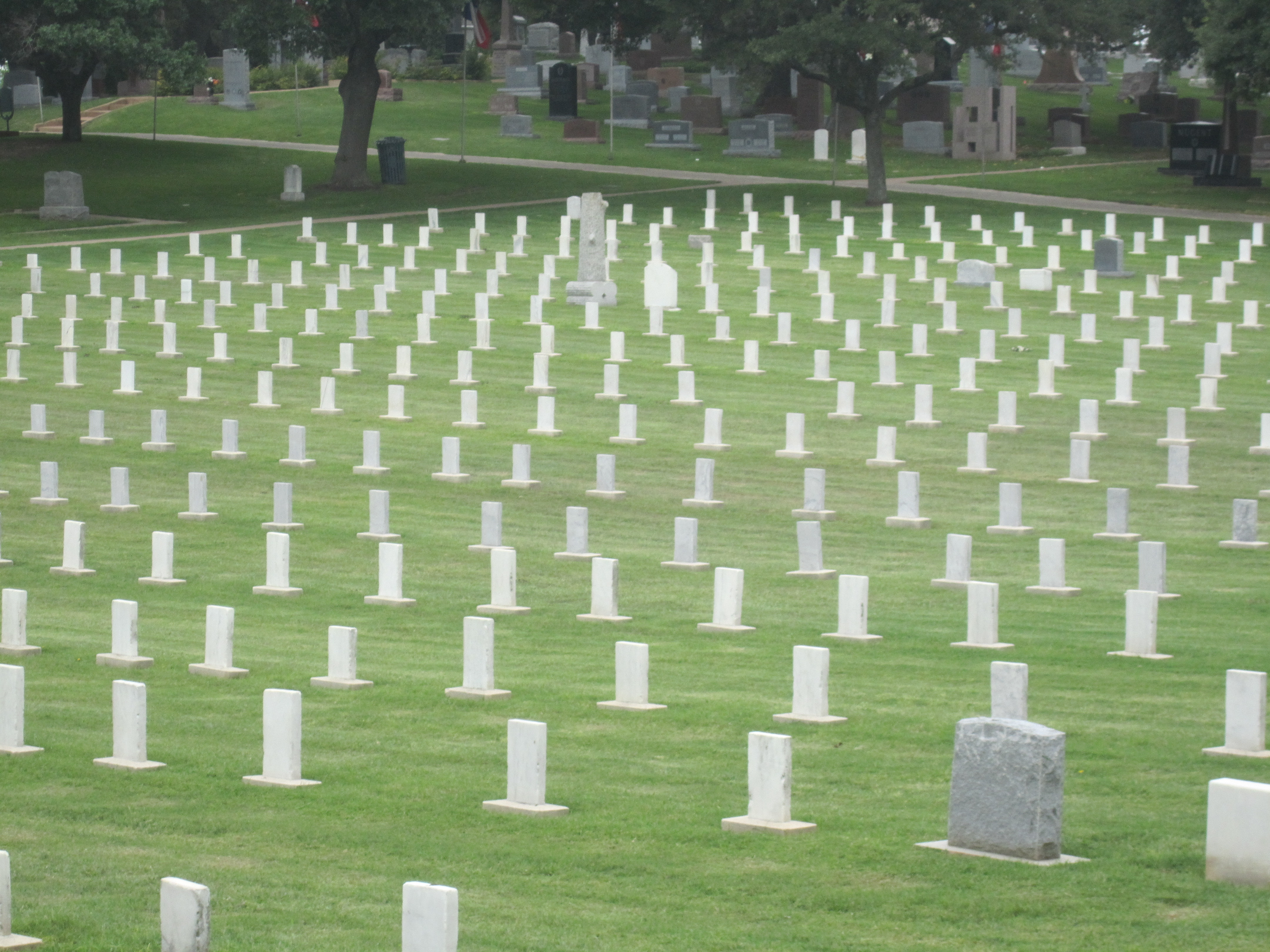
Austin.

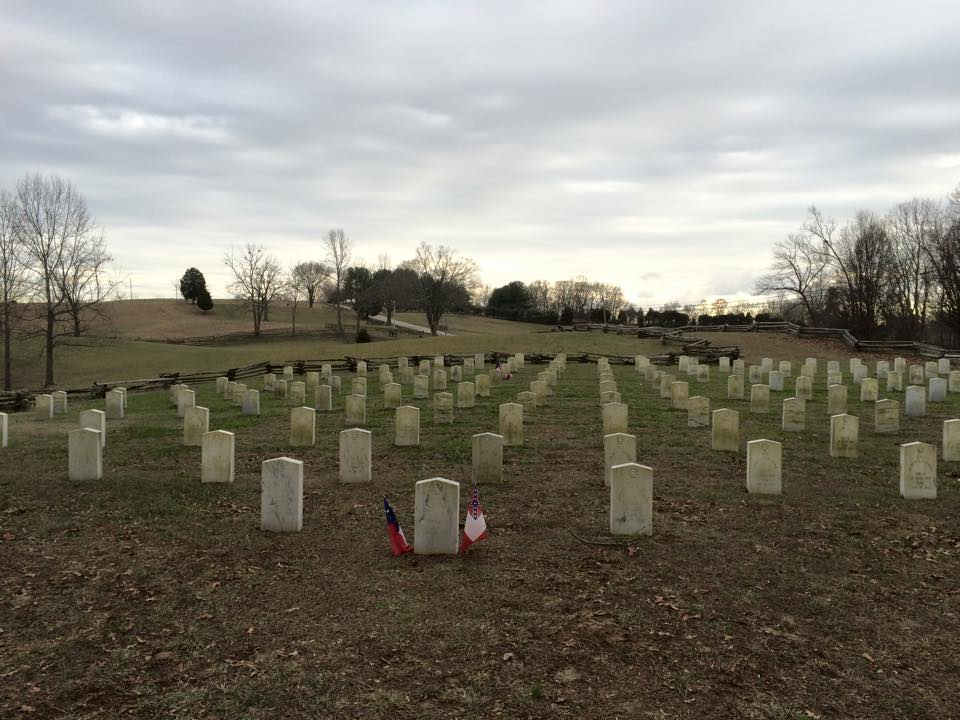
Nancy (Kentucky).

Scultura raffigurante Alexander Hamilton Stephens, opera di Gutzon Borglum.

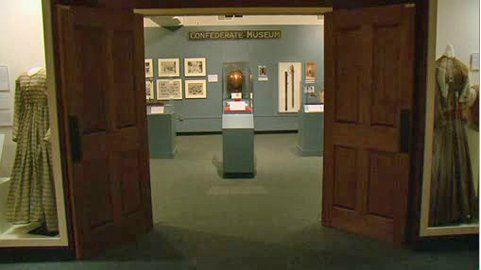
L'American Civil War Museum di Richmond (Virginia).

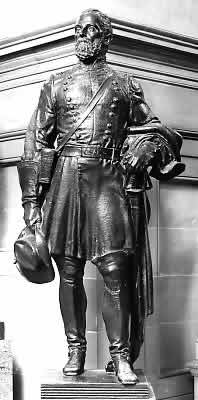
Statua bronzea raffigurante Joseph Wheeler al National Statuary Hall Collection.

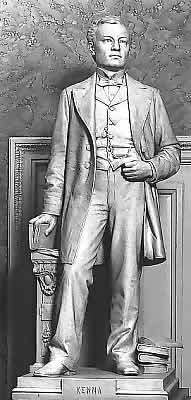
Scultura dedicata al senatore virginiano John Edward Kenna.